# Retrato oficial do presidente dos Estados Unidos

O Retrato Lansdowne de George Washington, o primeiro retrato presidencial

Começando com o retrato de George Washington feito pelo pintor Gilbert Stuart, tem sido tradição para o presidente dos Estados Unidos ter um retrato oficial tirado durante seu tempo no cargo, mais comumente uma pintura a óleo. Essa tradição continuou até os tempos modernos, embora desde a adoção da fotografia como uma tecnologia amplamente usada e confiável, o retrato oficial também pode ser uma fotografia (ou pelo menos uma fotografia pode ser viável).
Os presidentes frequentemente exibem os retratos oficiais de ex-presidentes que eles admiram no Salão Oval ou em outros lugares da Casa Branca, emprestados da Galeria Nacional de Retratos. A galeria coleciona retratos presidenciais desde sua criação em 1962, e começou a encomendar seus retratos em 1994, começando com George H. W. Bush.
Em 2018, o presidente Donald Trump assinou a Lei Pública 115–158, que proíbe o uso de fundos federais para pagar um retrato oficial de qualquer funcionário ou oficial federal, incluindo o presidente, o vice-presidente, um membro do Congresso, o chefe de uma agência executiva ou o chefe de um escritório do poder legislativo. Como a maioria dos retratos presidenciais recentes foram financiados de forma privada, esta lei impede principalmente que outros funcionários governamentais, como chefes de agências e presidentes da Câmara encomendem retratos oficiais usando fundos federais.

## Presidentes

### George Washington
O retrato presidencial de George Washington foi resgatado pela primeira-dama Dolley Madison quando os britânicos incendiaram a Casa Branca na Guerra Anglo-Americana de 1812.

### Theodore Roosevelt
O retrato oficial do presidente Theodore Roosevelt foi originalmente encomendado a Théobald Chartran em 1902, mas quando Roosevelt viu o produto final, ele o odiou e o escondeu no canto mais escuro da Casa Branca. Quando os membros da família o chamaram de "Gato Mewing" por fazê-lo parecer tão inofensivo, ele o destruiu e contratou John Singer Sargent para pintar um retrato mais masculino.

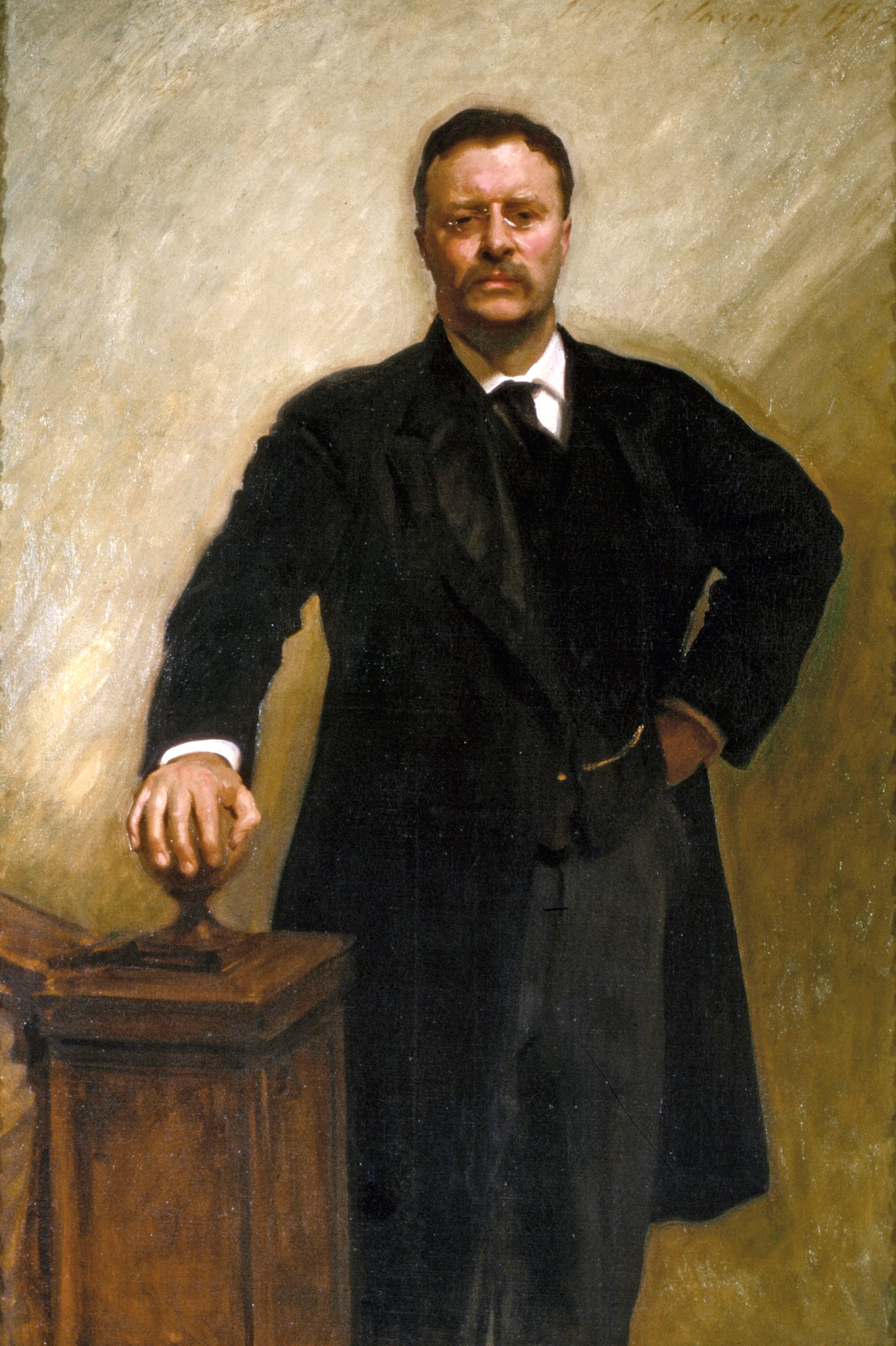
Theodore Roosevelt por John Singer Sargent, 1903.

Sargent seguiu Roosevelt pelos cômodos da Casa Branca, fazendo esboços procurando a iluminação e a pose certas, mas não estava feliz com eles. Quando Roosevelt se dirigiu para uma escada para experimentar os cômodos do segundo andar, a paciência de ambos estava se esgotando. Roosevelt sugeriu que Sargent não tinha a mínima ideia do que o artista queria. Sargent respondeu que Roosevelt não sabia o que era necessário para posar para um retrato. Roosevelt, tendo alcançado o patamar, plantou a mão no poste da balaustrada e se virou para Sargent com raiva, exigindo "Não é mesmo?!" e a pose perfeita foi encontrada.
Roosevelt, sempre ativo, só concordou em ficar parado por meia hora por dia, depois do almoço. Mas o retrato acabou sendo concluído e Roosevelt adorou.

### Calvin Coolidge
Durante a presidência de Ronald Reagan, ele moveu o retrato de Coolidge do Grande Salão para a Sala do Gabinete ao lado do retrato de Thomas Jefferson. Reagan admirava e citava Coolidge, e achava que o desempenho impressionante de Coolidge nos "loucos anos vinte" era excelente. Reagan acreditava que o retrato de Coolidge era muito mais adequado ao lado de um pai fundador.

### Warren G. Harding
A Comissão de Belas Artes dos Estados Unidos recomendou F. Luis Mora para pintar o retrato de Warren G. Harding. O retrato foi pintado a partir de fotografias. Dois retratos de Harding pintados por 'artistas estrangeiros' na Casa Branca foram rejeitados por mérito artístico inferior e semelhança insuficiente. A pintura foi pendurada na Casa Branca em junho de 1930.

### Herbert Hoover
O retrato oficial do presidente Herbert Hoover foi concluído 23 anos após ele deixar o cargo. O primeiro retrato oficial foi pintado por John Christen Johansen em 1941. Hoover, no entanto, mais tarde encomendou um segundo retrato que foi concluído em 1956 por Elmer Wesley Greene. A pedido de Hoover, esta pintura substituiu o original e atualmente é o retrato oficial da Casa Branca. A pintura de Johansen agora reside na Biblioteca e Museu Presidencial Herbert Hoover em West Branch, Iowa.

### John F. Kennedy
O retrato oficial do presidente John F. Kennedy foi pintado postumamente por Aaron Shikler a pedido de Jacqueline Kennedy em 1970. É geralmente analisado como um estudo de caráter. Ao contrário da maioria dos retratos presidenciais, o de Kennedy retrata o presidente como pensativo, com os olhos baixos e os braços cruzados. De acordo com Shikler, a única estipulação de Jackie era que ele criasse uma imagem diferente "da maneira como todos os outros o fazem parecer, com as bolsas sob os olhos e aquele olhar penetrante. Estou cansada dessa imagem." Shikler desenhou alguns esboços baseados em fotografias, um dos quais foi inspirado pela pose sombria de Ted Kennedy no túmulo de seu irmão (John F. Kennedy), com os braços cruzados e a cabeça baixa. Jackie escolheu esse esboço como a pose final. Shikler também pintou os retratos oficiais da Casa Branca da primeira-dama Jacqueline Kennedy e dos filhos de Kennedy.

### Bill Clinton
O retrato presidencial de Bill Clinton foi o primeiro retrato desse tipo a ser pintado por uma afro-americana, Simmie Knox.
Antes disso, um retrato foi encomendado pela Galeria Nacional de Retratos na Smithsonian Institution. Anos após sua inauguração inicial, o artista do retrato, Nelson Shanks, revelou que ele adicionou uma sombra sutil no lado esquerdo da pintura para fazer referência ao escândalo Monica Lewinsky e como ele era, "uma metáfora na medida em que representa uma sombra no cargo que ele ocupava, ou sobre ele". De acordo com Shanks, Clinton "odiava o retrato" e queria que ele fosse removido da Galeria Nacional de Retratos. Em 2015, ele permanecia em sua coleção, mas não estava em exposição.

### George W. Bush
O retrato oficial de George W. Bush na Casa Branca foi revelado em 31 de maio de 2012. Foi pintado por John Howard Sanden, que também pintou o retrato oficial da primeira-dama Laura Bush, que foi revelado ao mesmo tempo que o retrato de seu marido. Além disso, o retrato de Bush para a Galeria Nacional de Retratos foi lançado de forma incomum várias semanas antes do fim de sua administração. Pintado por Robert A. Anderson, foi revelado na Galeria Nacional de Retratos da Smithsonian Institution em Washington, D.C., em 19 de dezembro de 2008. O presidente Bush abriu a inauguração brincando com "Bem-vindo ao meu enforcamento", o que resultou em risos na sala. Este foi um retrato oficial encomendado pela Casa Branca, mas financiado por doações privadas.
A legenda na Galeria Nacional de Retratos ao lado do retrato do presidente Bush dizia originalmente que sua administração foi "marcada por uma série de eventos catastróficos..." [incluindo] "...os ataques de 11 de setembro de 2001, que levaram às guerras no Afeganistão e no Iraque." O senador de Vermont Bernie Sanders escreveu uma carta ao diretor da Galeria Nacional de Retratos, observando que a ligação entre os ataques terroristas e o Iraque havia sido "desmascarada". O diretor Martin E. Sullivan garantiu a ele que o rótulo seria alterado para excluir "levou a".

### Barack Obama
Barack Obama foi o primeiro presidente a ter seu retrato tirado com uma câmera digital em janeiro de 2009 por Pete Souza, o então fotógrafo oficial da Casa Branca, usando uma Canon EOS 5D Mark II.[carece de fontes?] Obama também foi o primeiro presidente a ter retratos 3D tirados, que foram exibidos no Castelo Smithsonian em dezembro de 2014.
Na segunda-feira, 12 de fevereiro de 2018, as imagens oficiais presidenciais de Barack Obama e Michelle Obama foram reveladas na Galeria Nacional de Retratos. Kehinde Wiley pintou o Sr. Obama, enquanto Amy Sherald pintou a Sra. Obama. Diferentes flores no fundo da pintura de Barack Obama são simbólicas, com crisântemos, por exemplo, representando Chicago, e pikake representando o Havaí. O estilo contemporâneo de ambas as pinturas atraiu atenção por quebrar a tendência de retratos presidenciais anteriores serem pintados em um estilo tradicional.
O retrato oficial de Barack Obama na Casa Branca foi revelado em 7 de setembro de 2022. Foi pintado por Robert McCurdy, que se concentrou em trabalhar a partir de uma fotografia do ex-presidente. No retrato fotorrealista, Obama está vestido com um terno preto com uma gravata cinza e pintado contra um fundo branco mínimo, uma assinatura das obras de arte de McCurdy. Ao mesmo tempo, o retrato oficial da primeira-dama Michelle Obama, pintado pela artista realista Sharon Sprung, também foi revelado. No retrato em óleo da primeira-dama Obama, ela aparece em um vestido turquesa de ombros nus contra uma parede rosa quente, parecendo "atenta, mas atraente e inconfundivelmente ela mesma."

### Donald Trump
O primeiro retrato presidencial oficial de Donald Trump foi lançado um dia antes de sua posse e foi usado na conta oficial do Twitter @POTUS até 5 de maio de 2017. Sua pintura de retrato foi encomendada pela Galeria Nacional De Retratos usando doações do PAC Save America de Trump.

## Galerias

### Retratos presidenciais daAssociação Histórica da Casa Branca

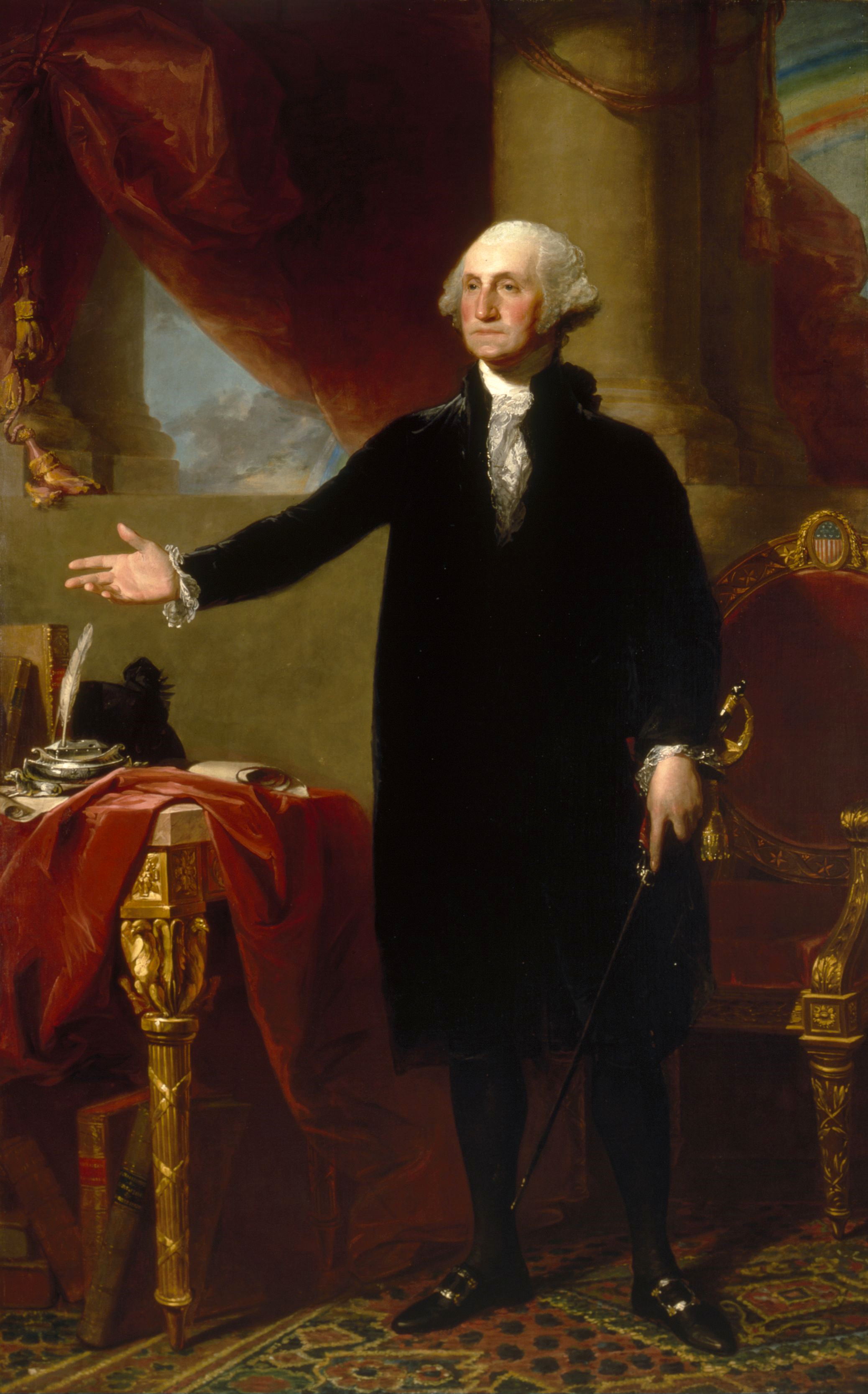
George Washington
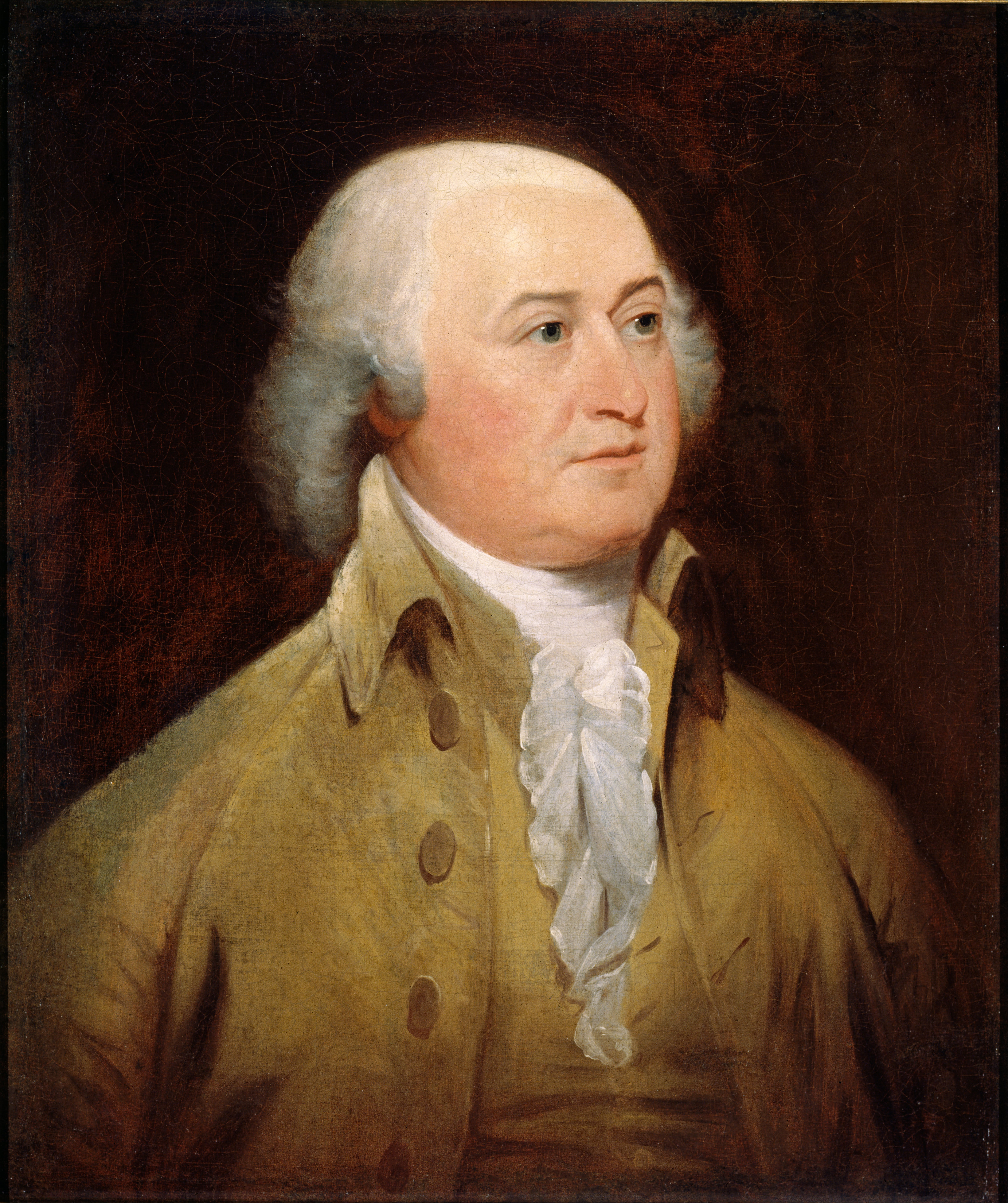
John Adams
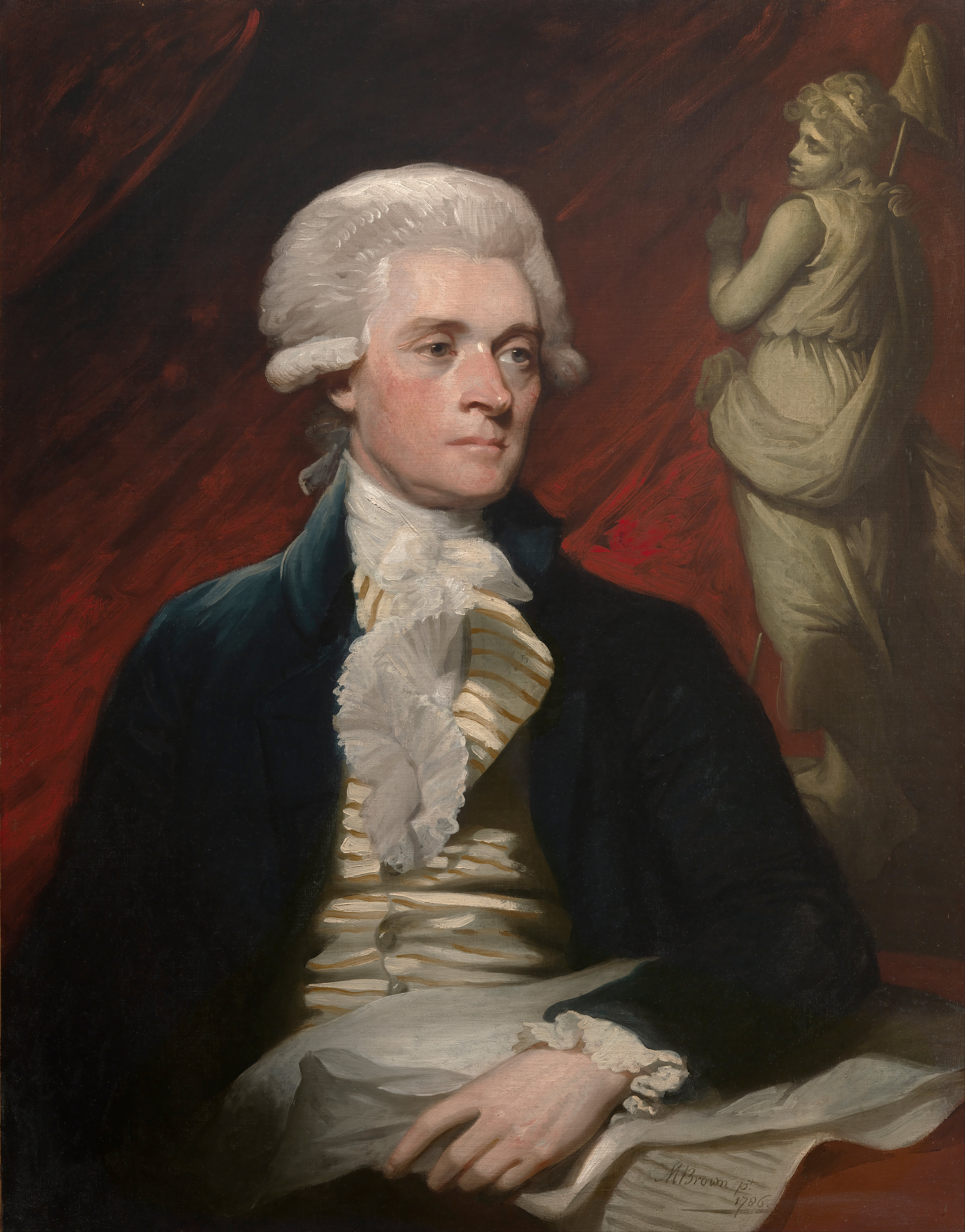
Thomas Jefferson
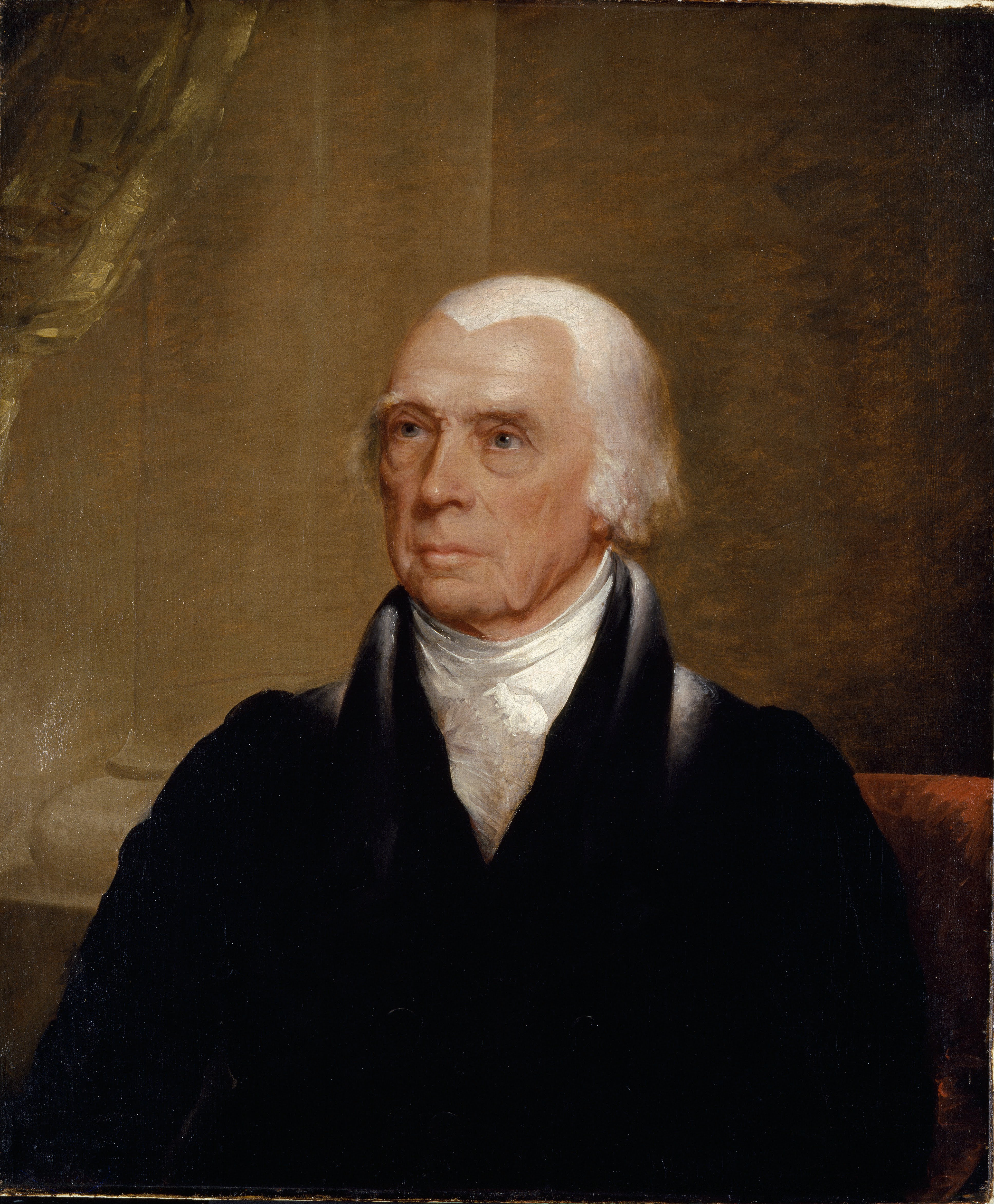
James Madison
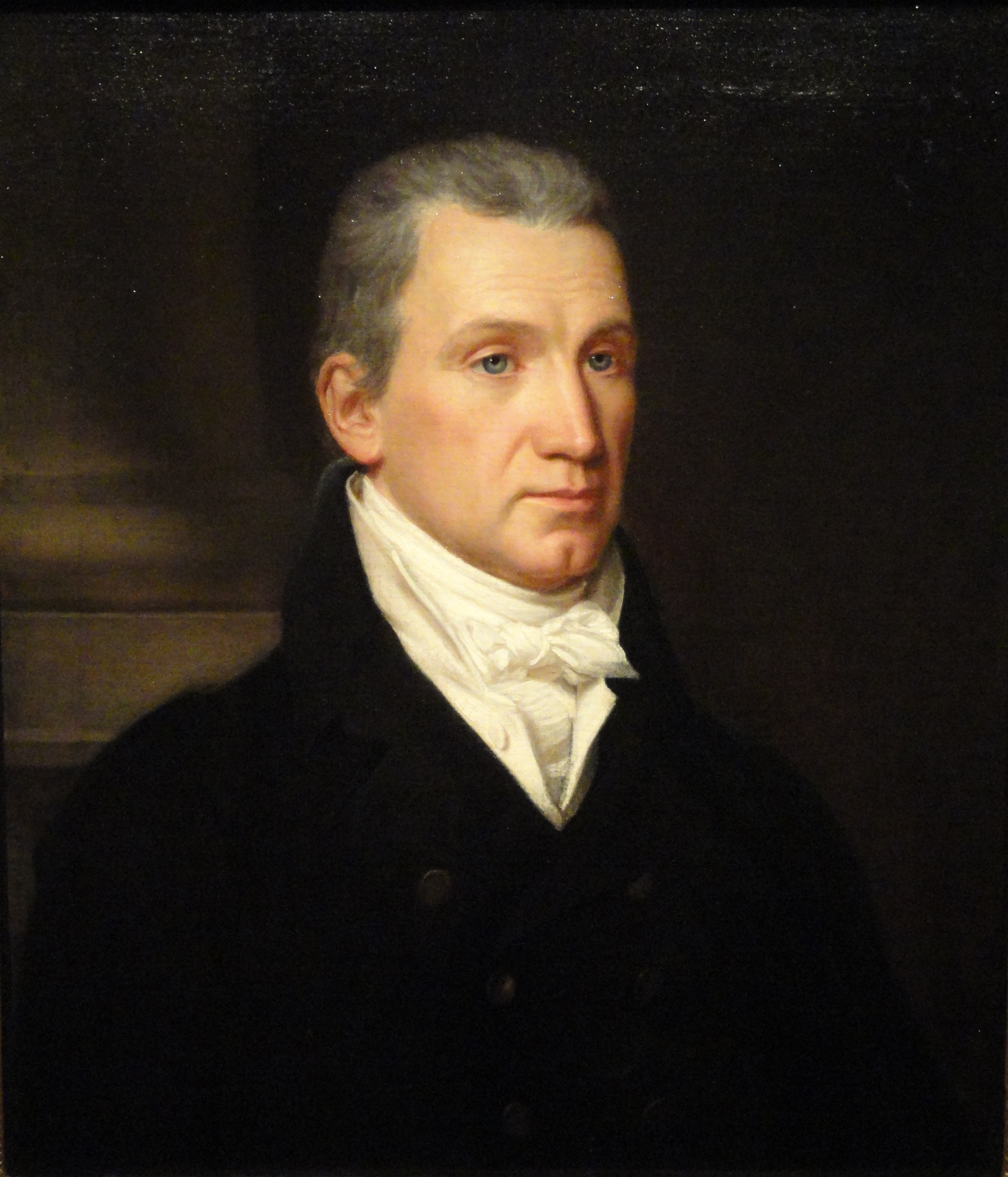
James Monroe
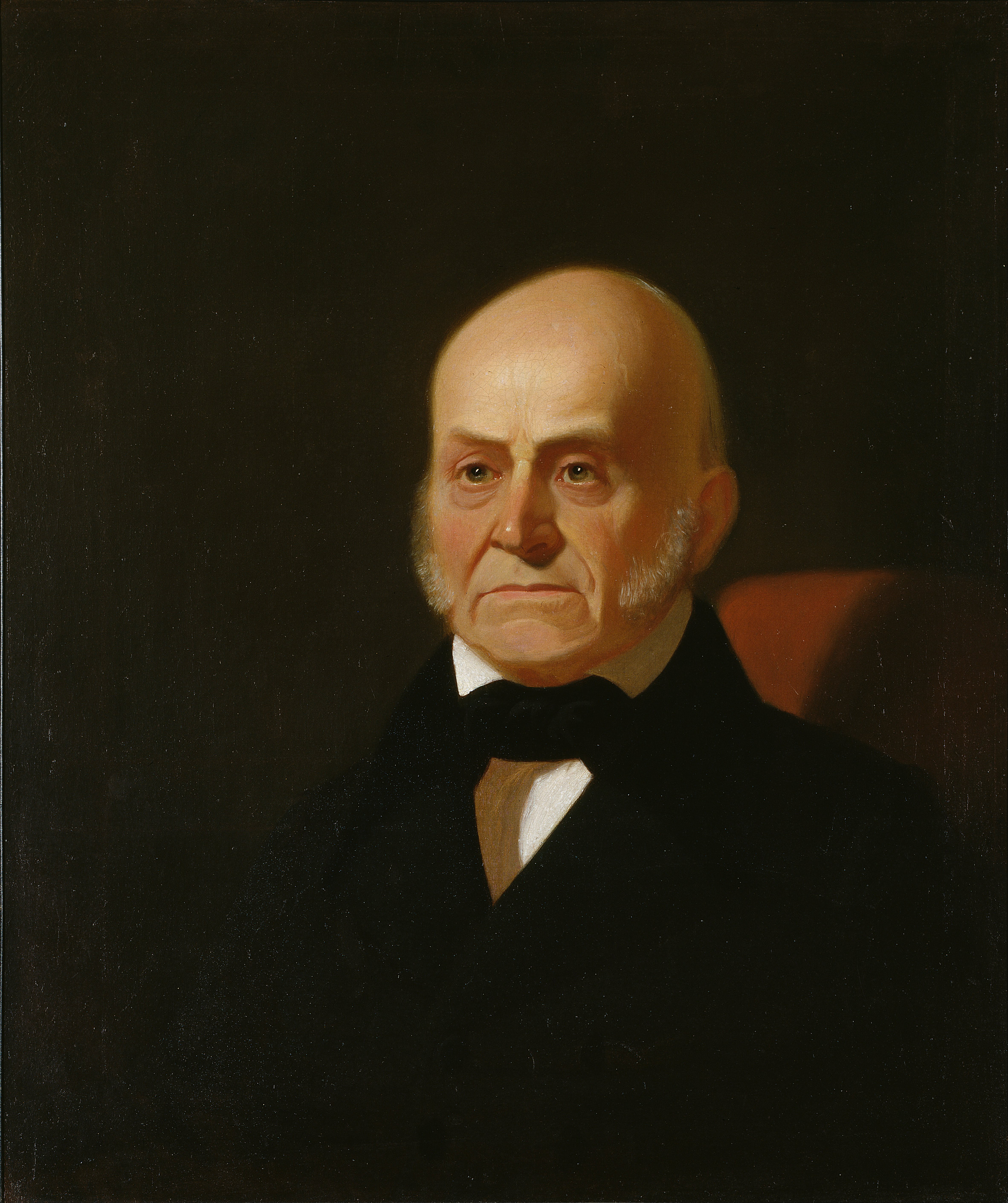
John Quincy Adams
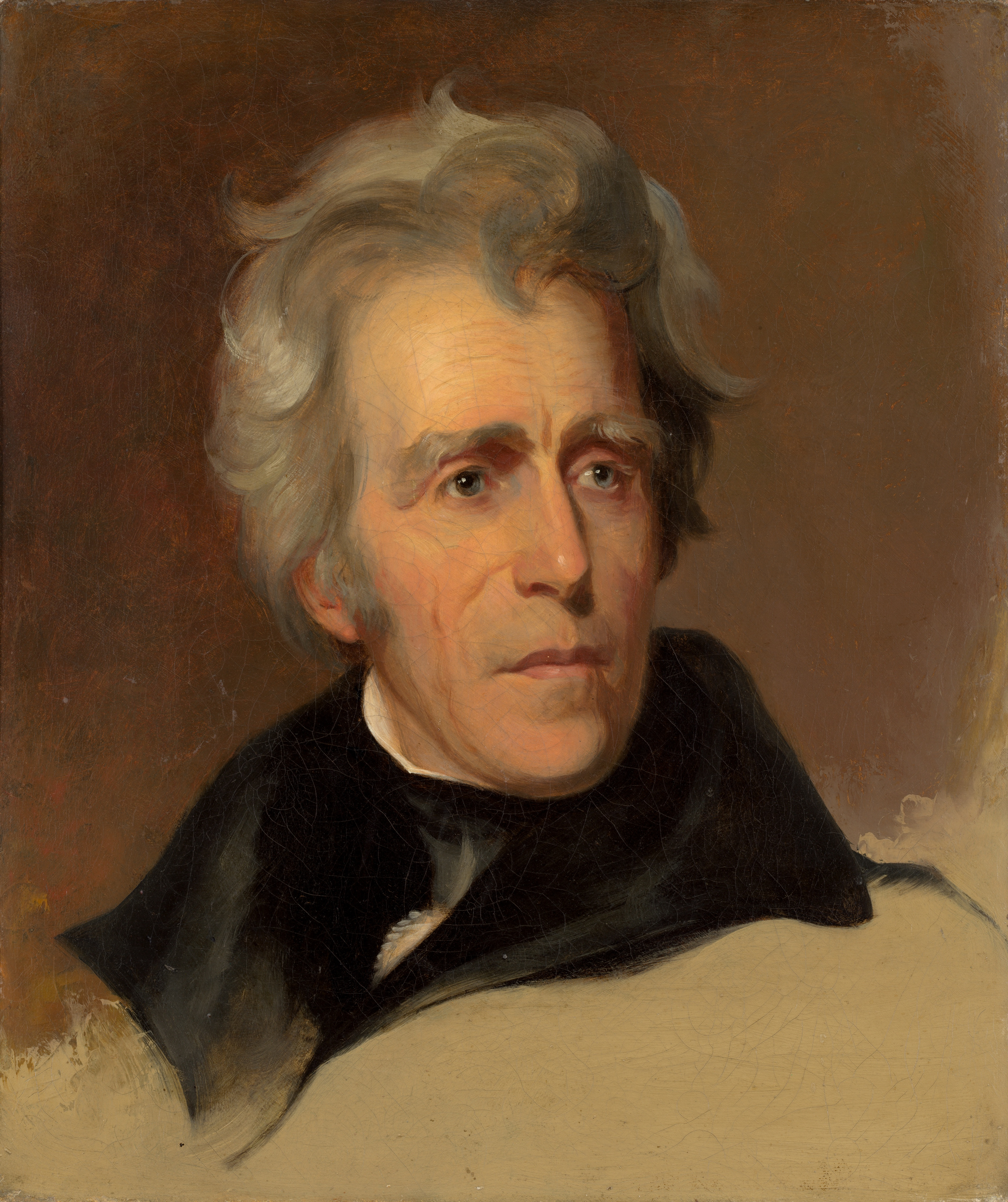
Andrew Jackson
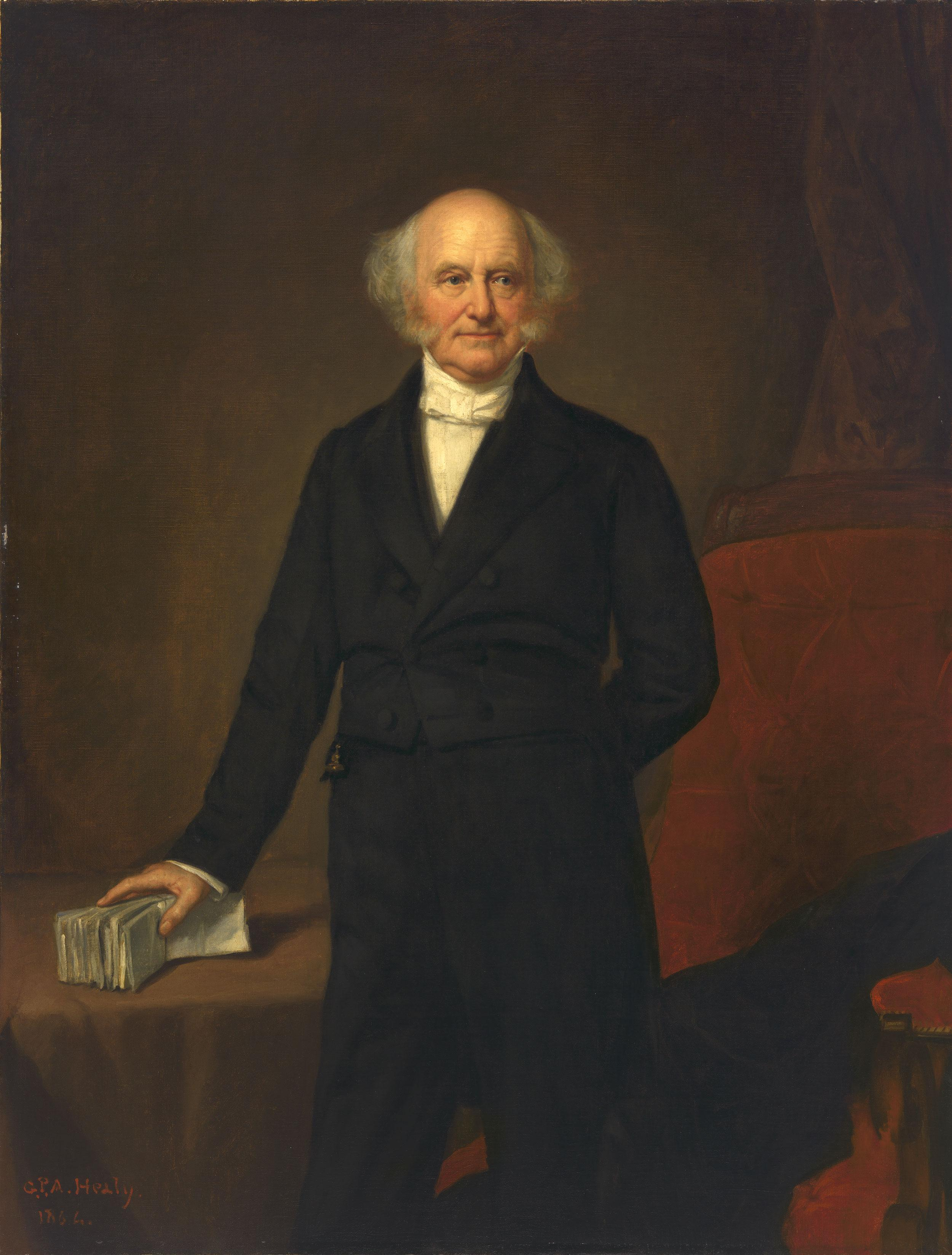
Martin Van Buren
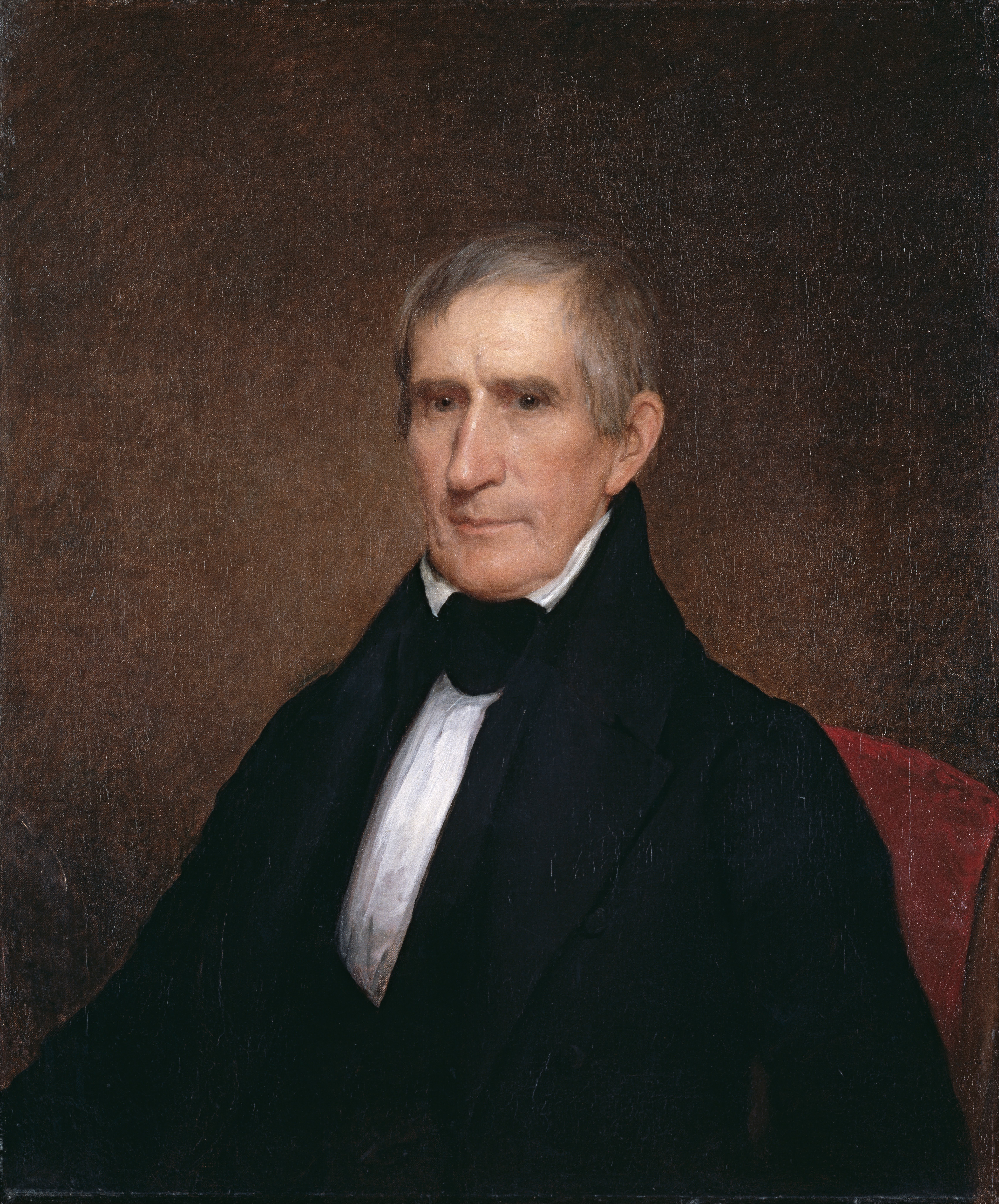
William Henry Harrison
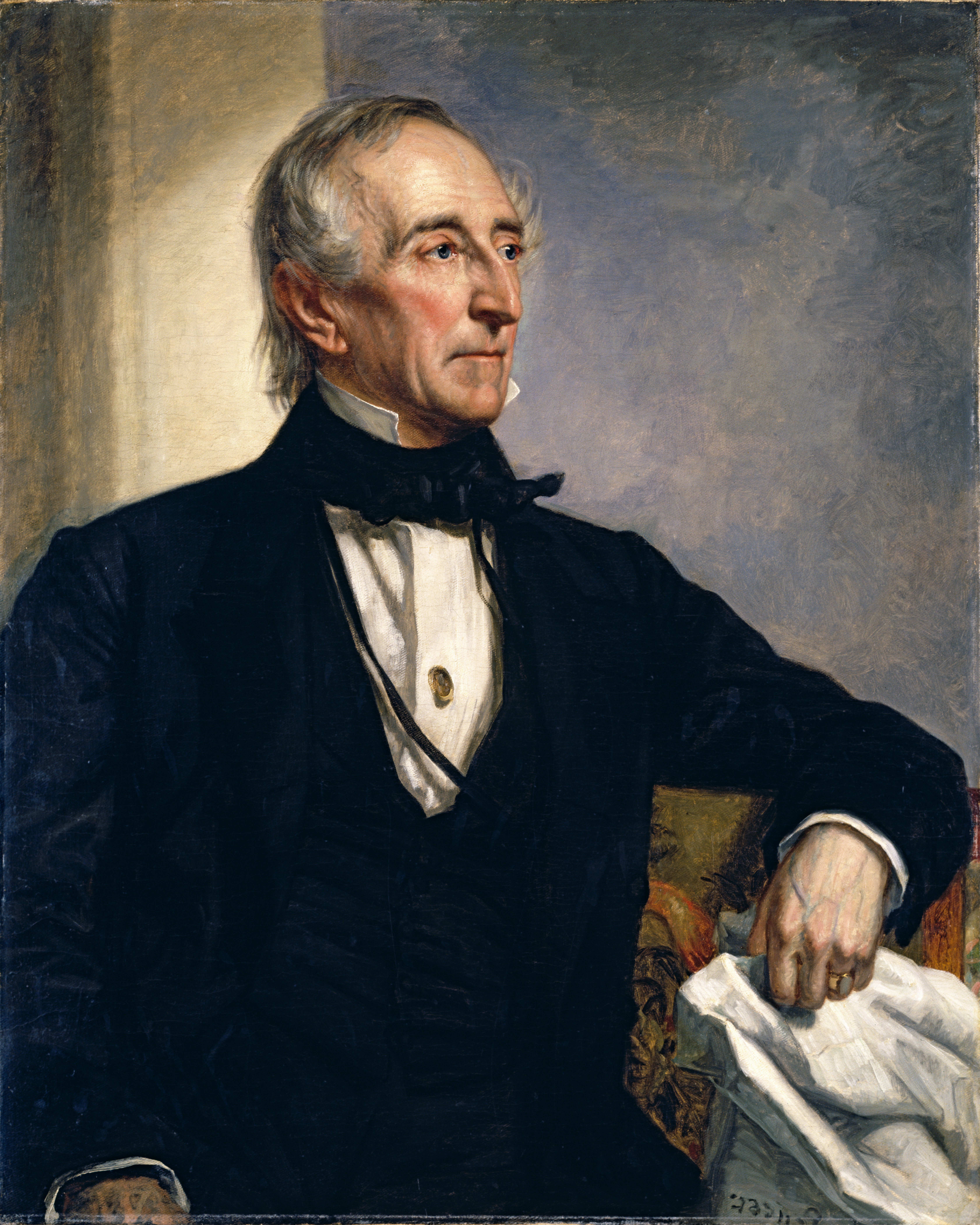
John Tyler
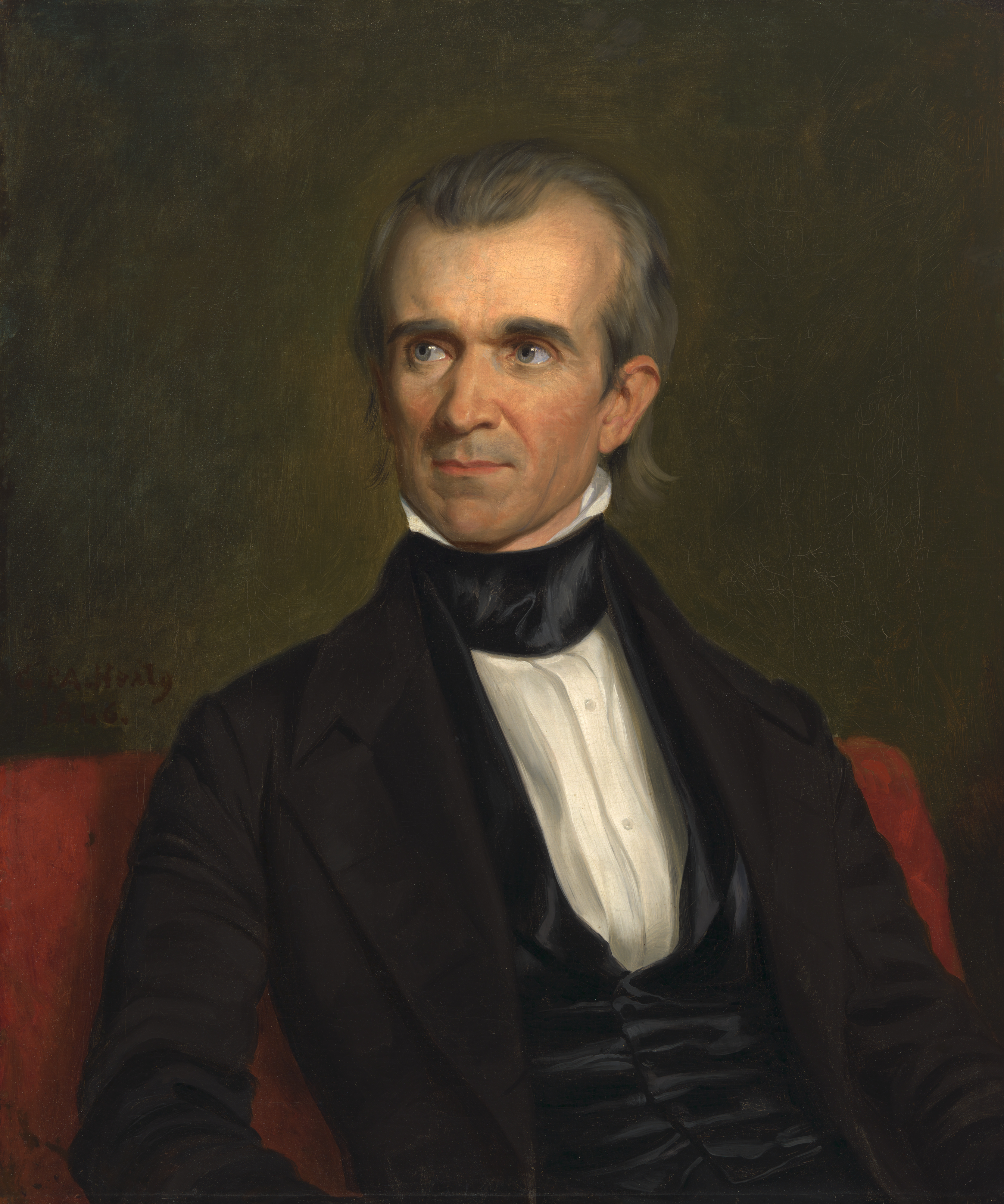
James K. Polk
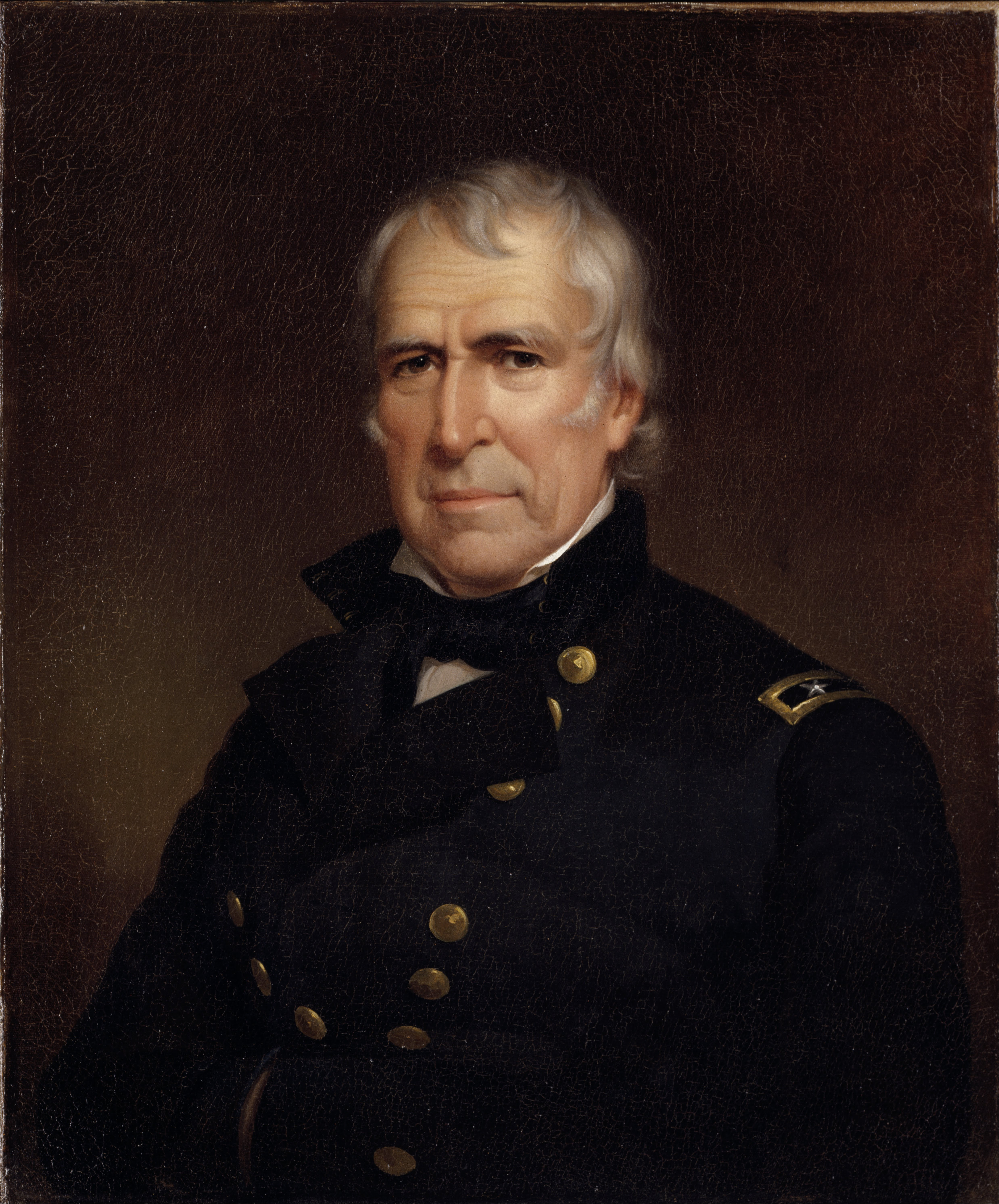
Zachary Taylor
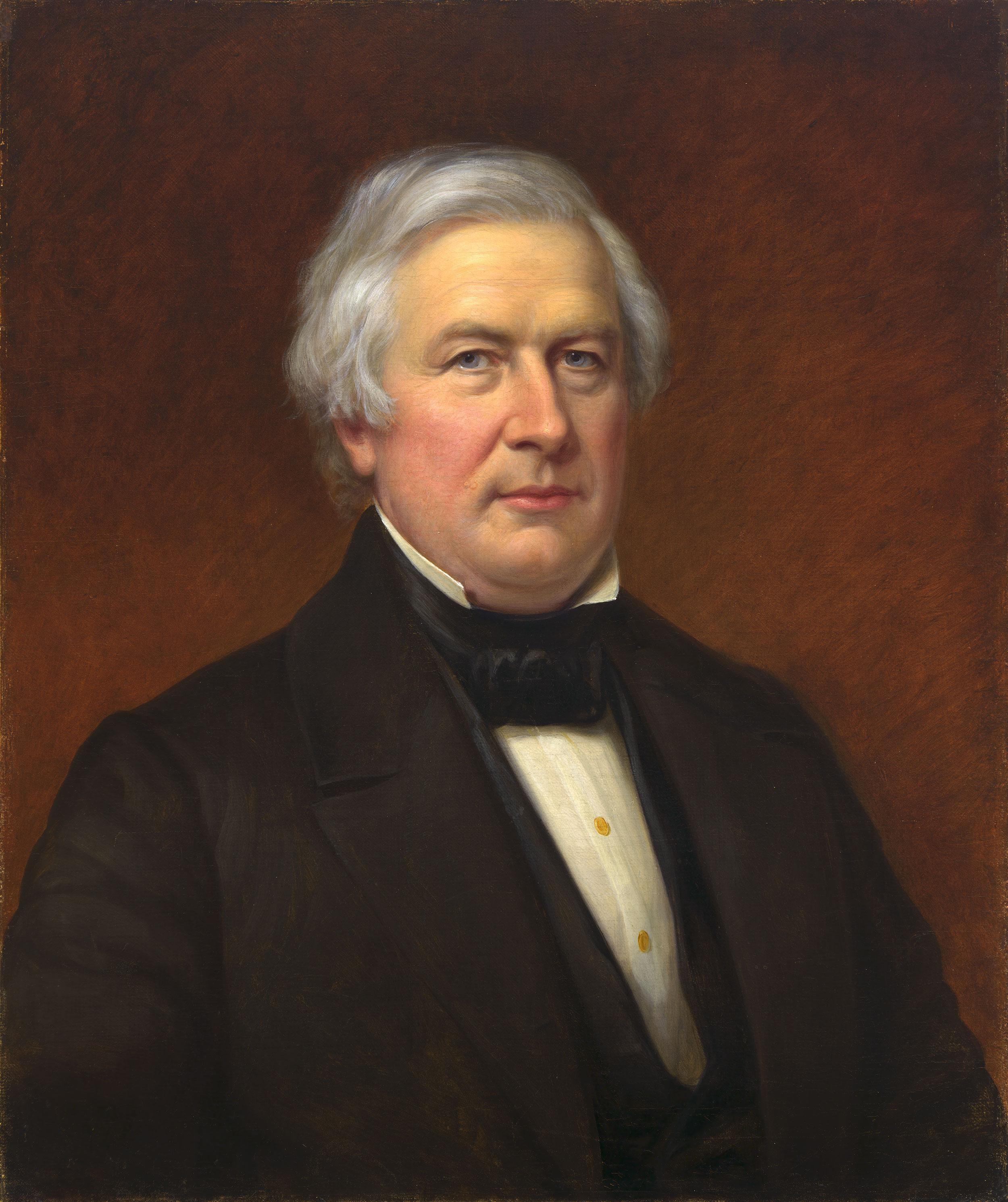
Millard Fillmore
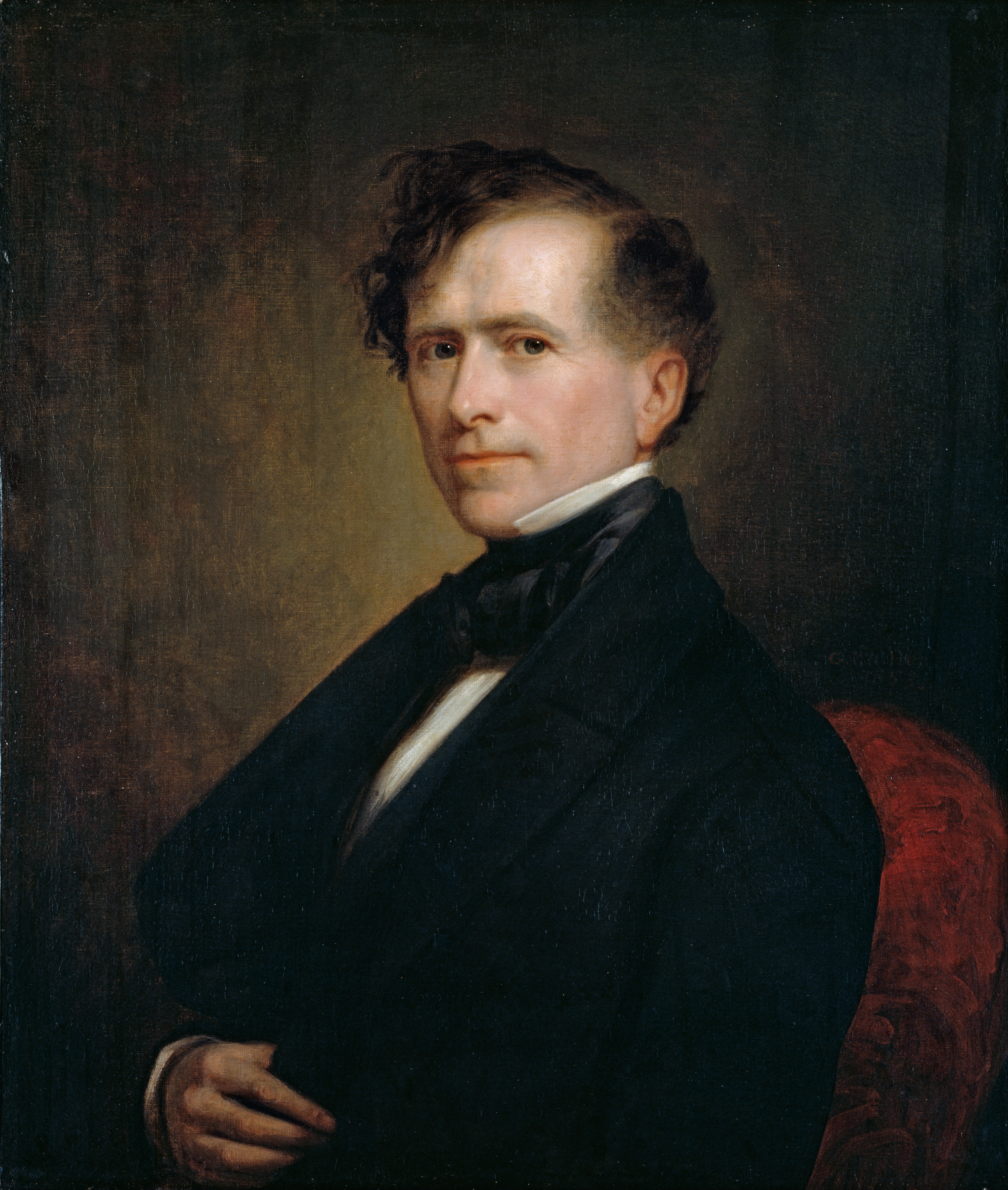
Franklin Pierce
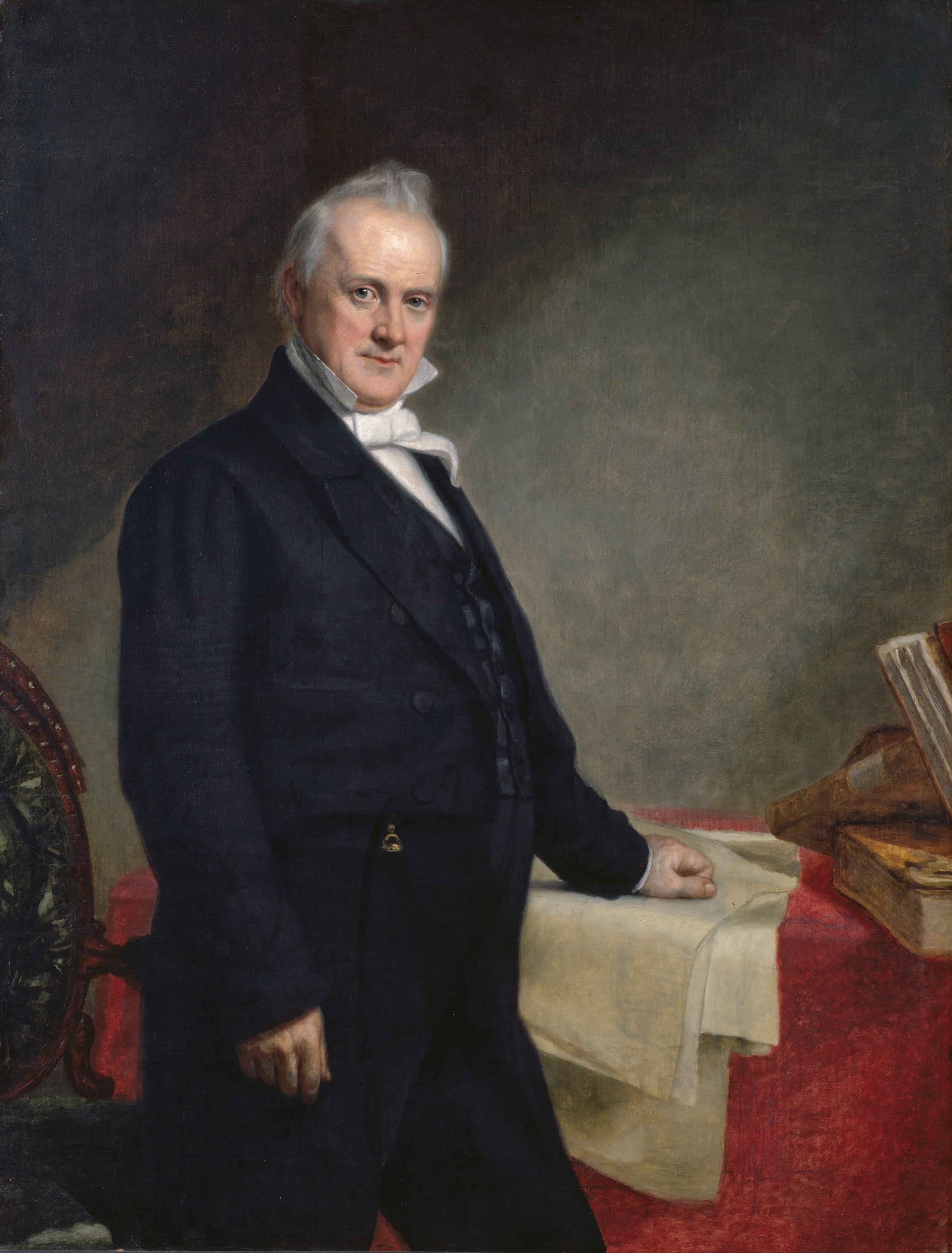
James Buchanan
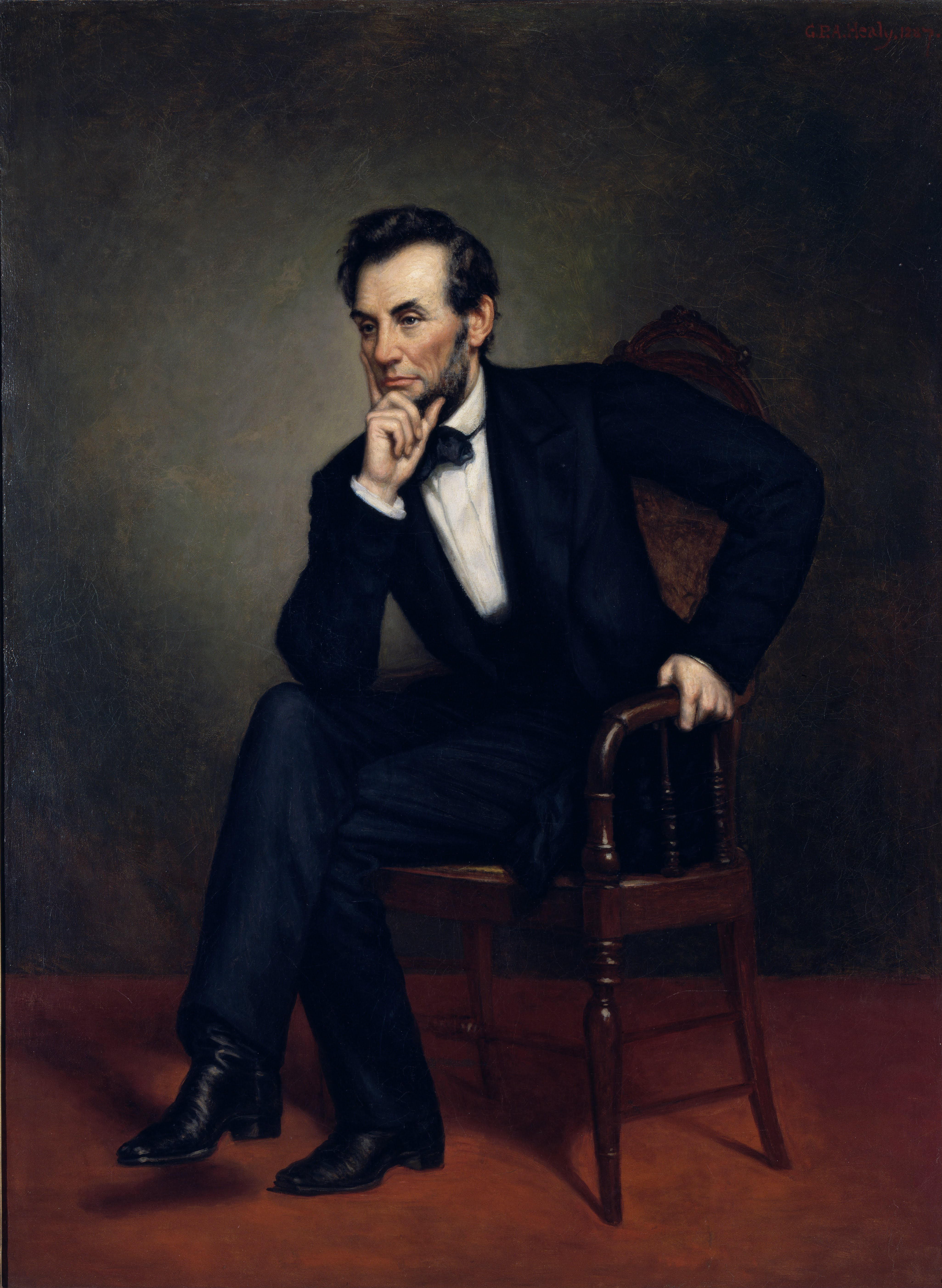
Abraham Lincoln
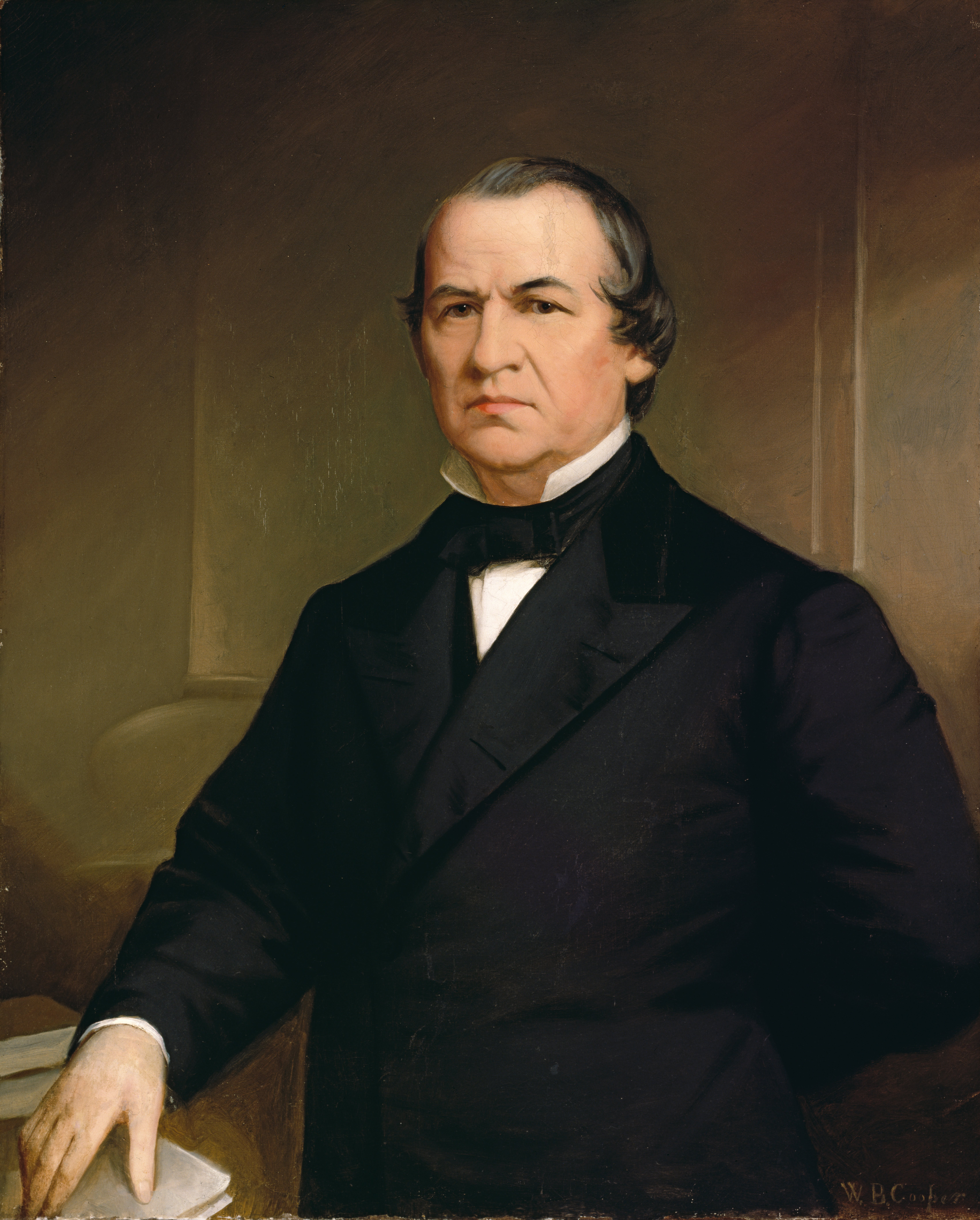
Andrew Johnson
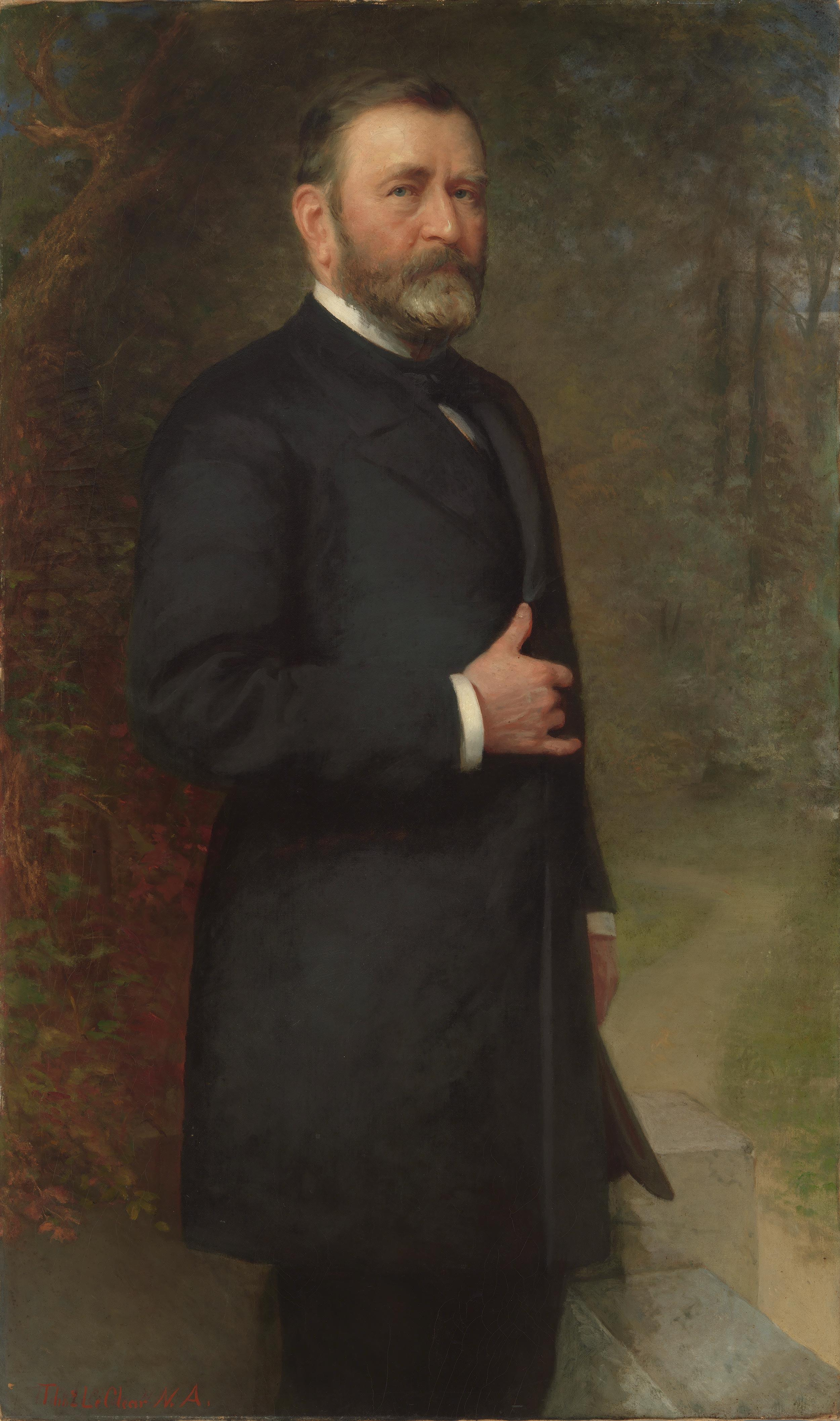
Ulysses S. Grant
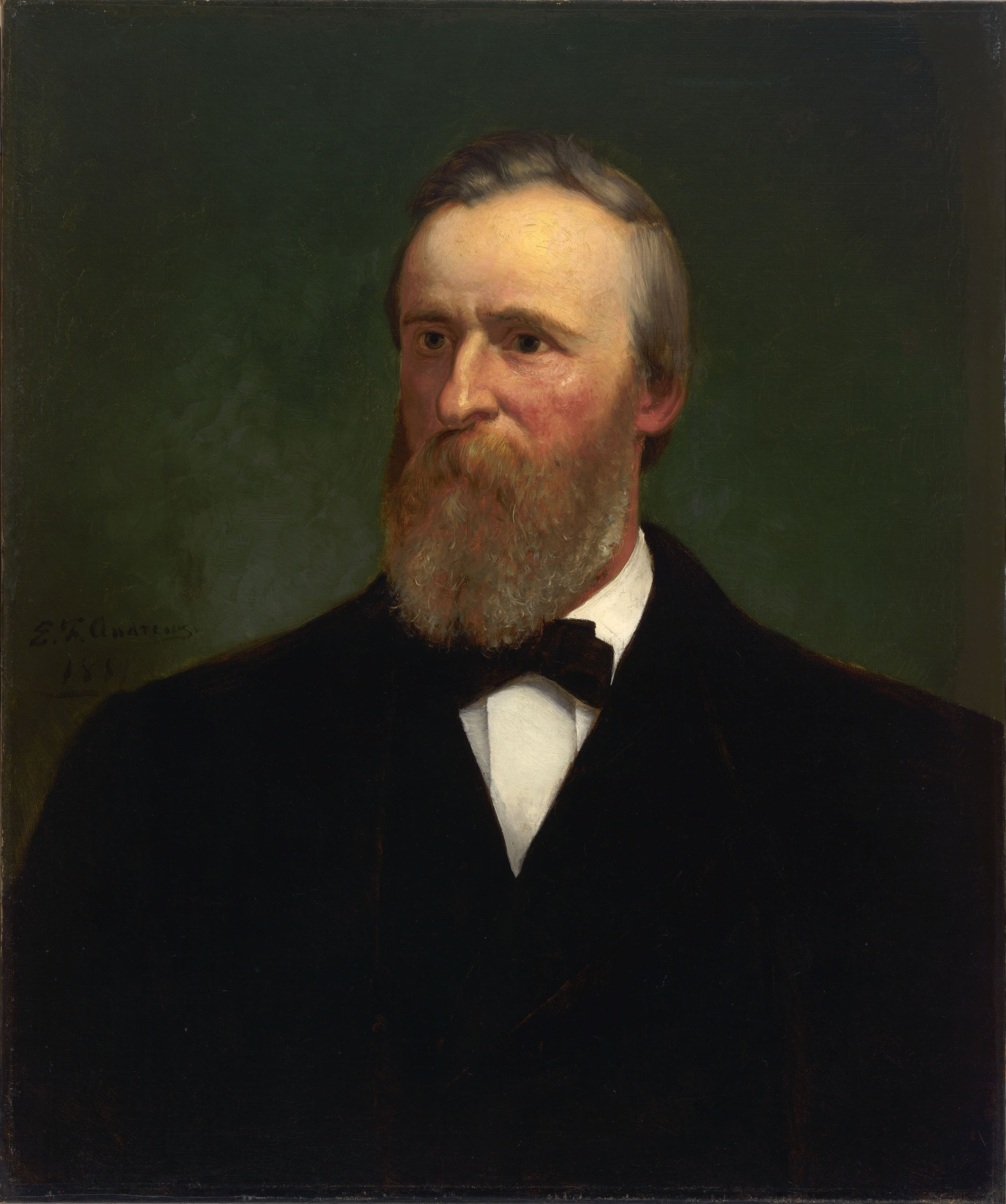
Rutherford B. Hayes
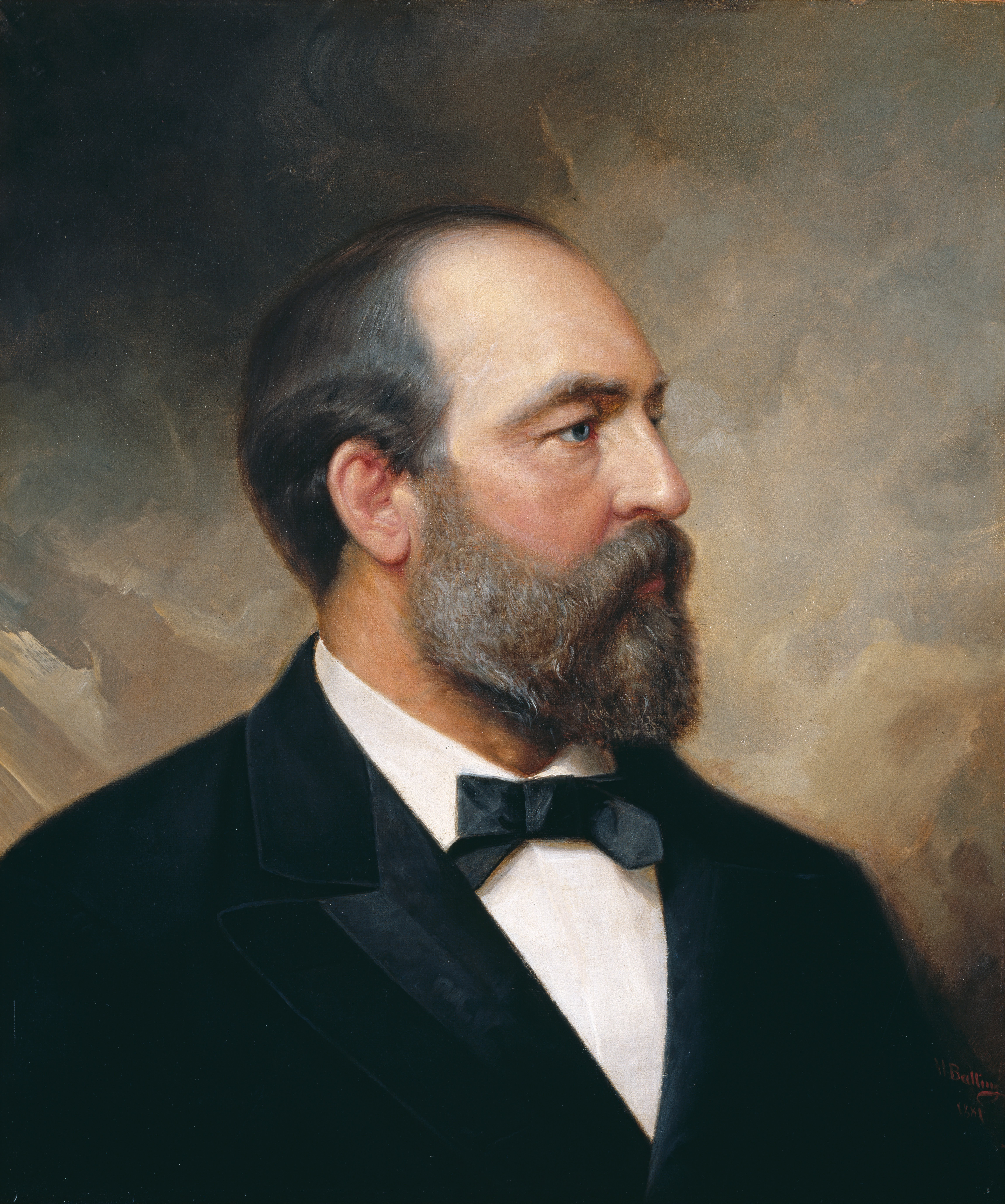
James A. Garfield
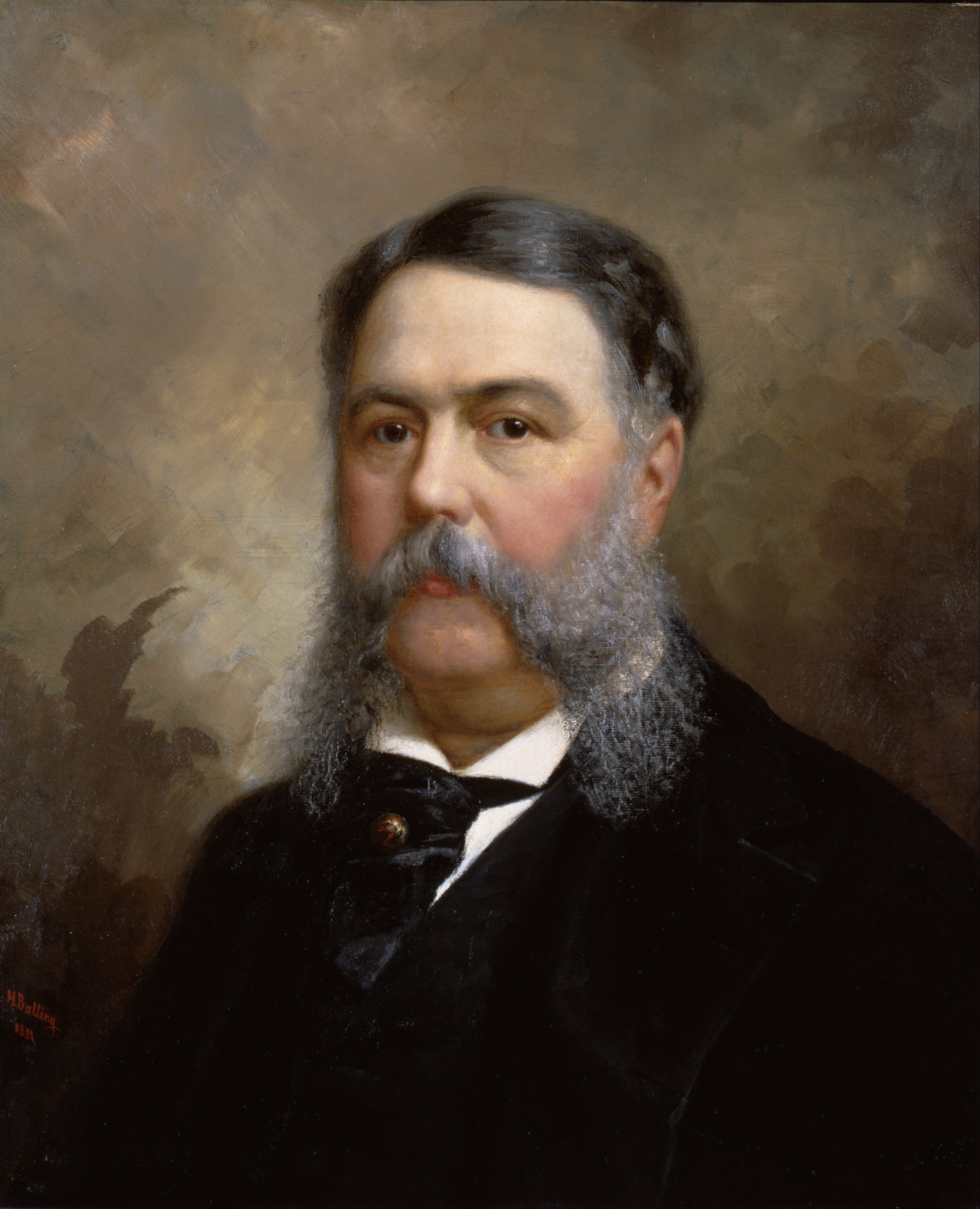
Chester A. Arthur
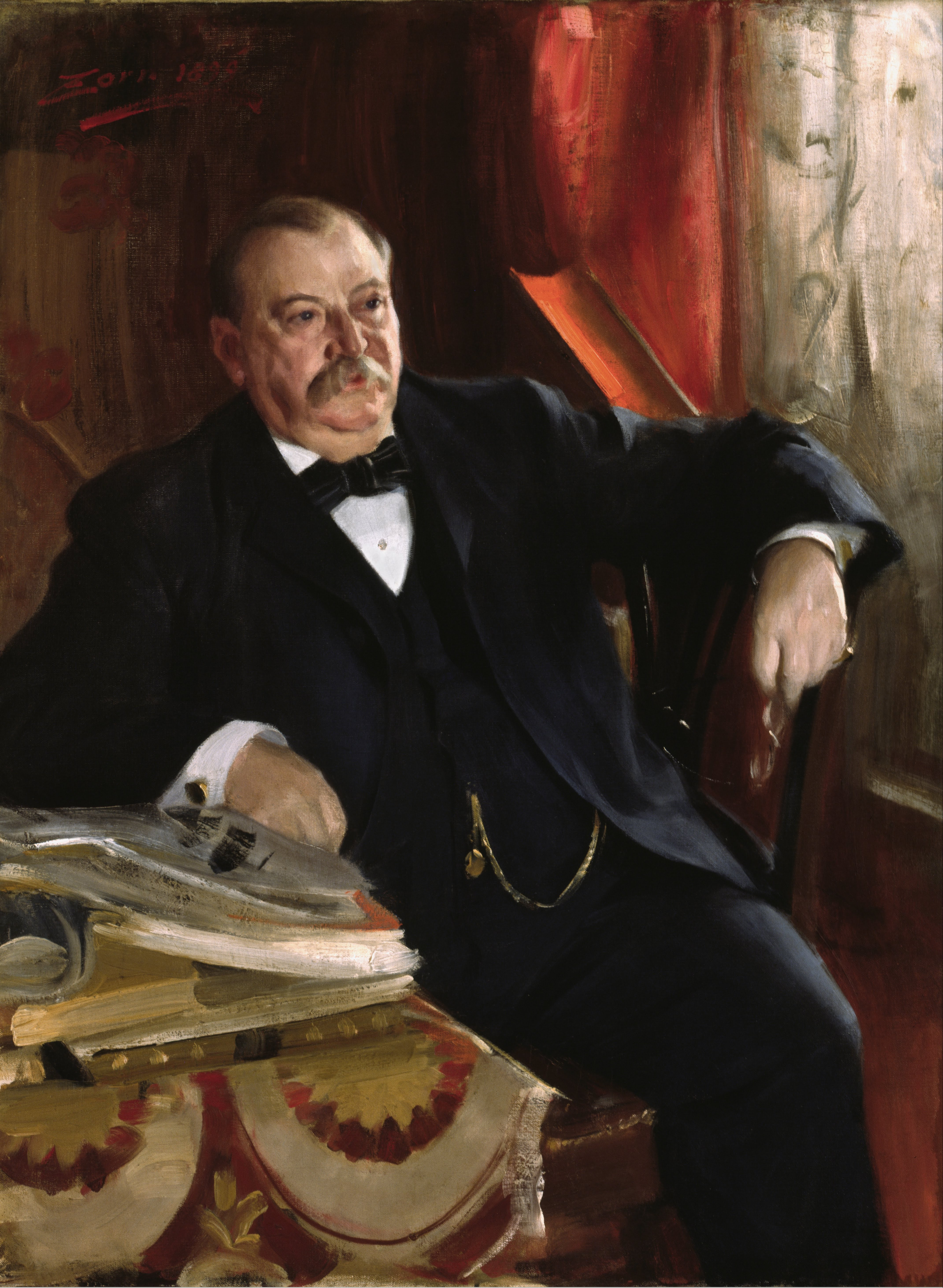
Grover Cleveland
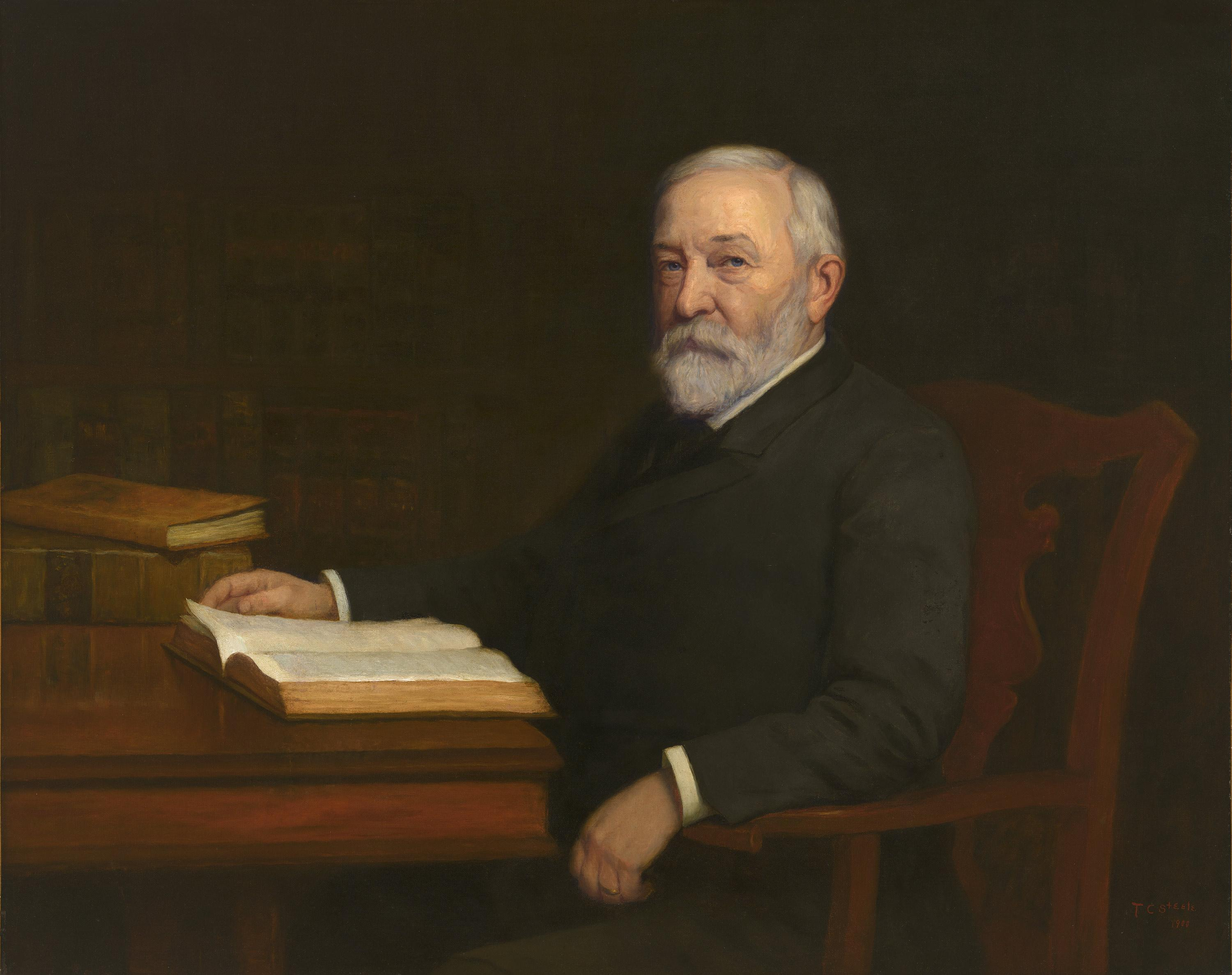
Benjamin Harrison
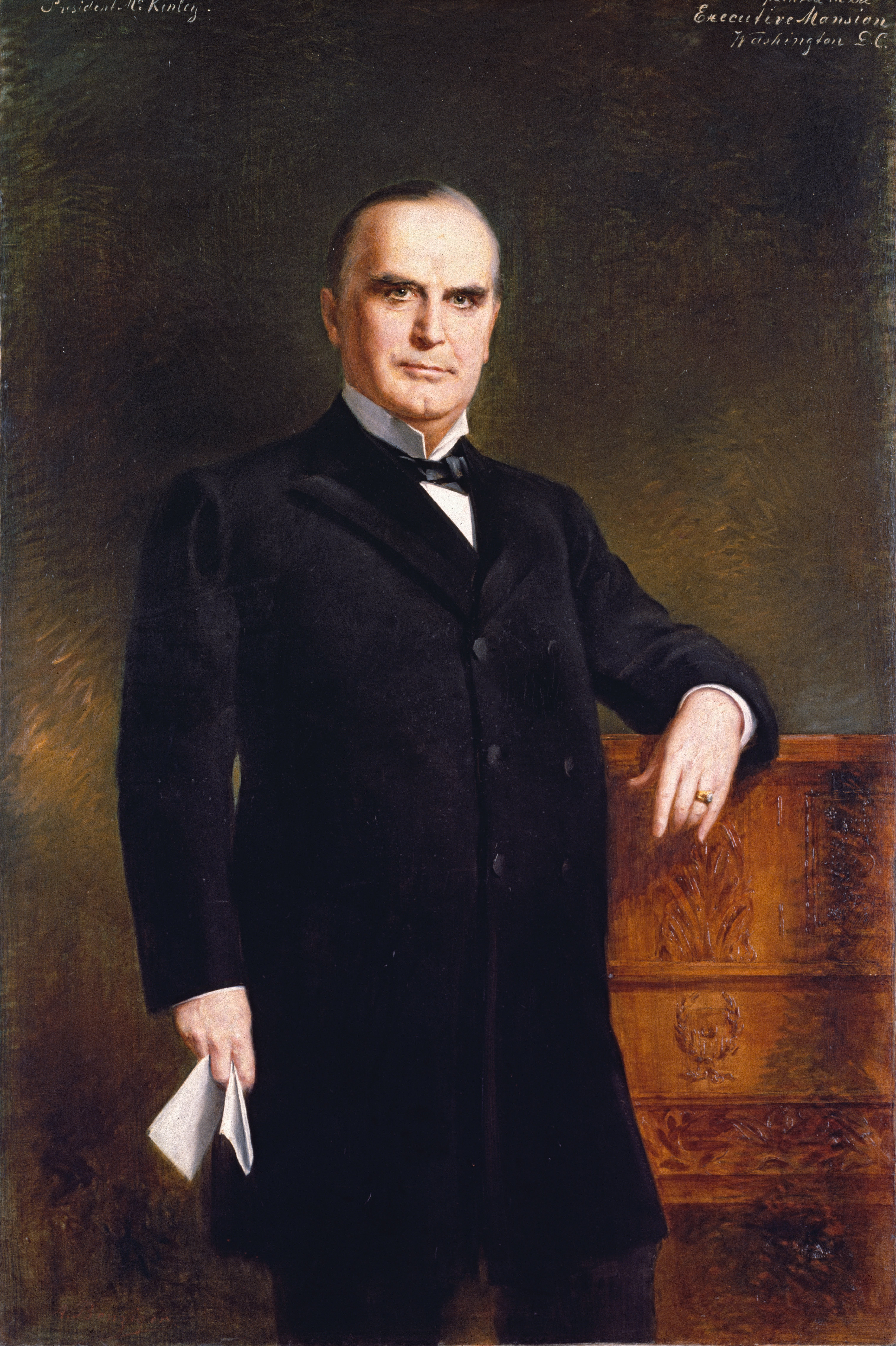
William McKinley
- Theodore Roosevelt
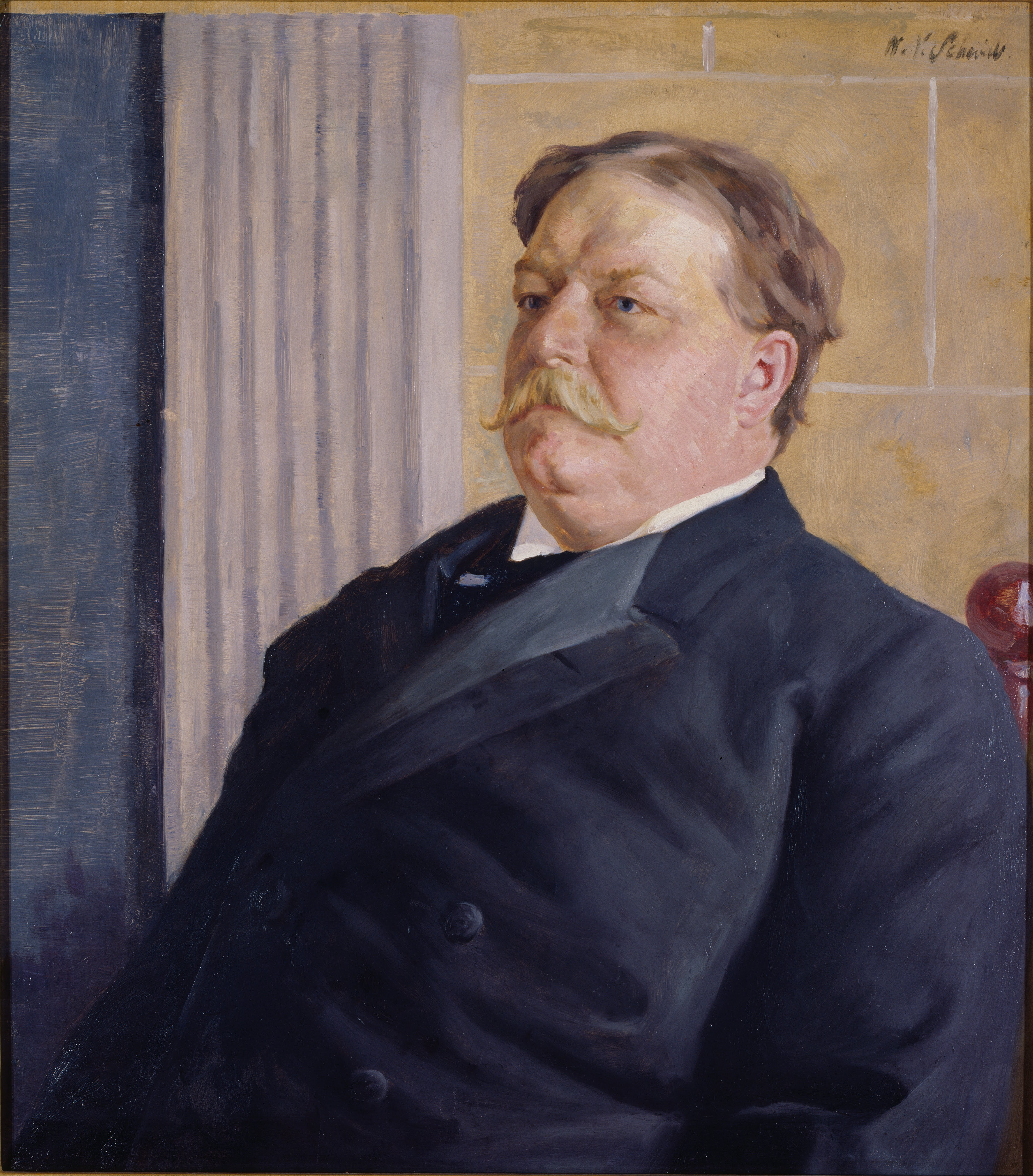
William Howard Taft
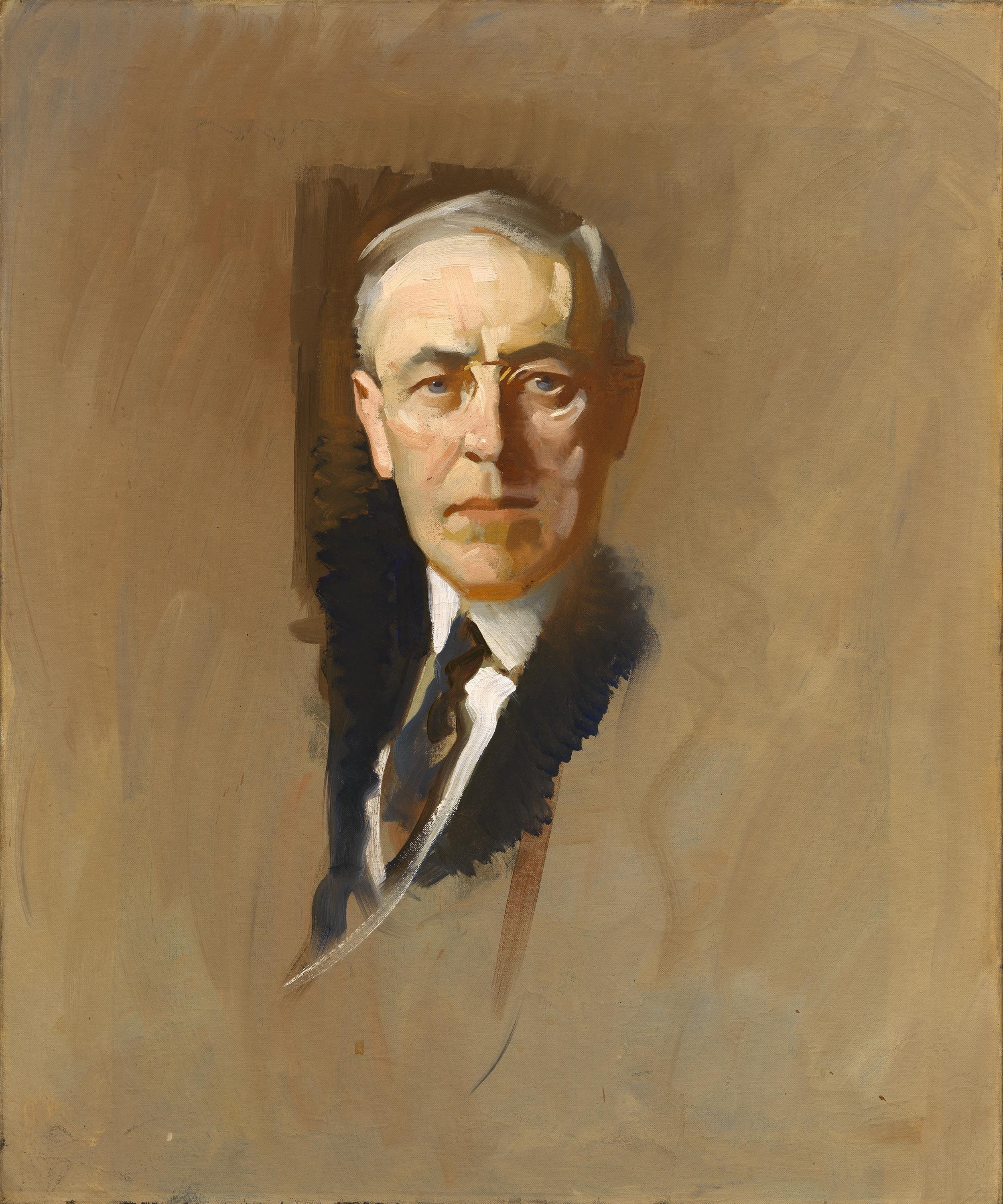
Woodrow Wilson
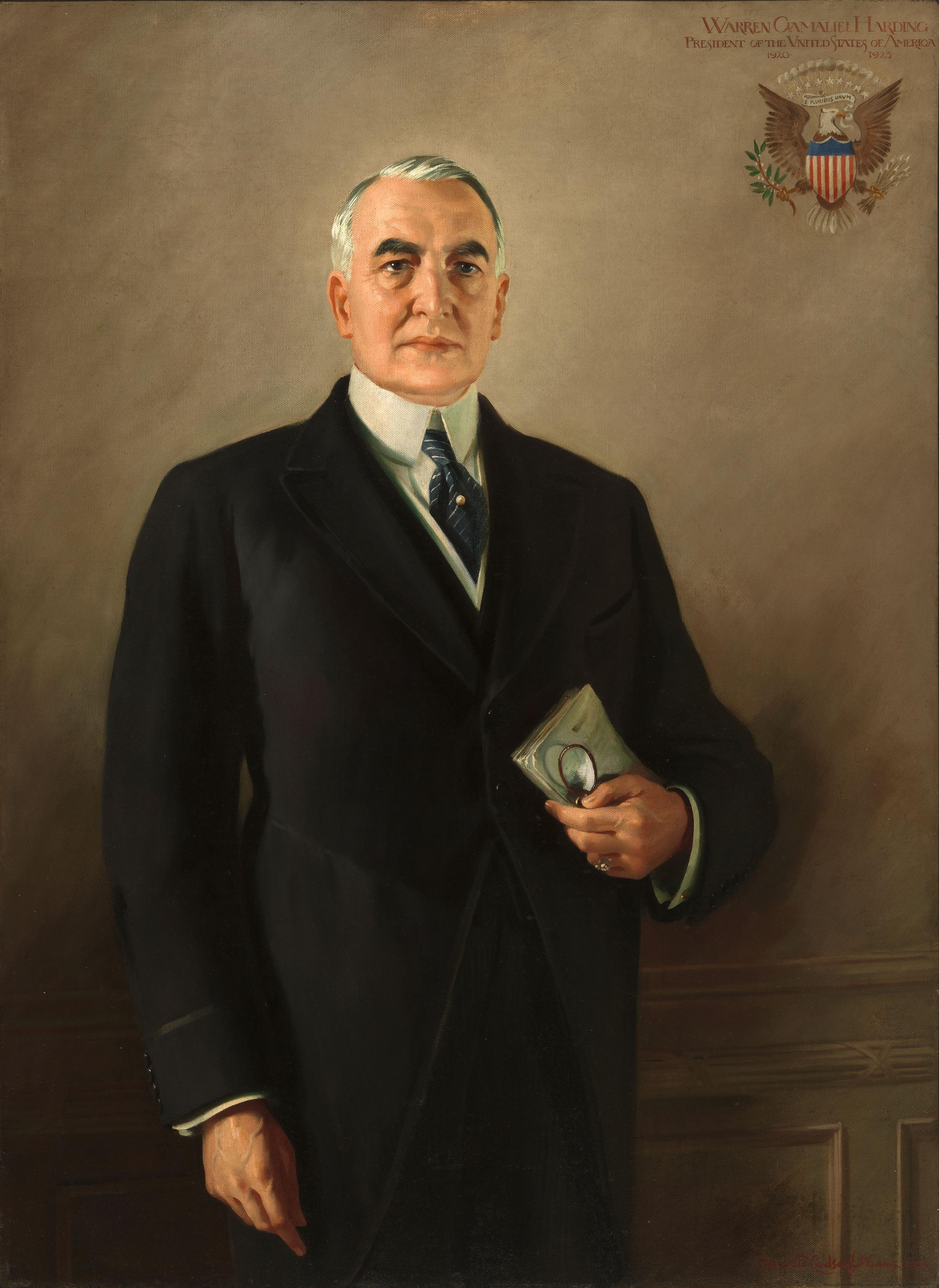
Warren G. Harding
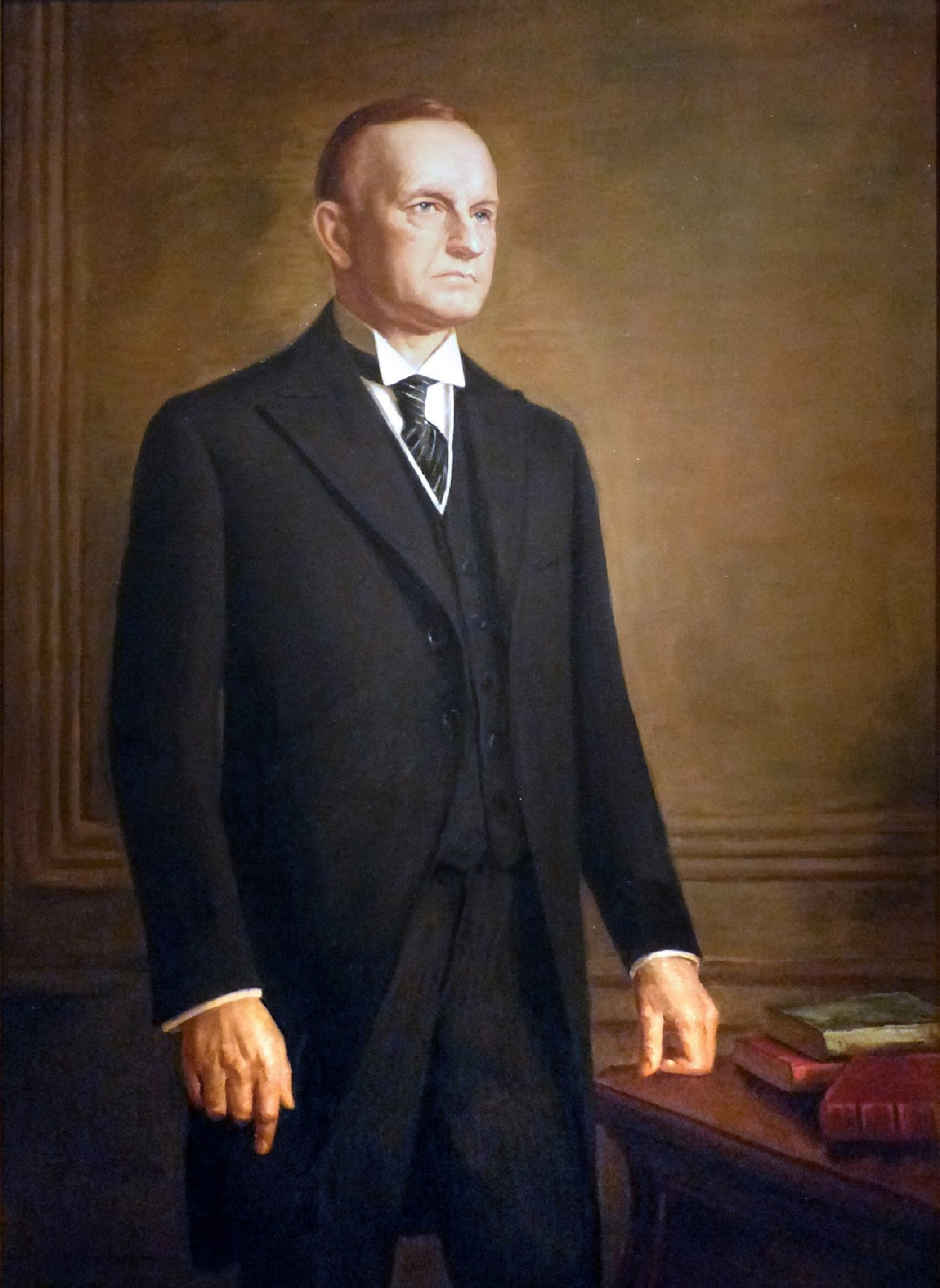
Calvin Coolidge
- Herbert Hoover
- Franklin D. Roosevelt
- Harry S. Truman
- Dwight D. Eisenhower
- John F. Kennedy
- Lyndon B. Johnson
- Richard Nixon

- Nota: Os retratos oficiais de Gerald Ford, Jimmy Carter, Ronald Reagan, George H. W. Bush, Bill Clinton, George W. Bush e Barack Obama foram pintados por artistas que não eram empregados do governo federal na ápoca. Essas imagens não são de domínio público e, como tal, não estão incluídas nesta galeria. A lista completa pode ser vista aqui: The White House Historical Association Presidential Portraits.

### Retratos presidenciais daGaleria Nacional de Retratos

George Washington
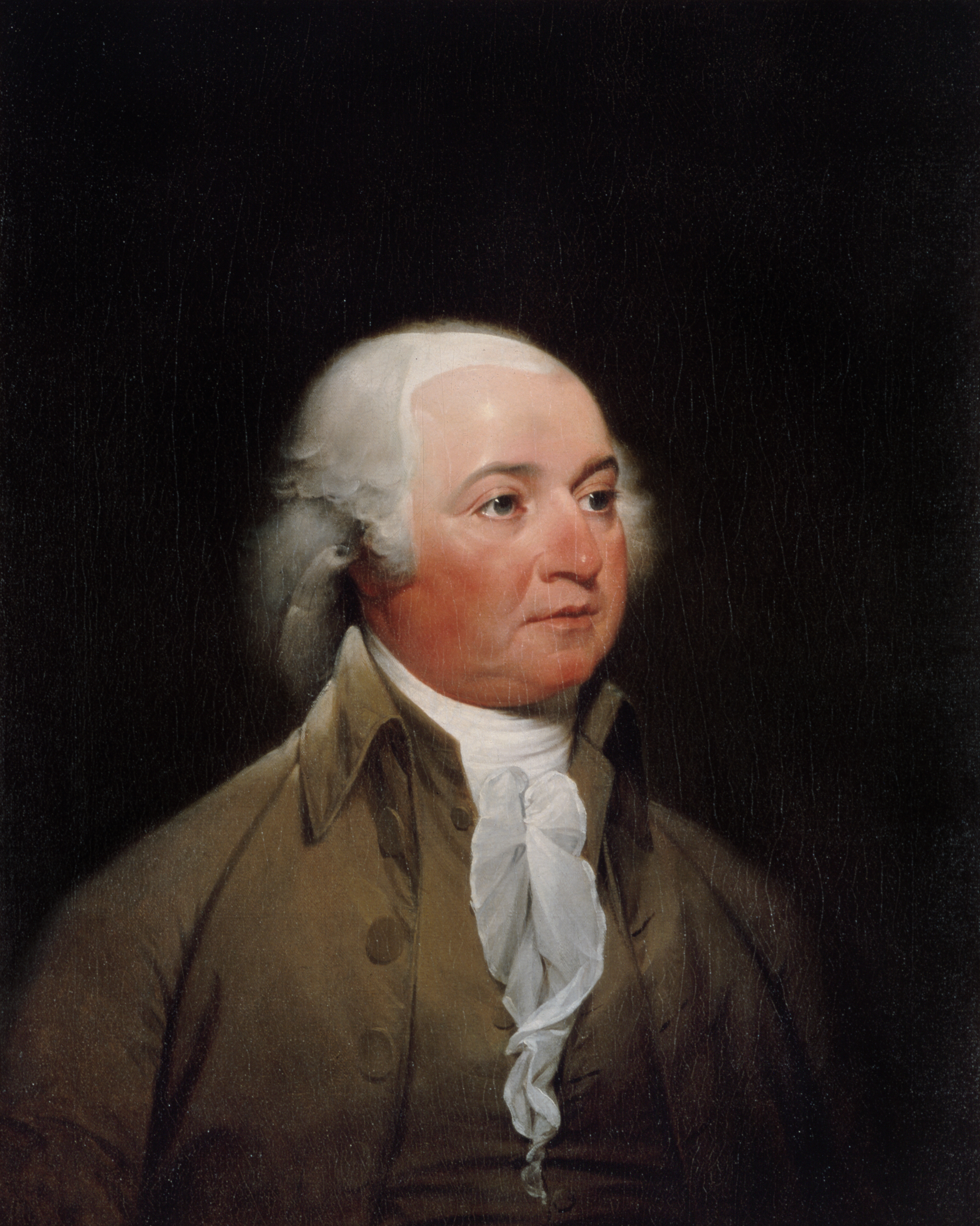
John Adams
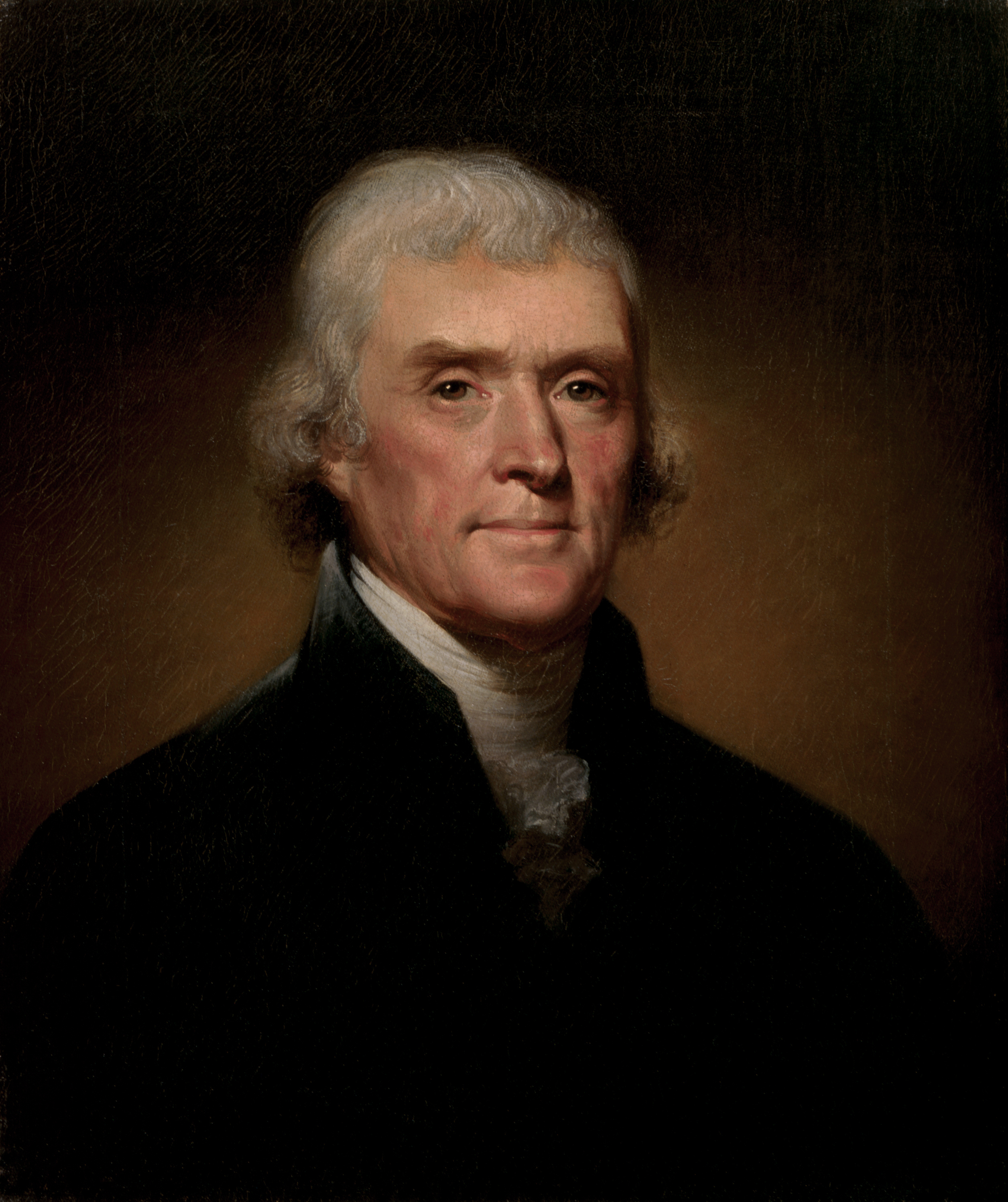
Thomas Jefferson
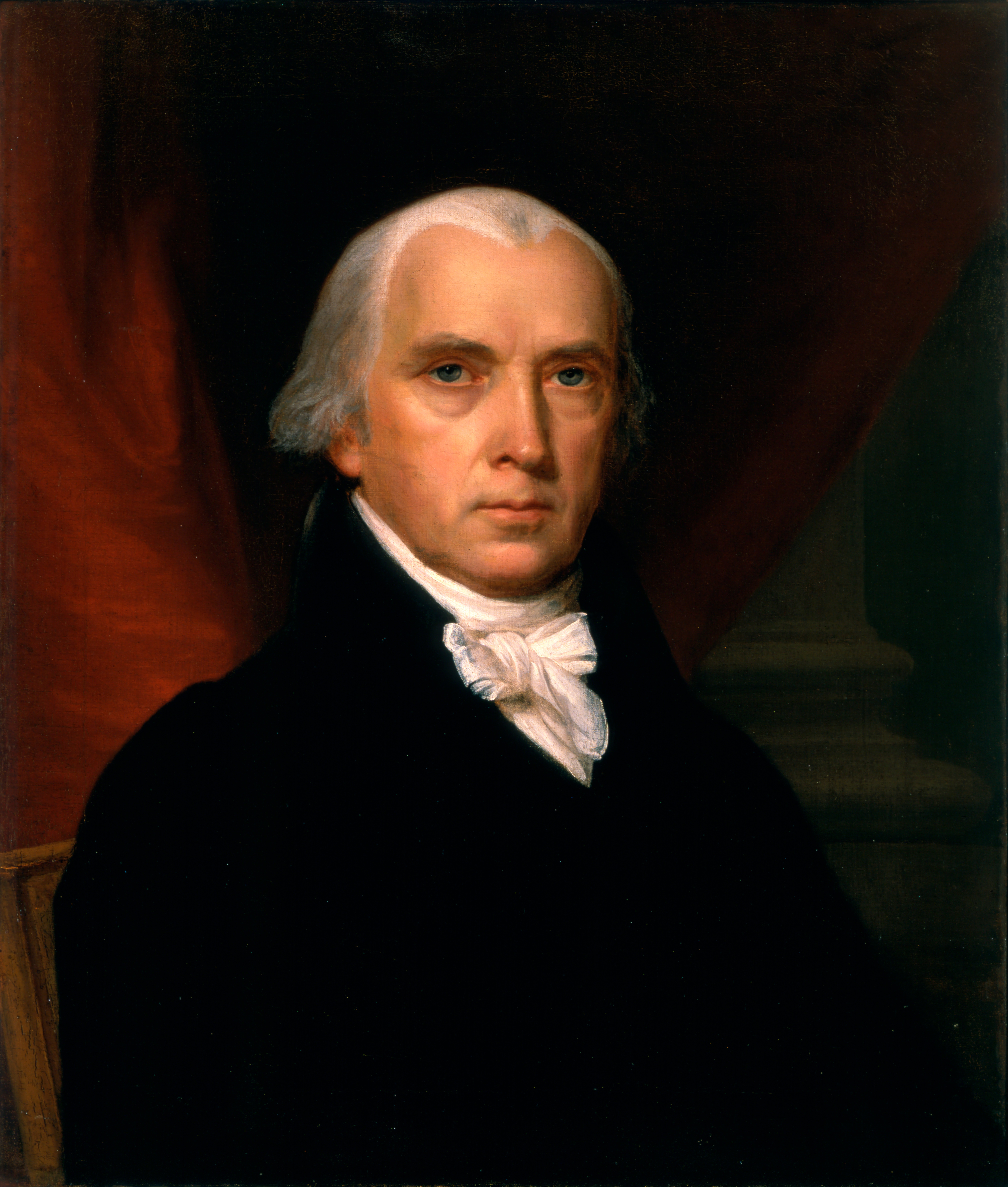
James Madison
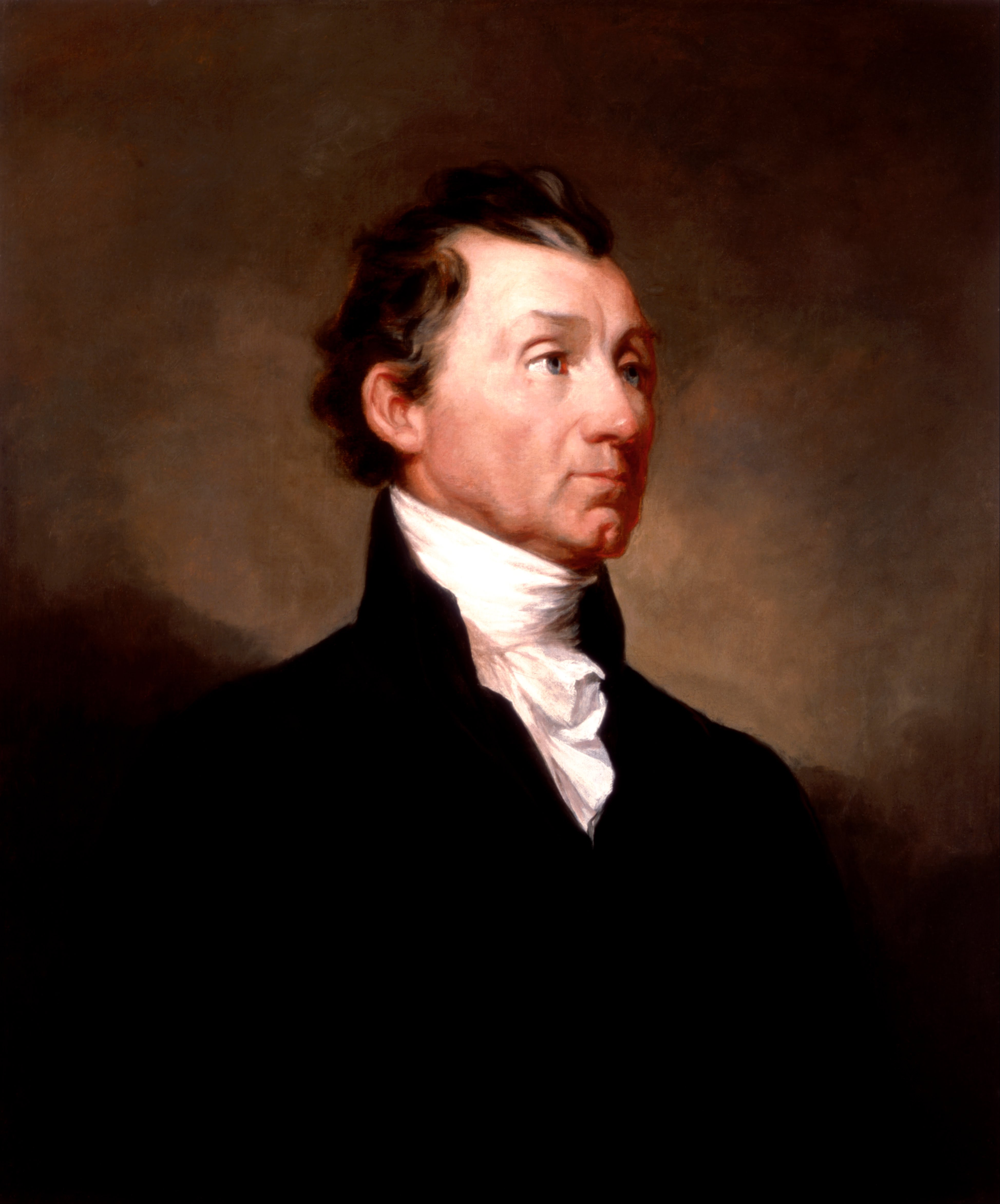
James Monroe
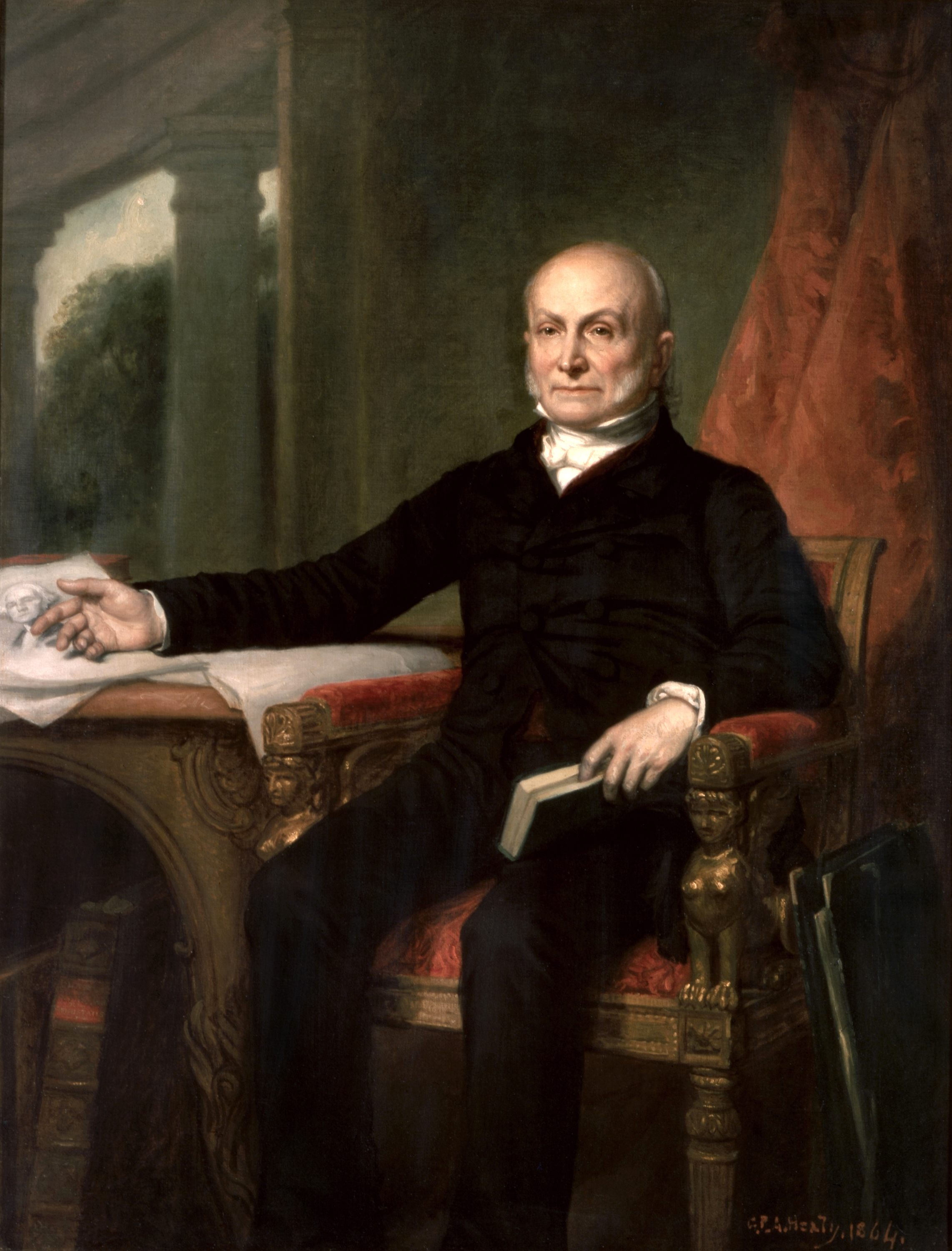
John Quincy Adams
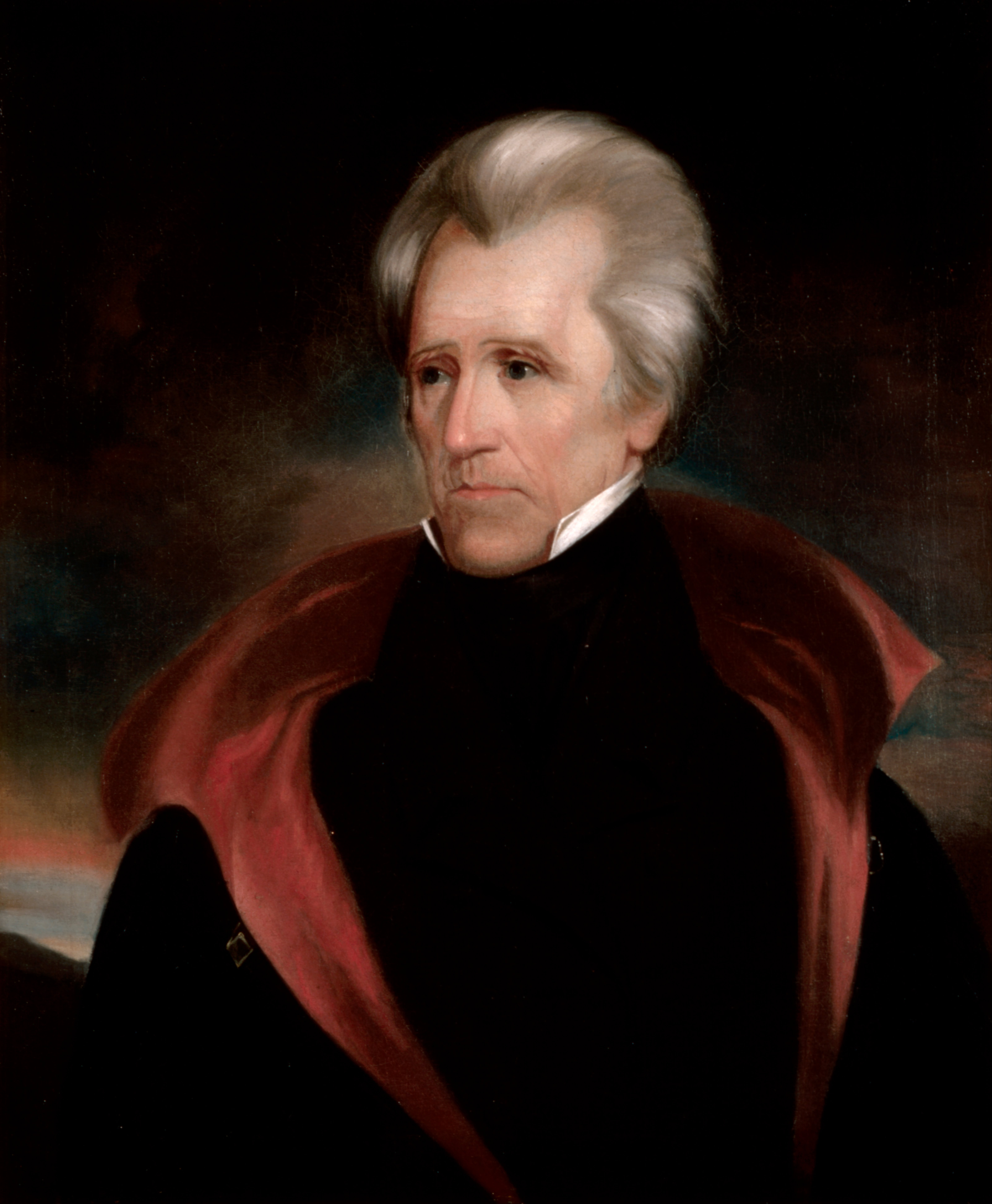
Andrew Jackson
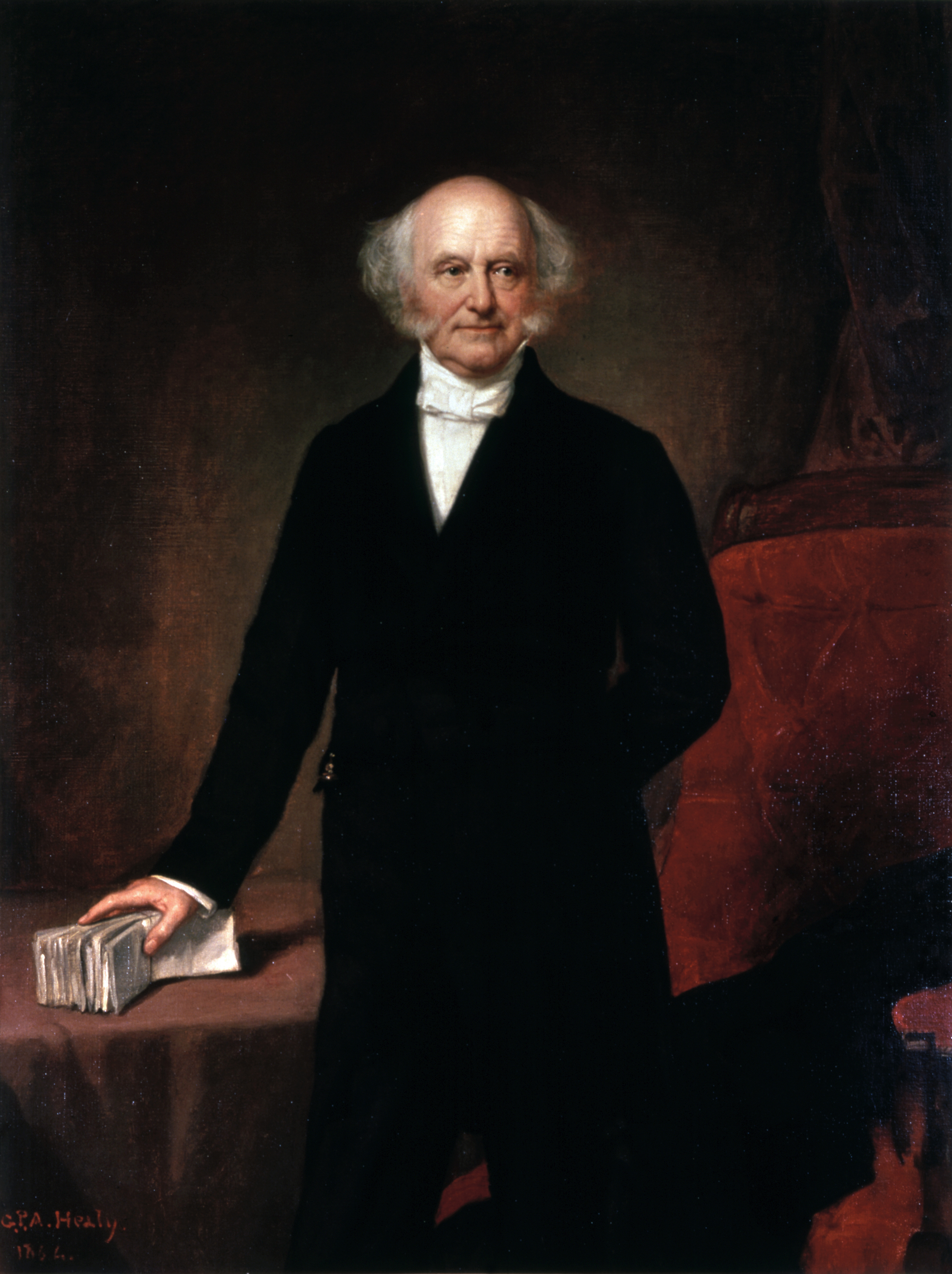
Martin Van Buren
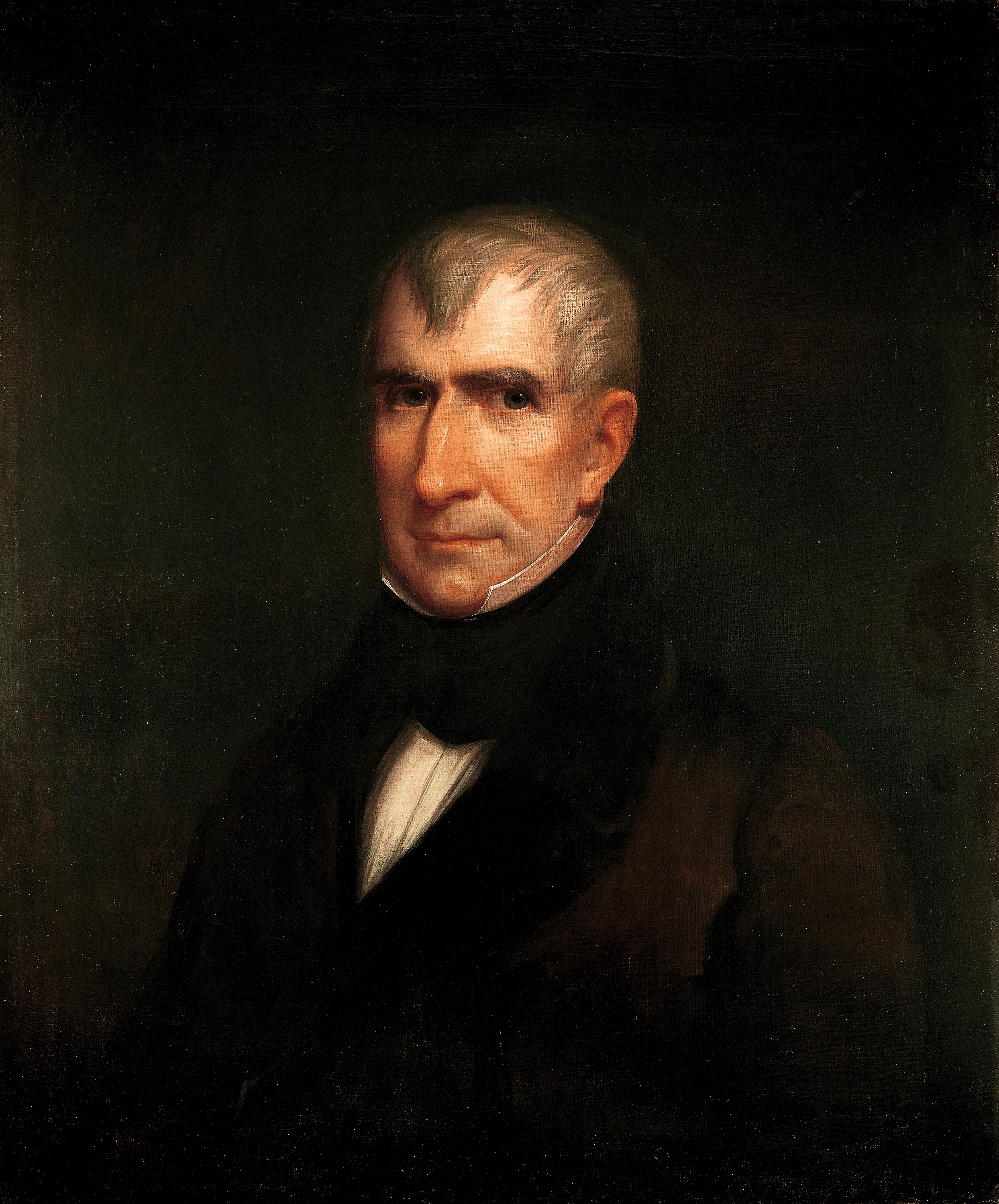
William Henry Harrison
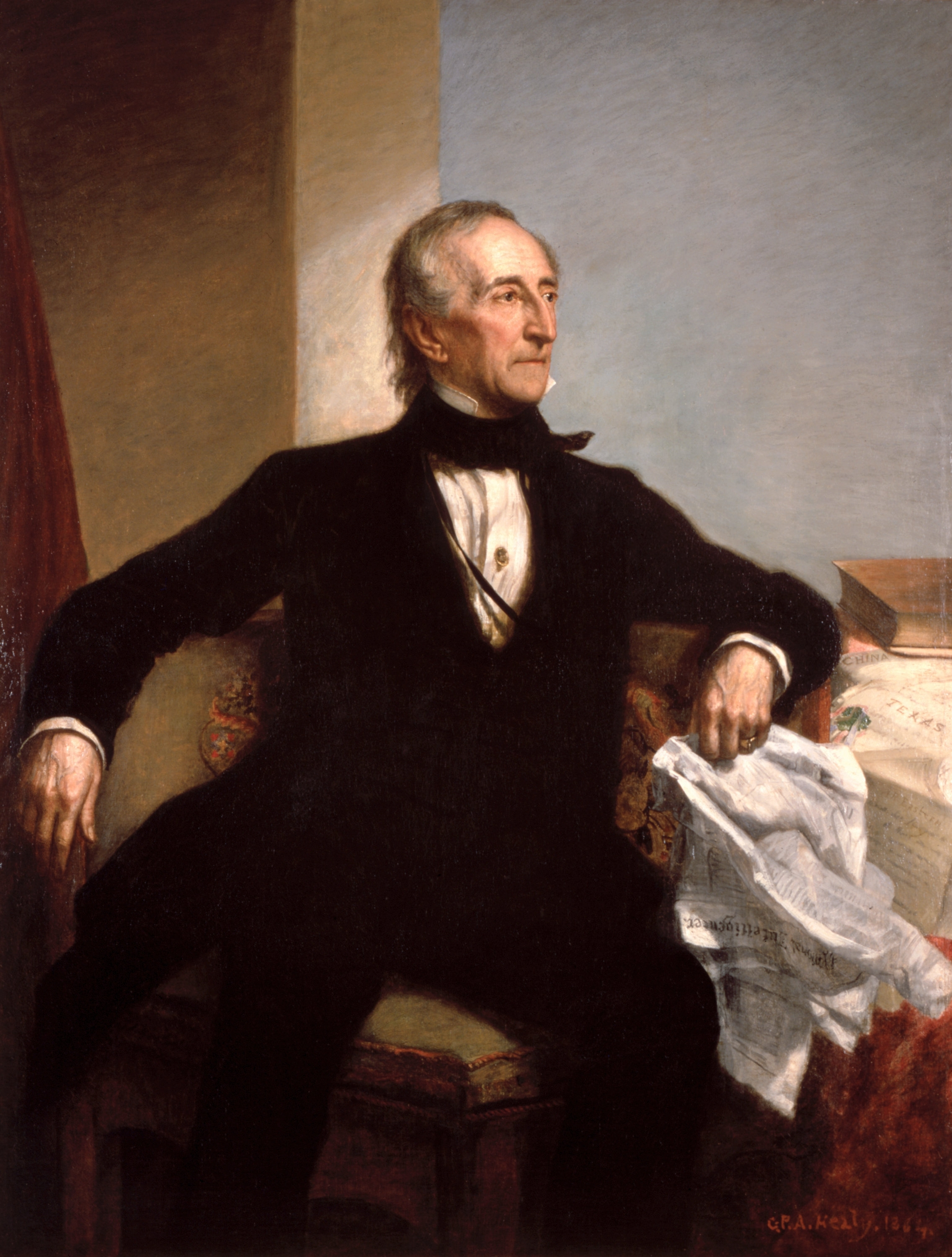
John Tyler
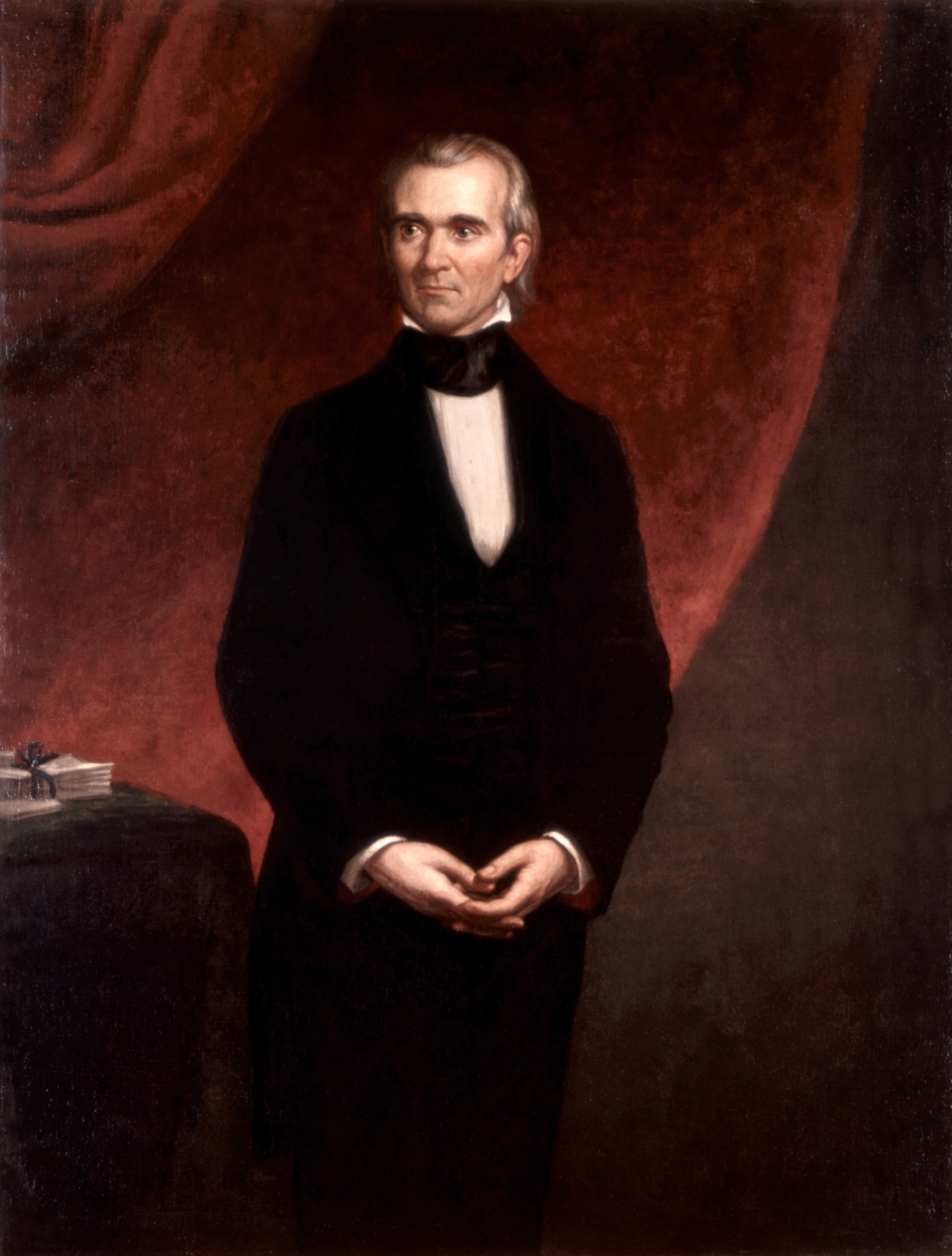
James K. Polk
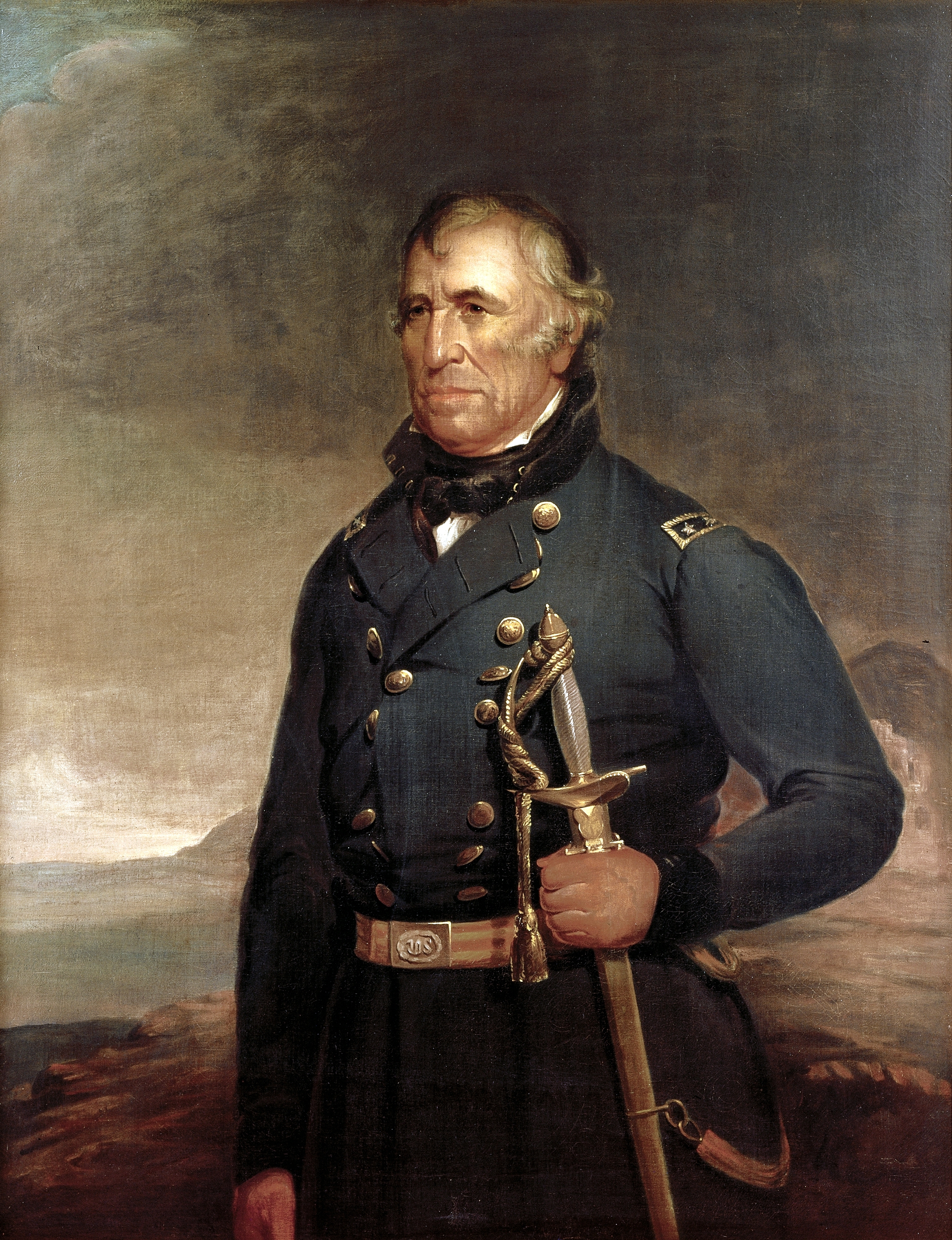
Zachary Taylor
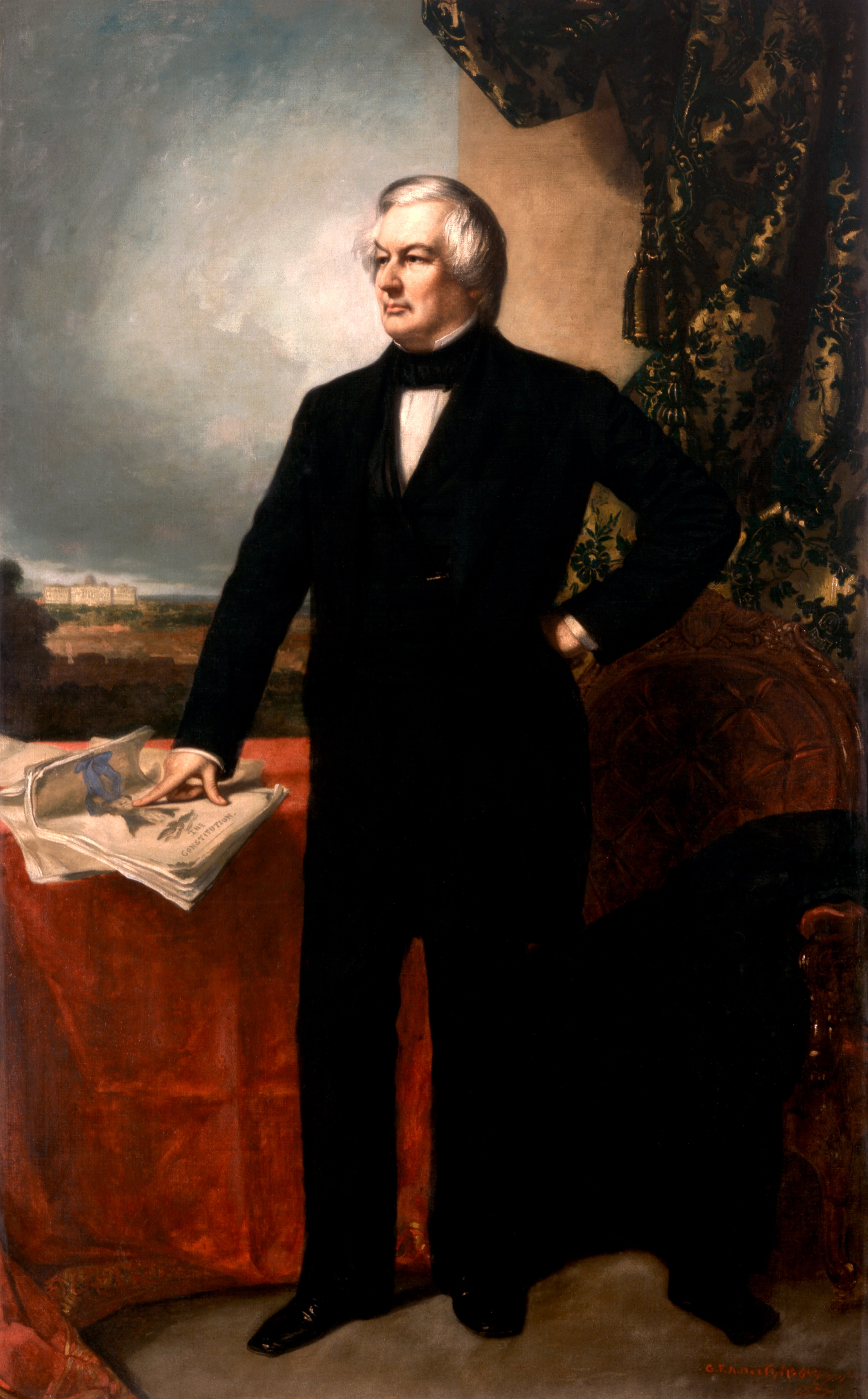
Millard Fillmore
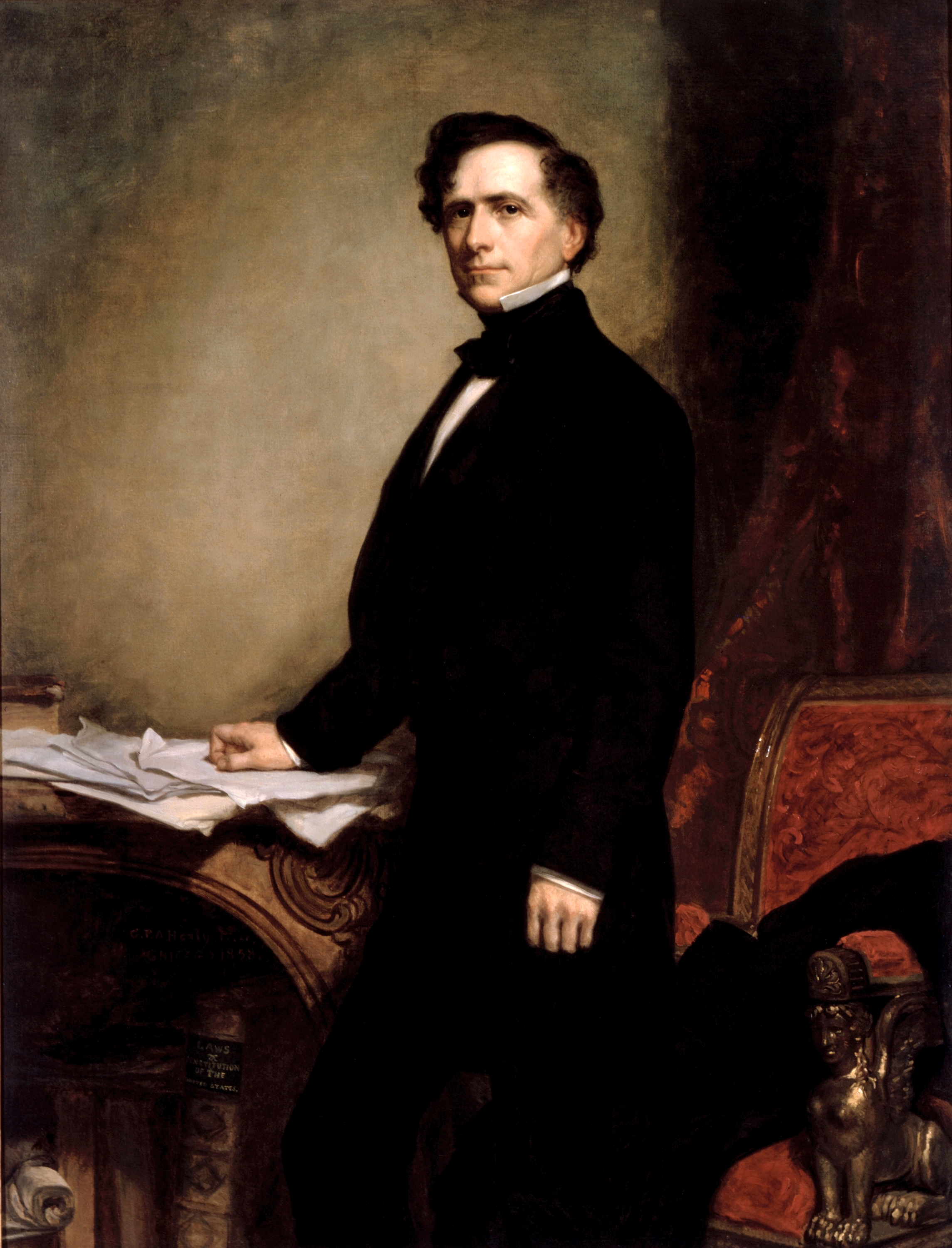
Franklin Pierce
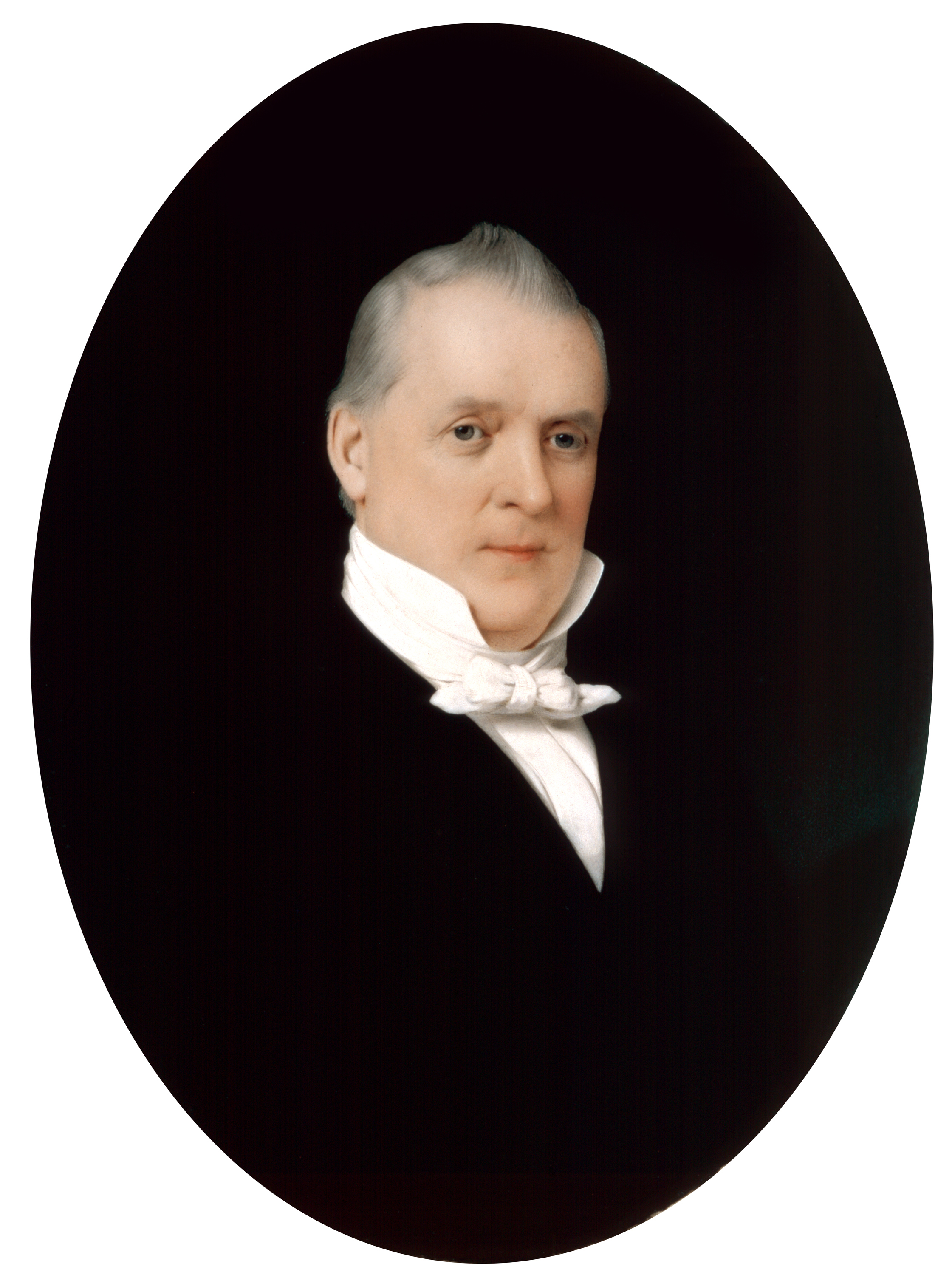
James Buchanan
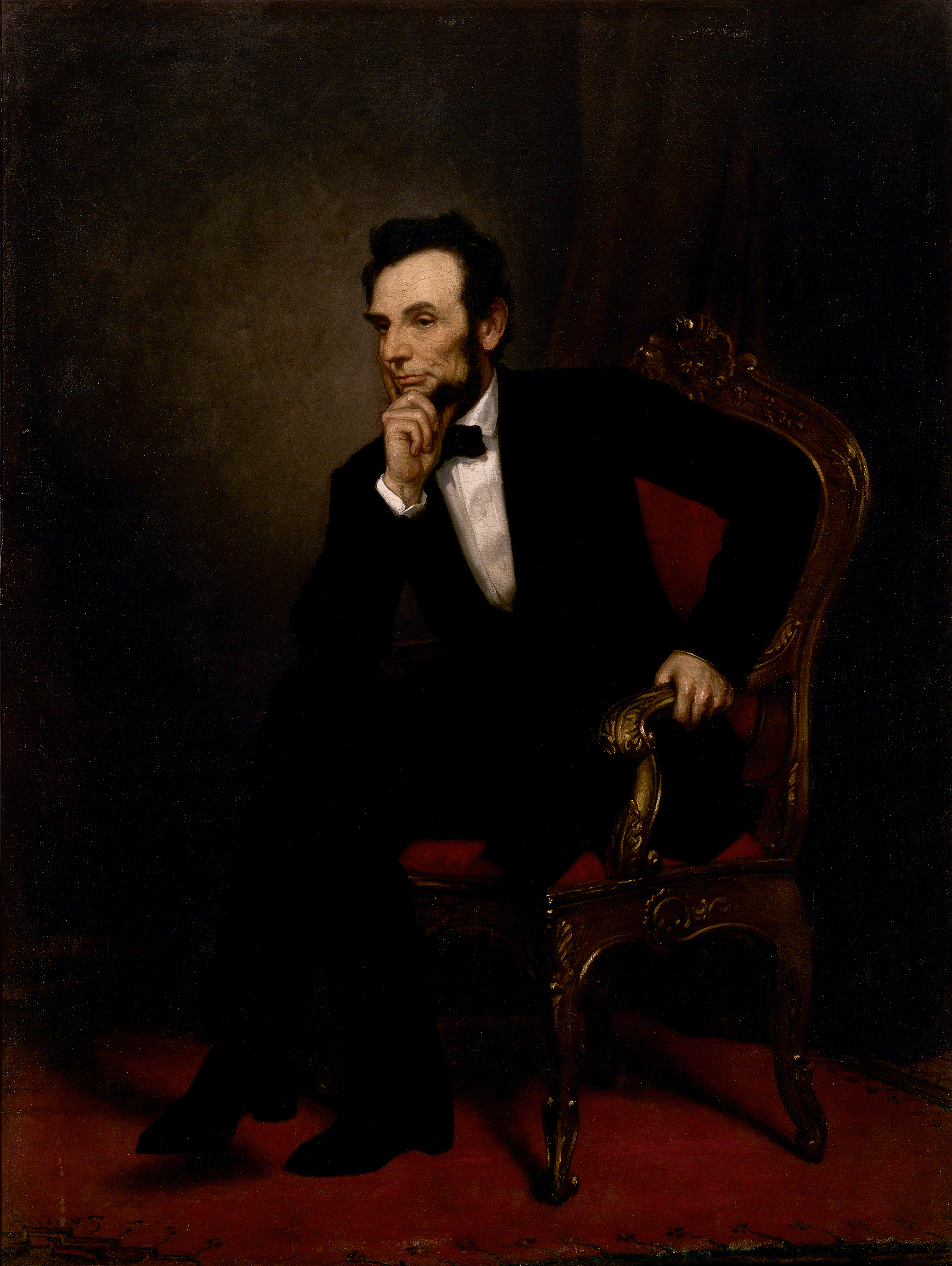
Abraham Lincoln
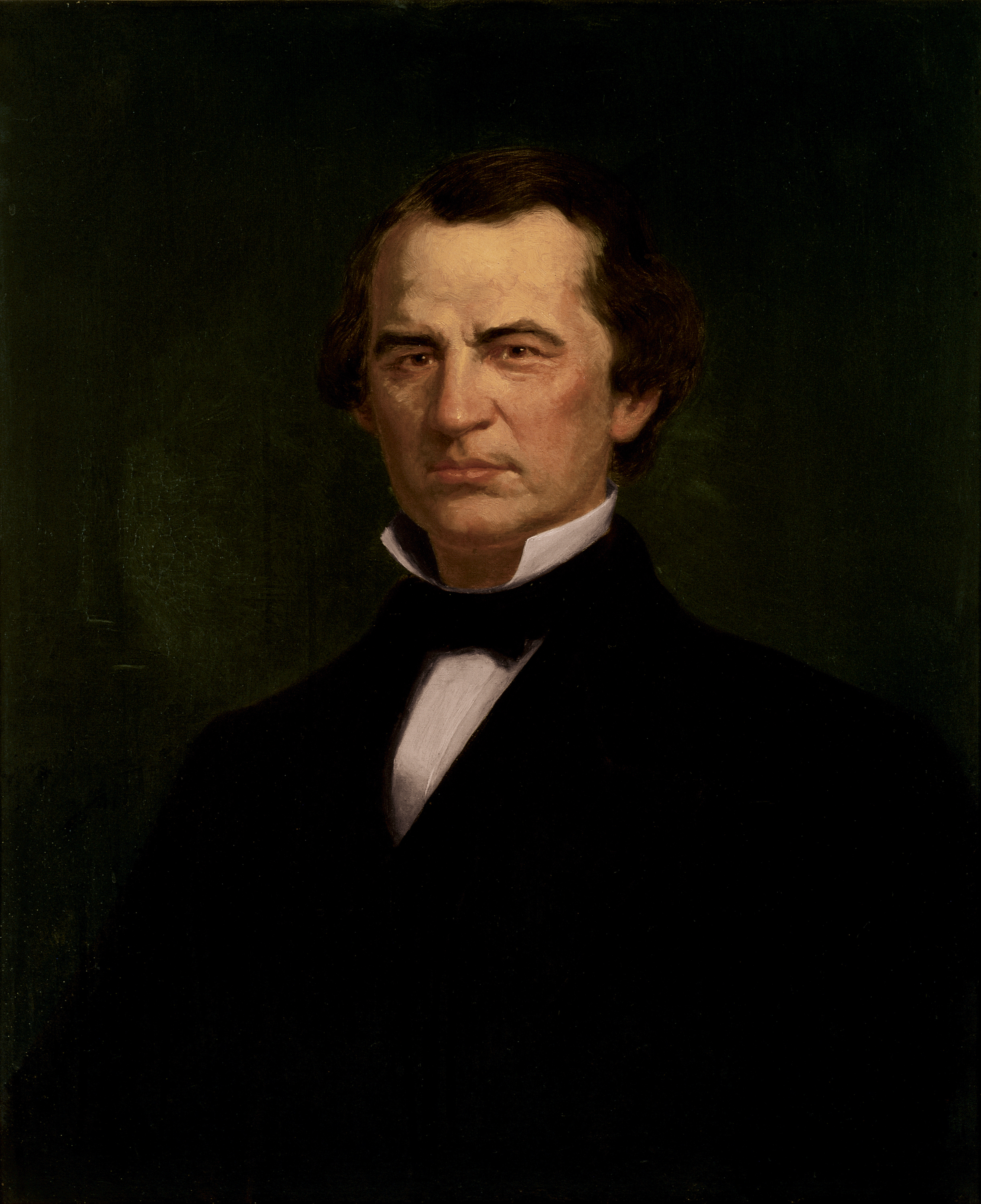
Andrew Johnson
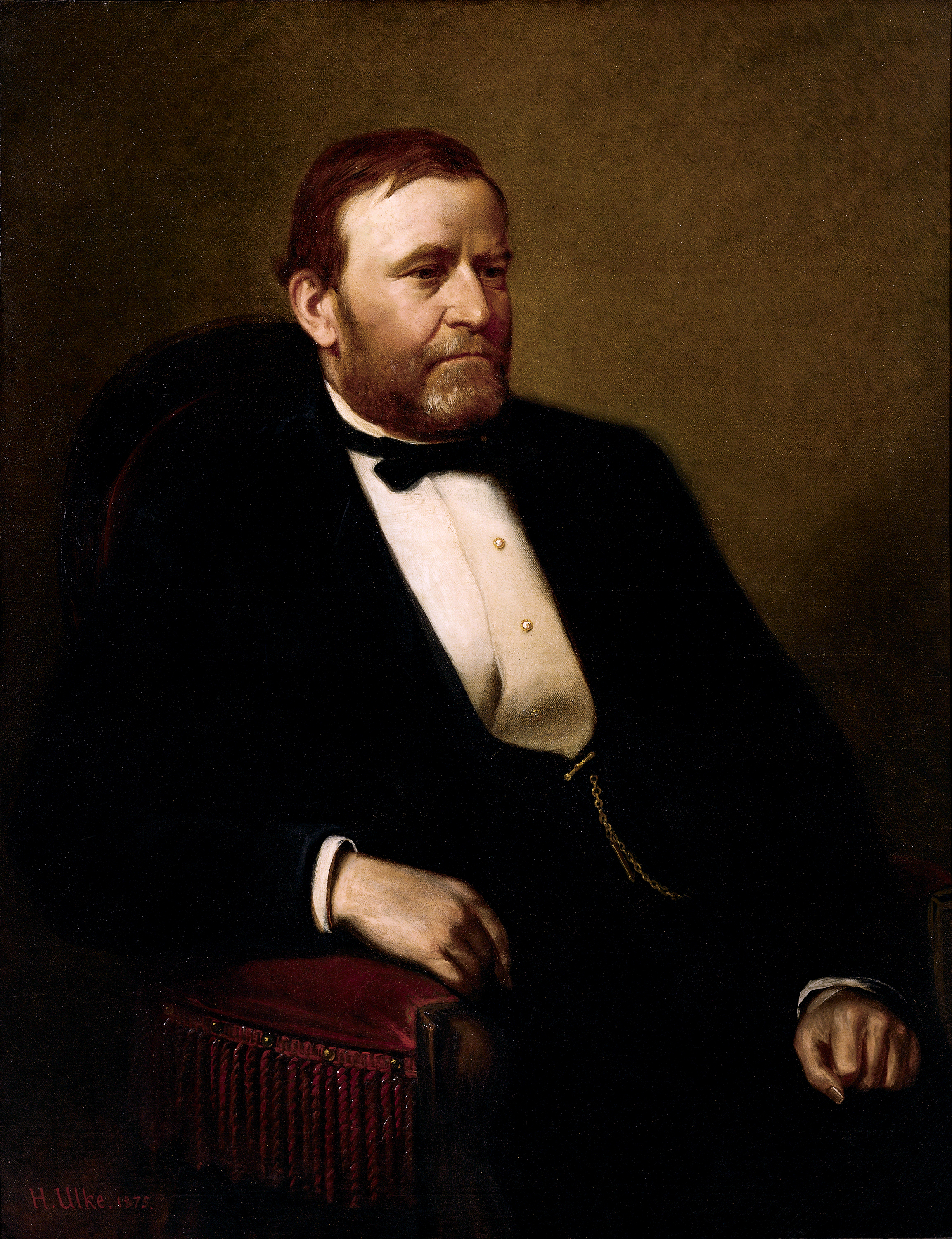
Ulysses S. Grant
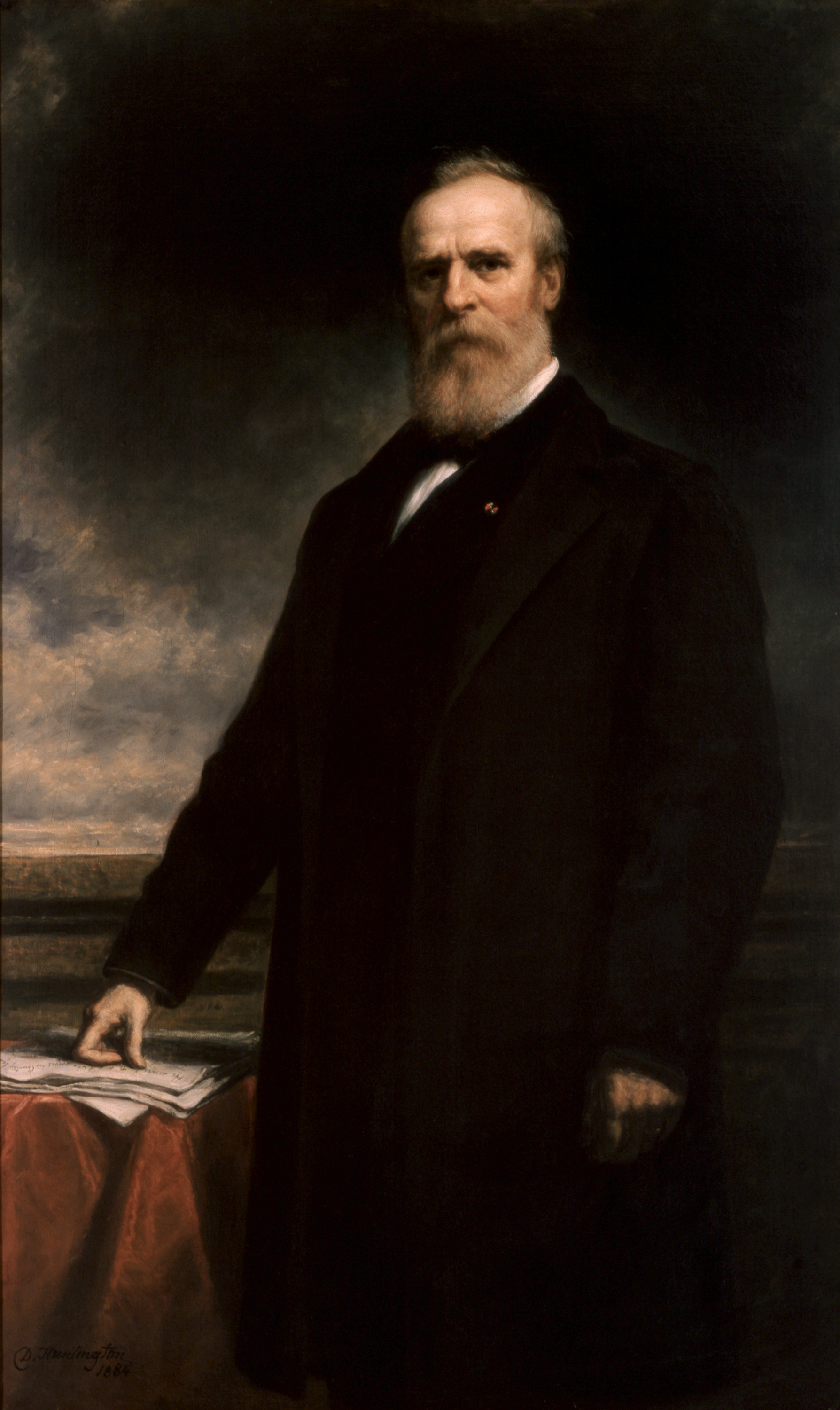
Rutherford B. Hayes
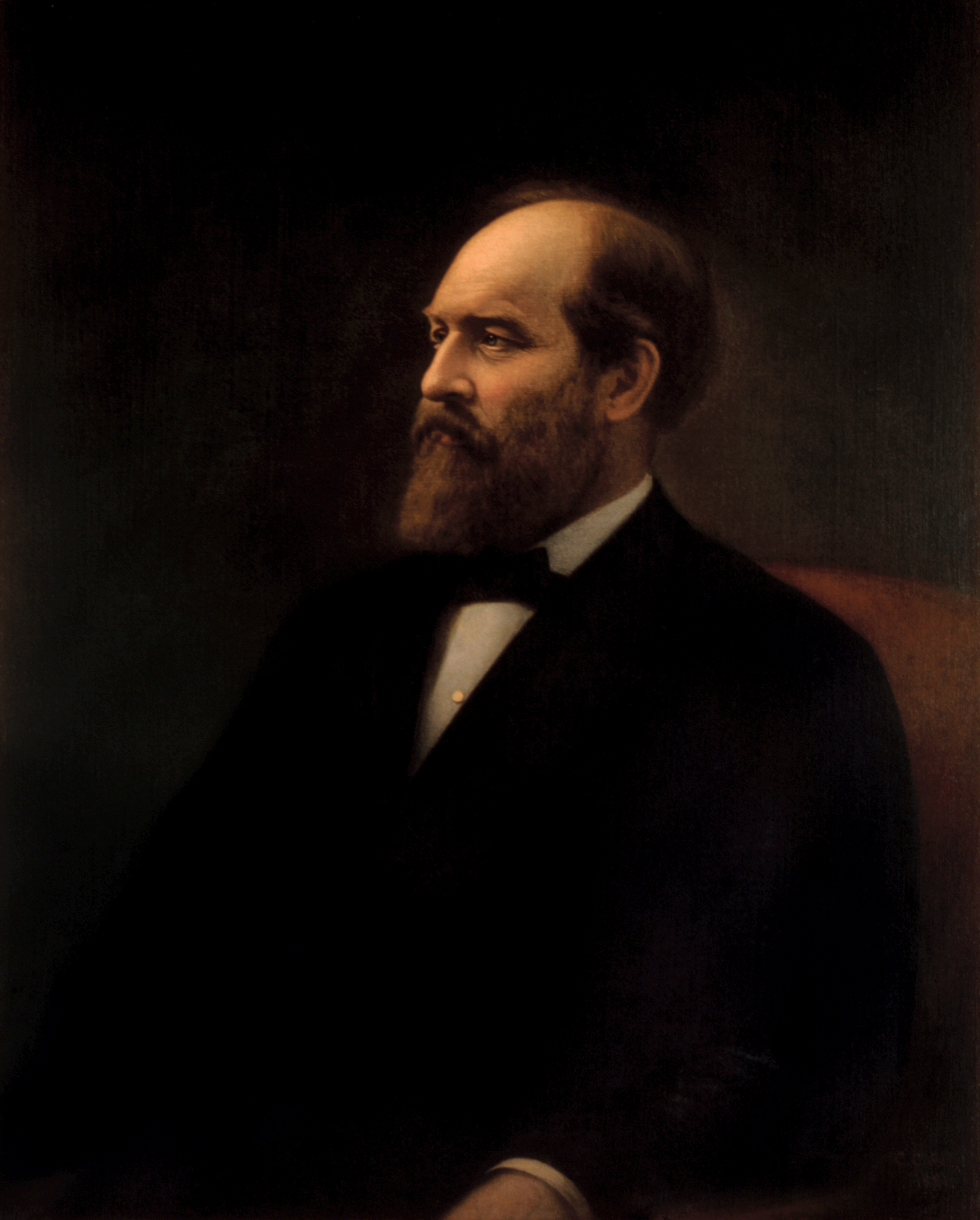
James A. Garfield
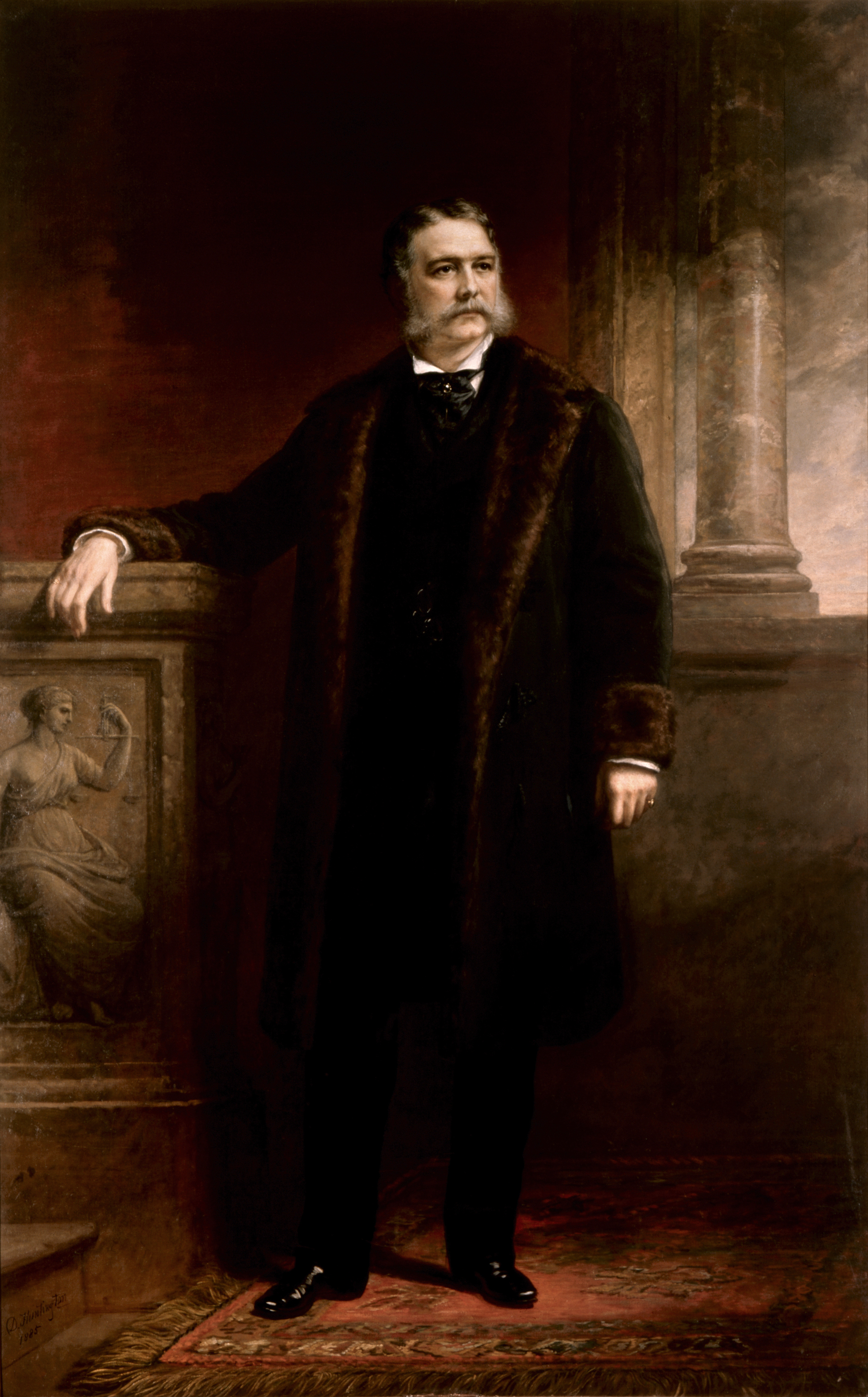
Chester A. Arthur
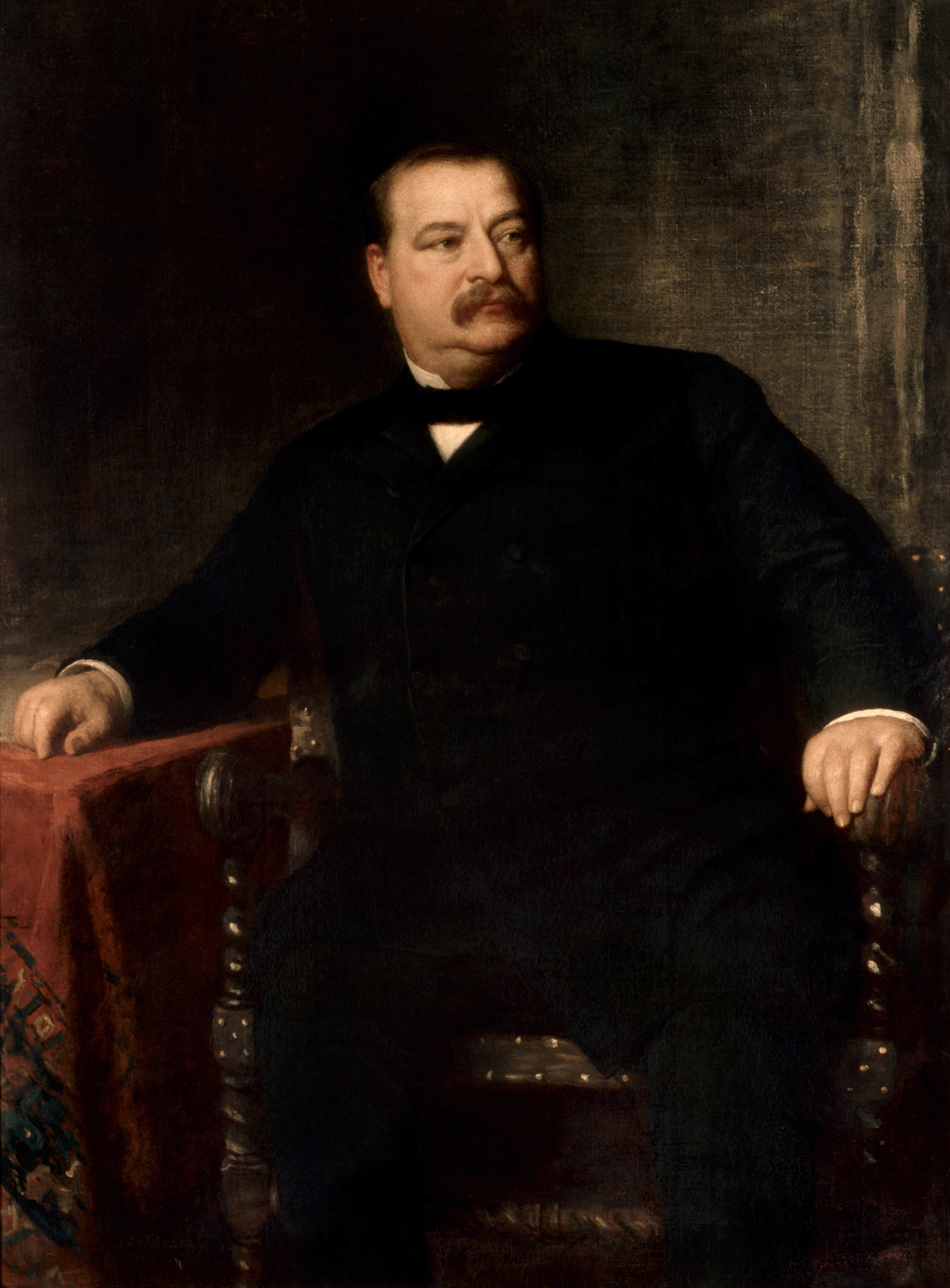
Grover Cleveland
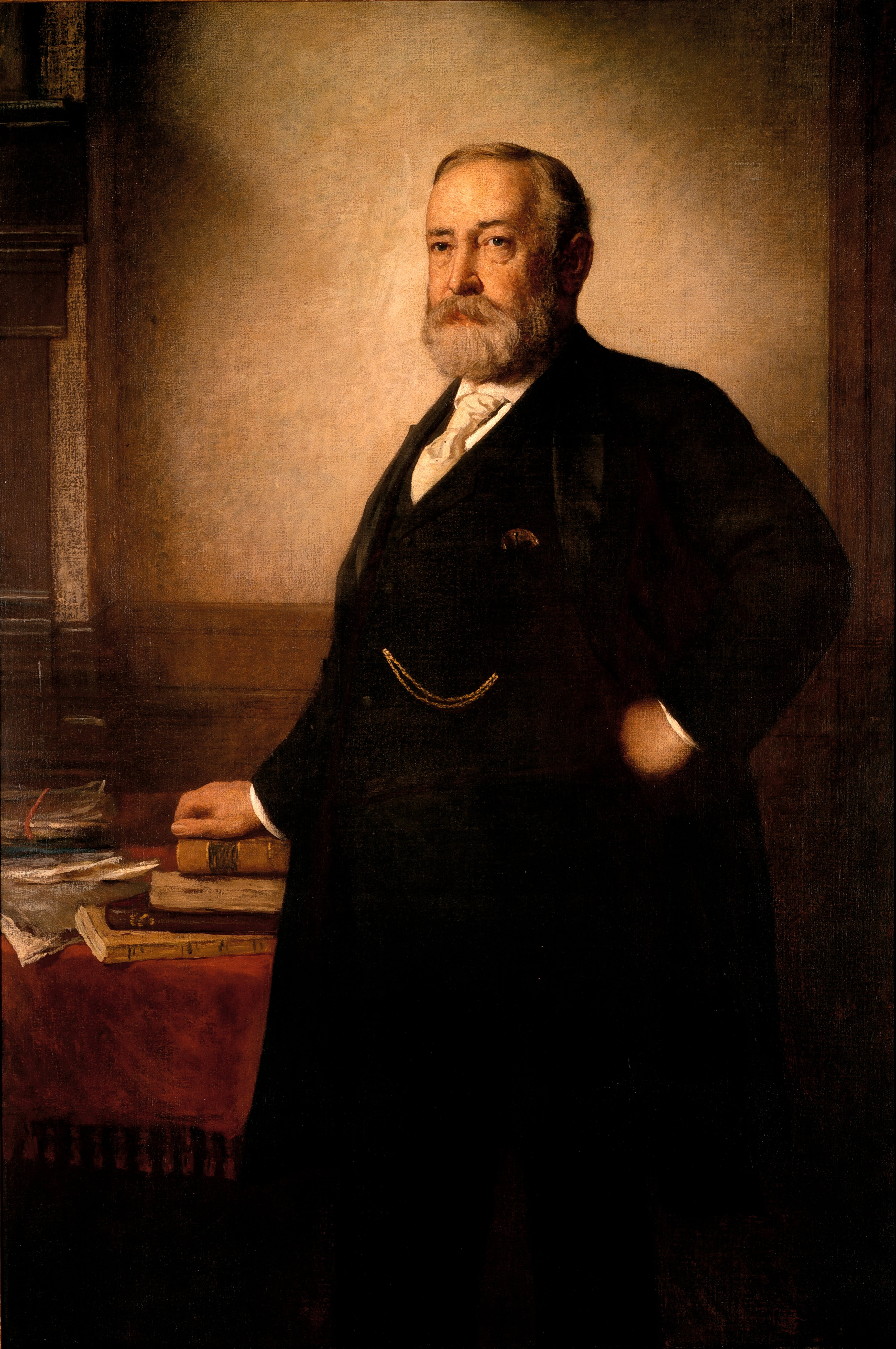
Benjamin Harrison
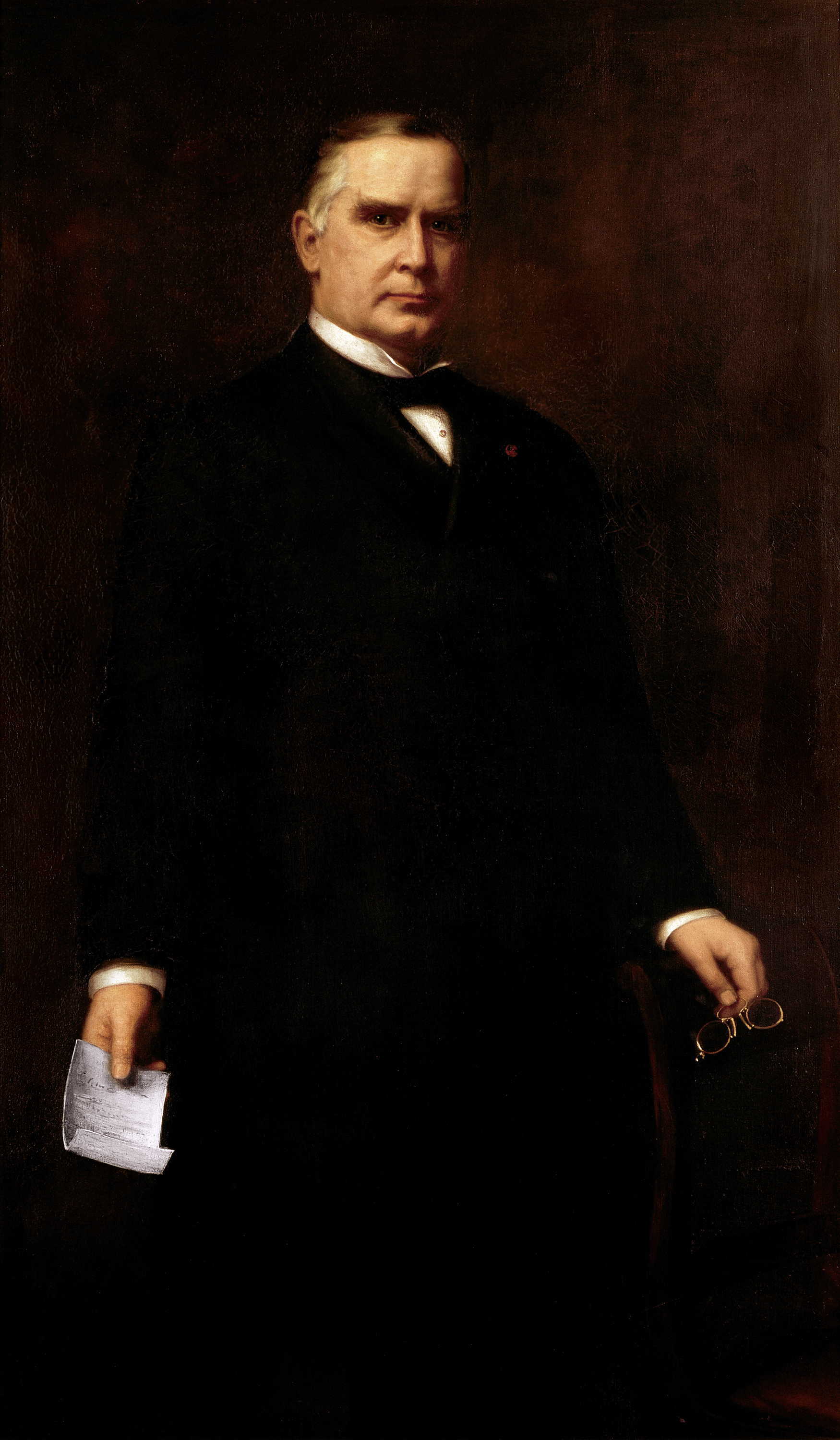
William McKinley
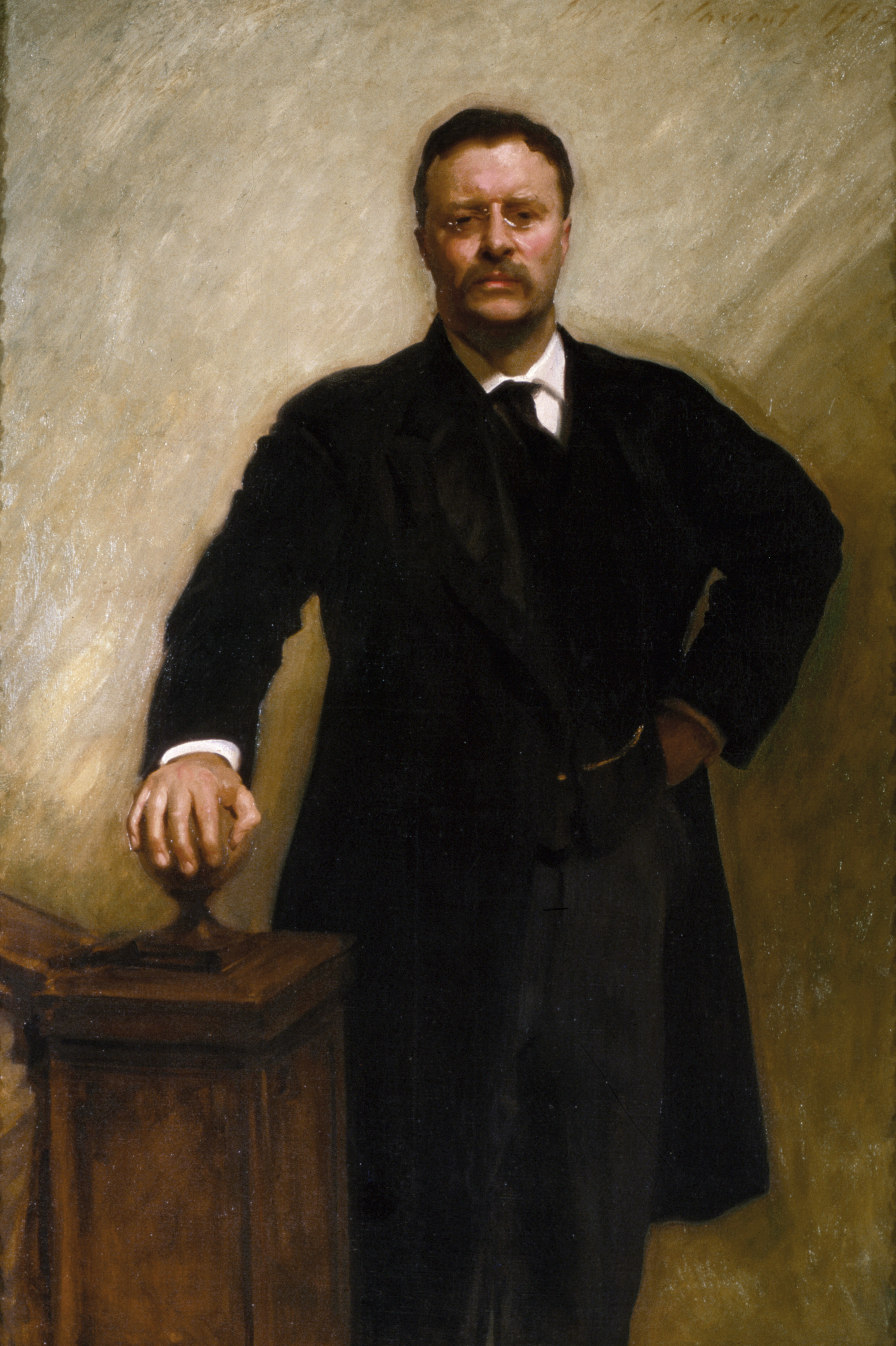
Theodore Roosevelt
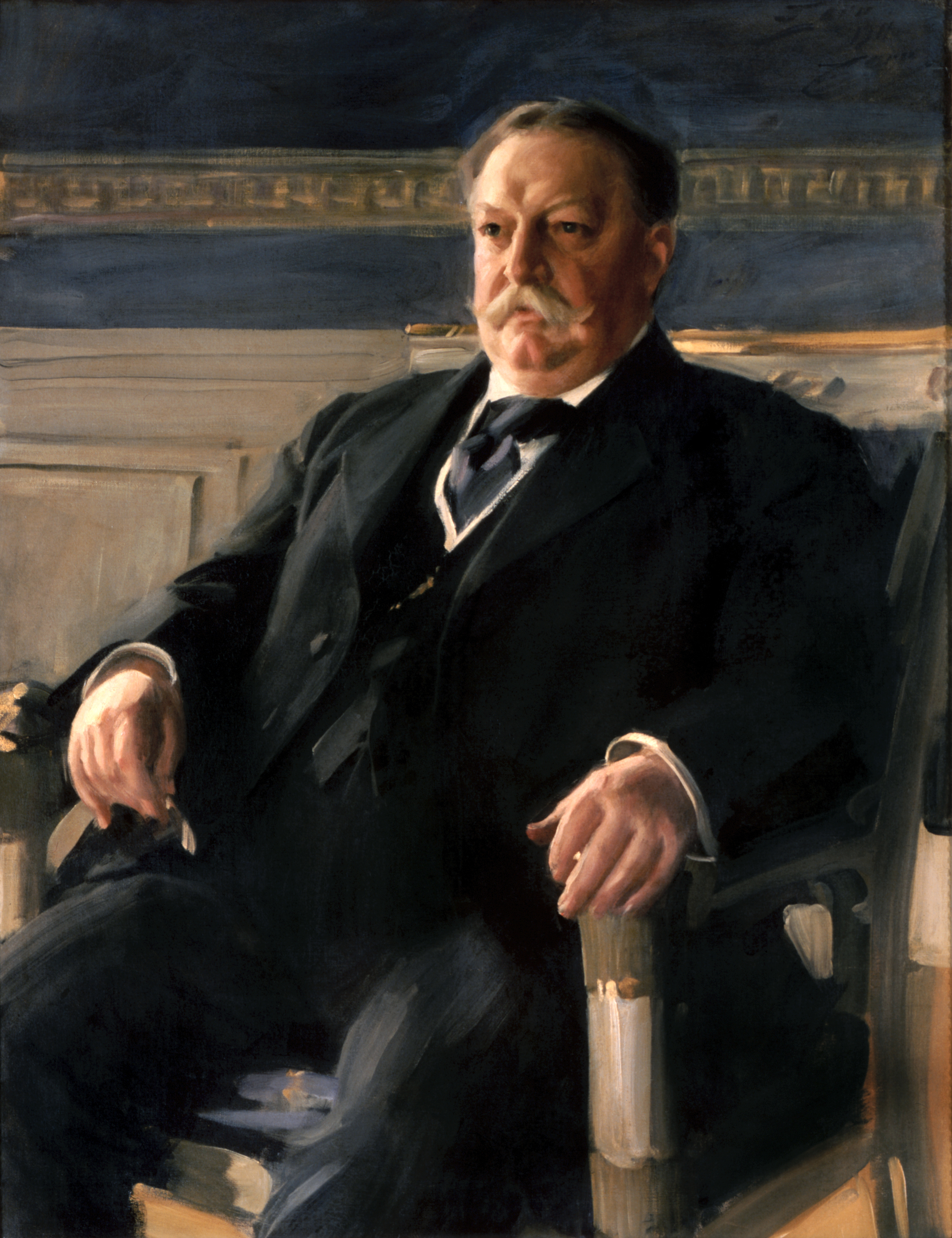
William Howard Taft
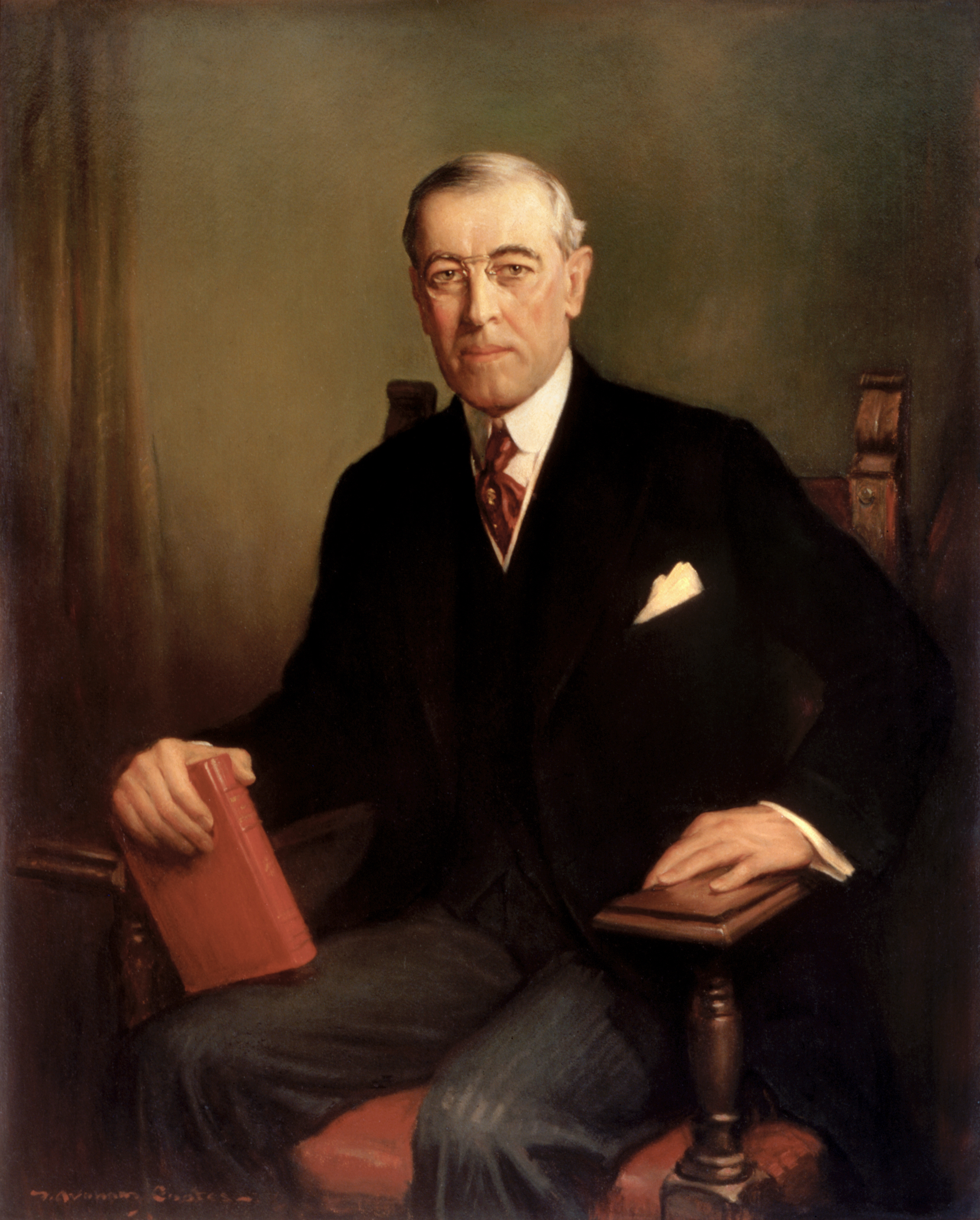
Woodrow Wilson
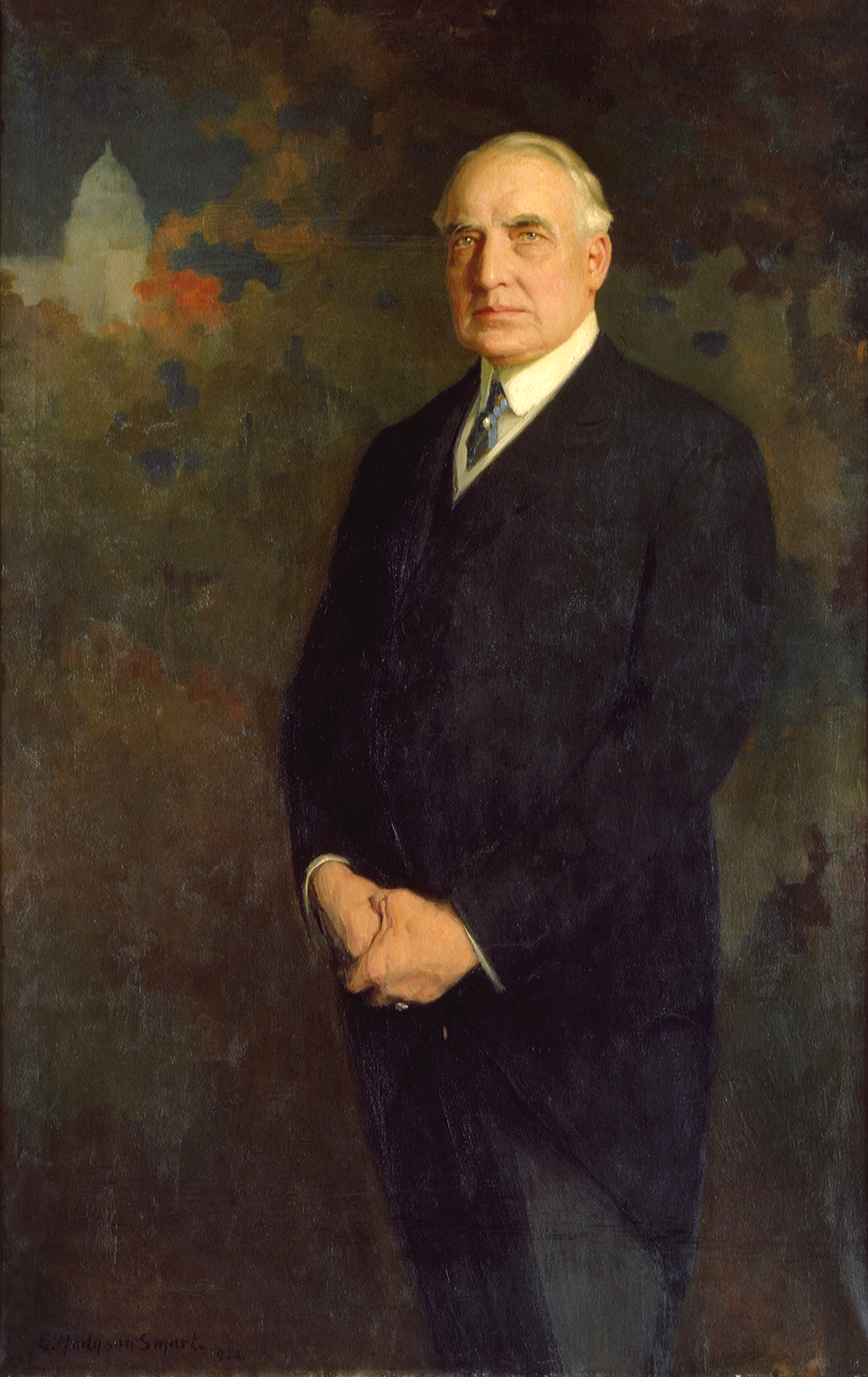
Warren G. Harding
Calvin Coolidge
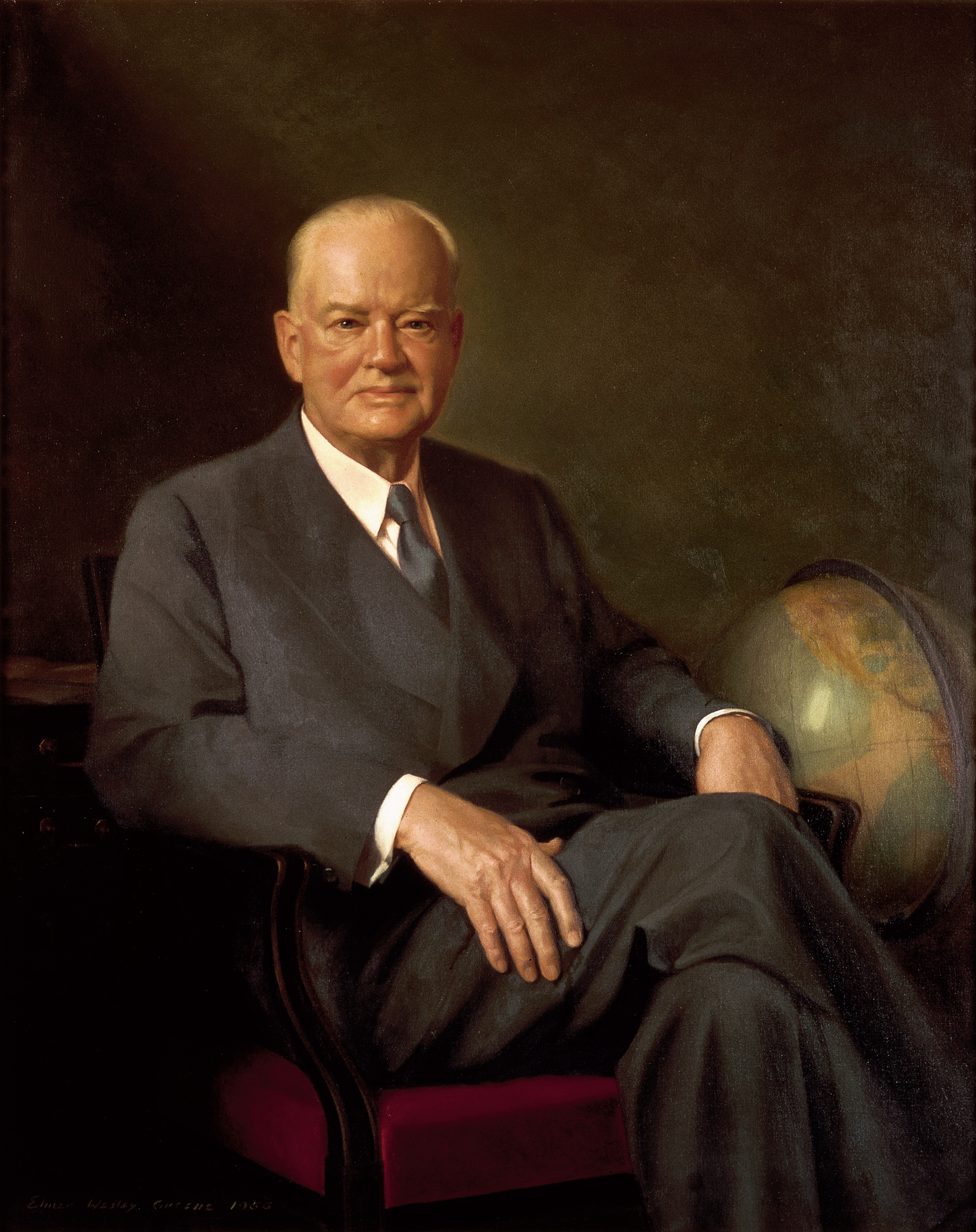
Herbert Hoover
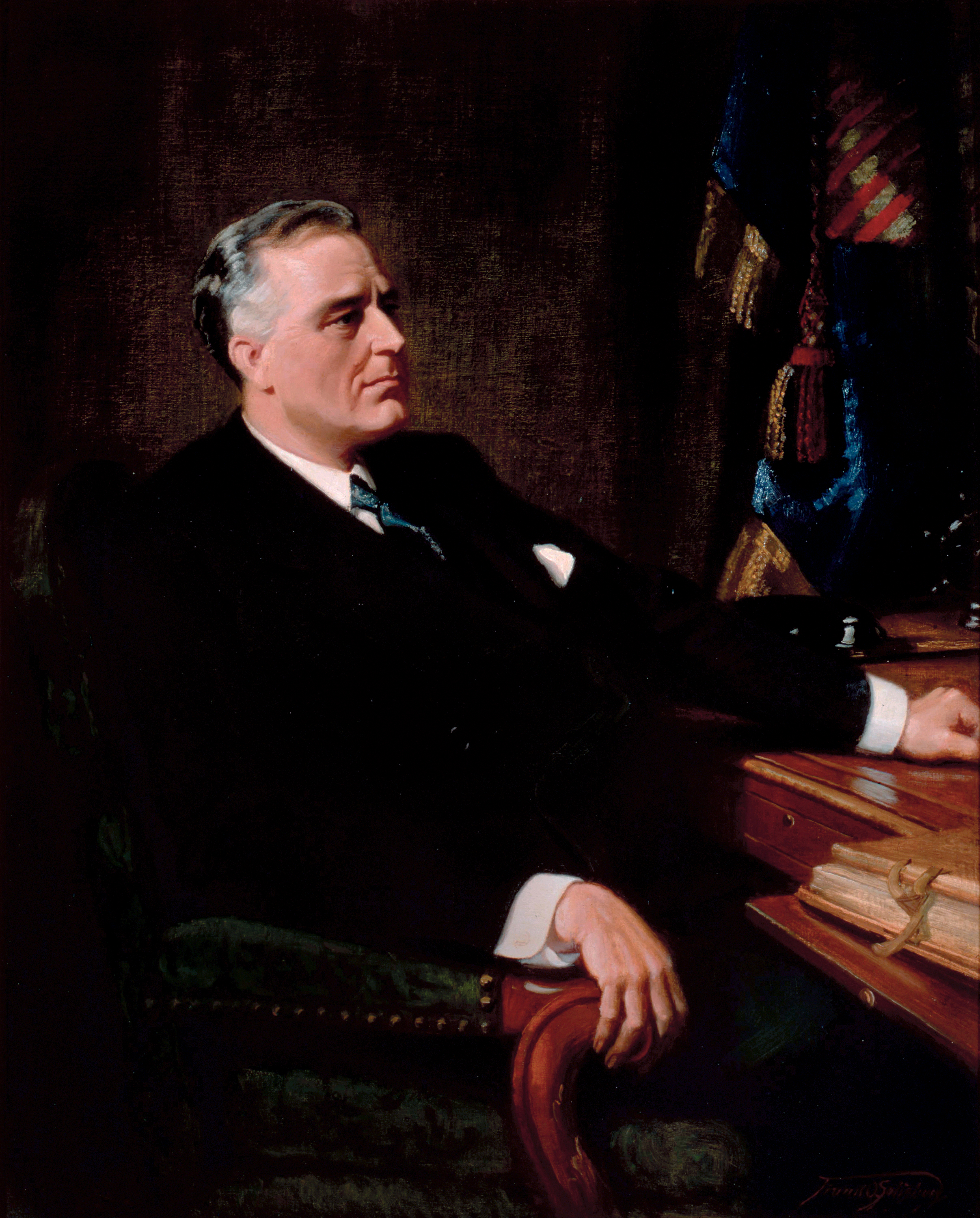
Franklin D. Roosevelt
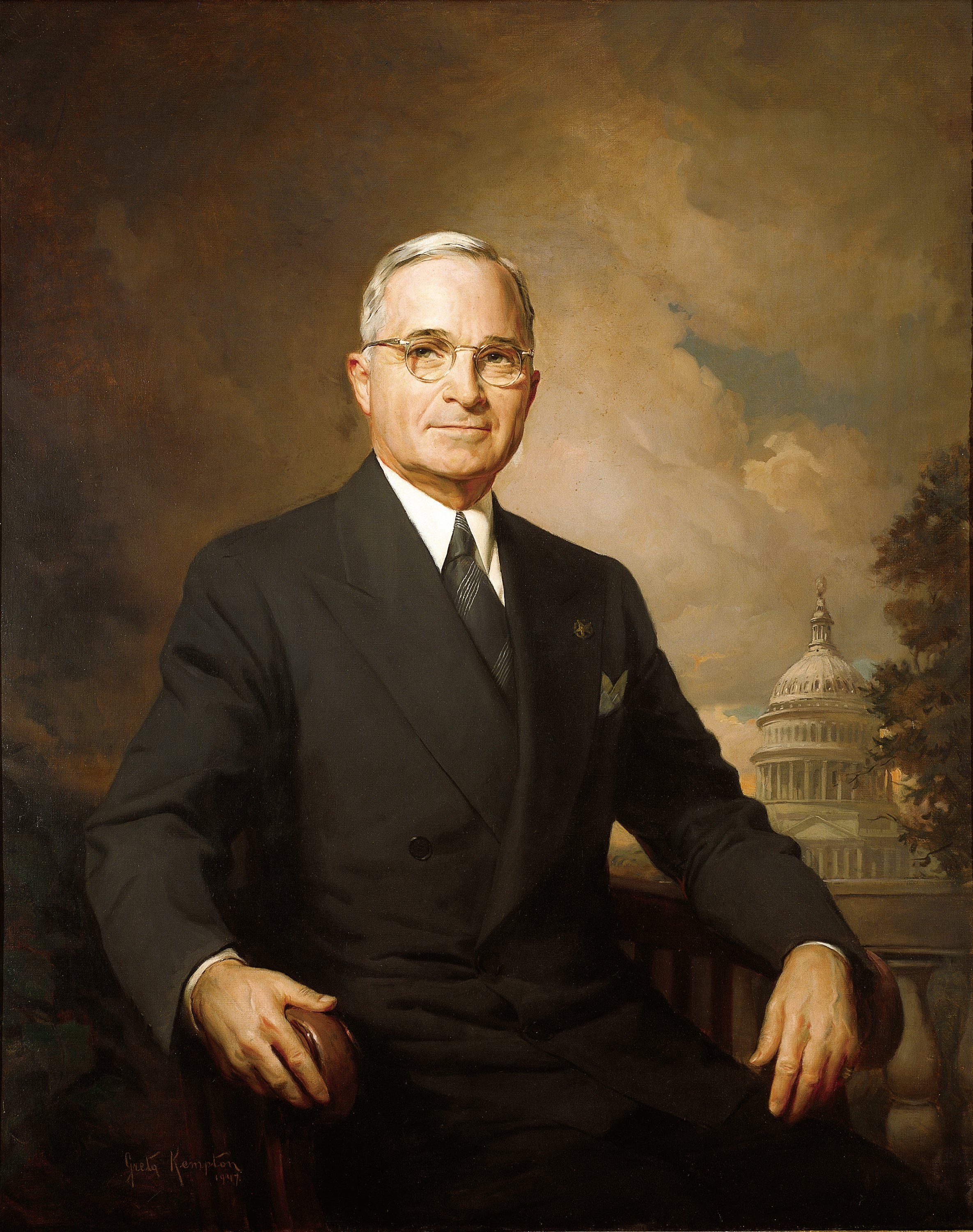
Harry S. Truman
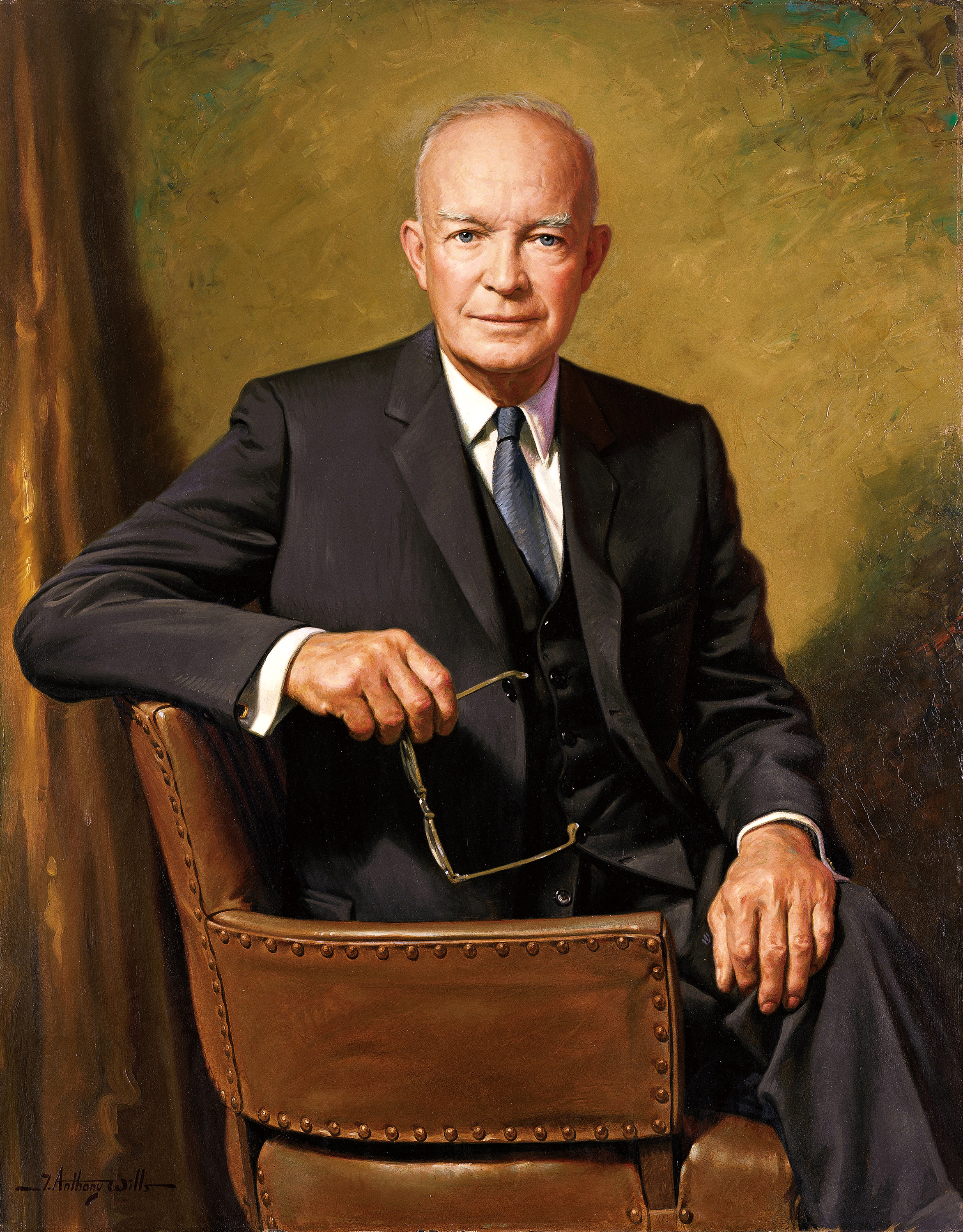
Dwight D. Eisenhower
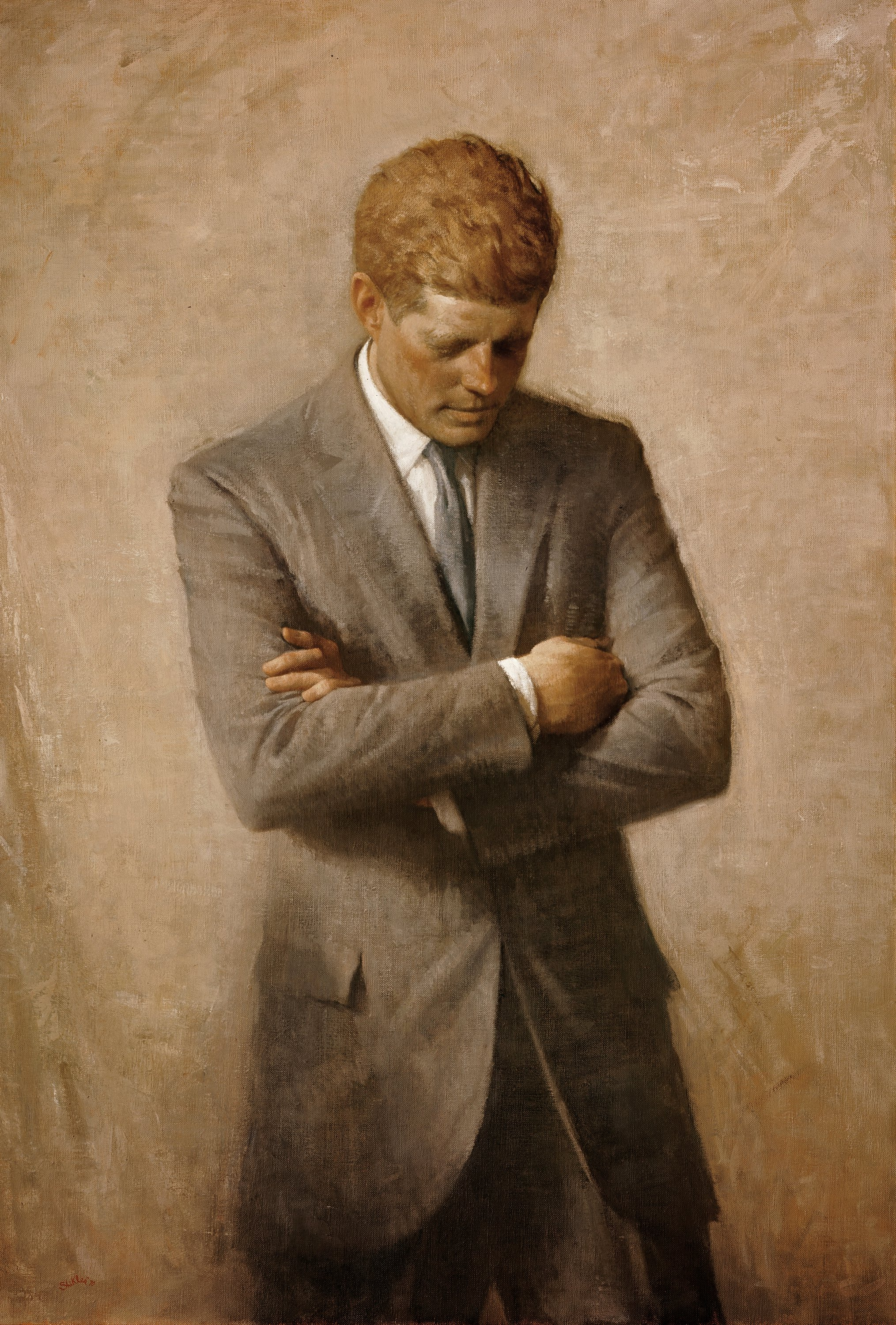
John F. Kennedy
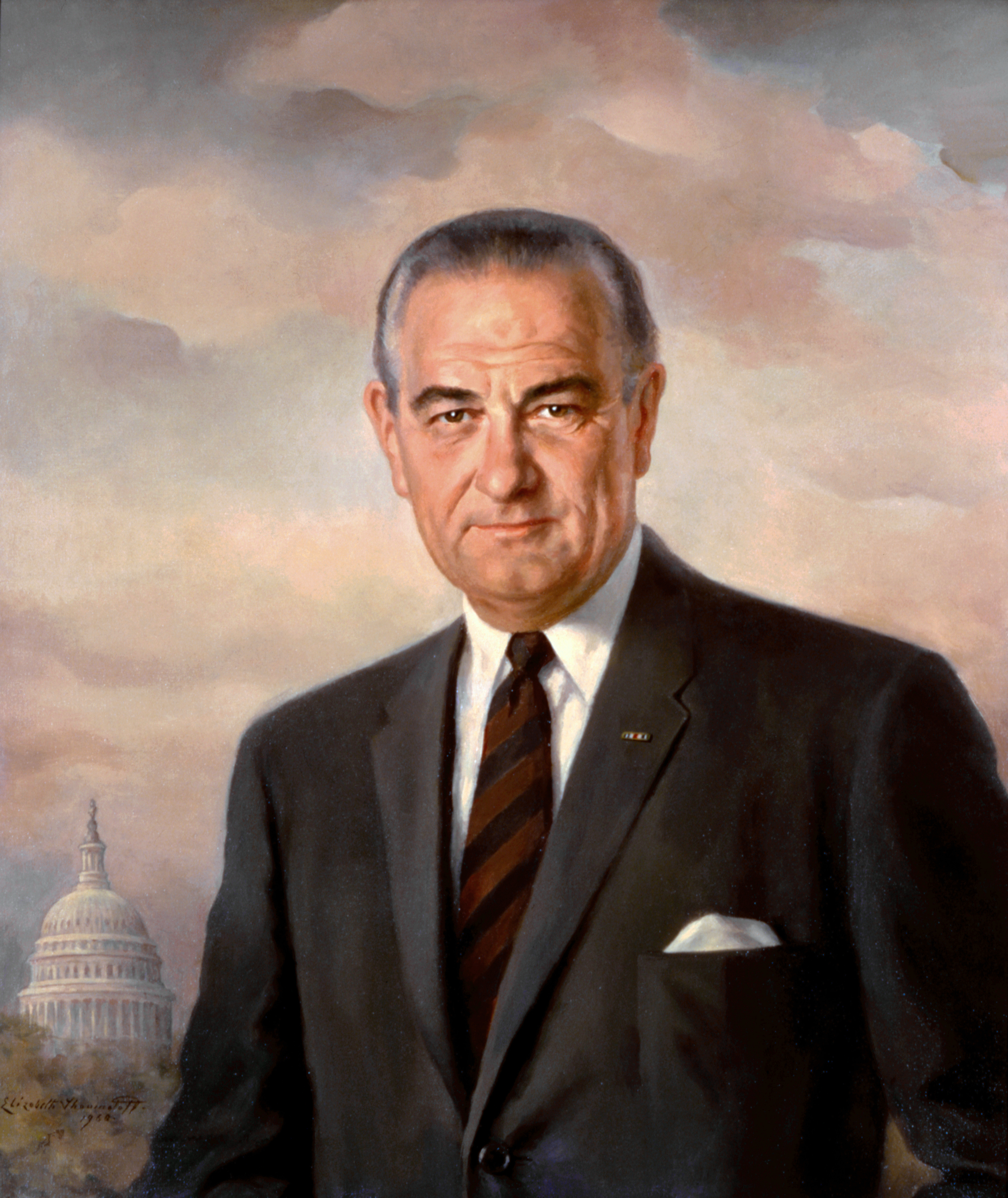
Lyndon B. Johnson
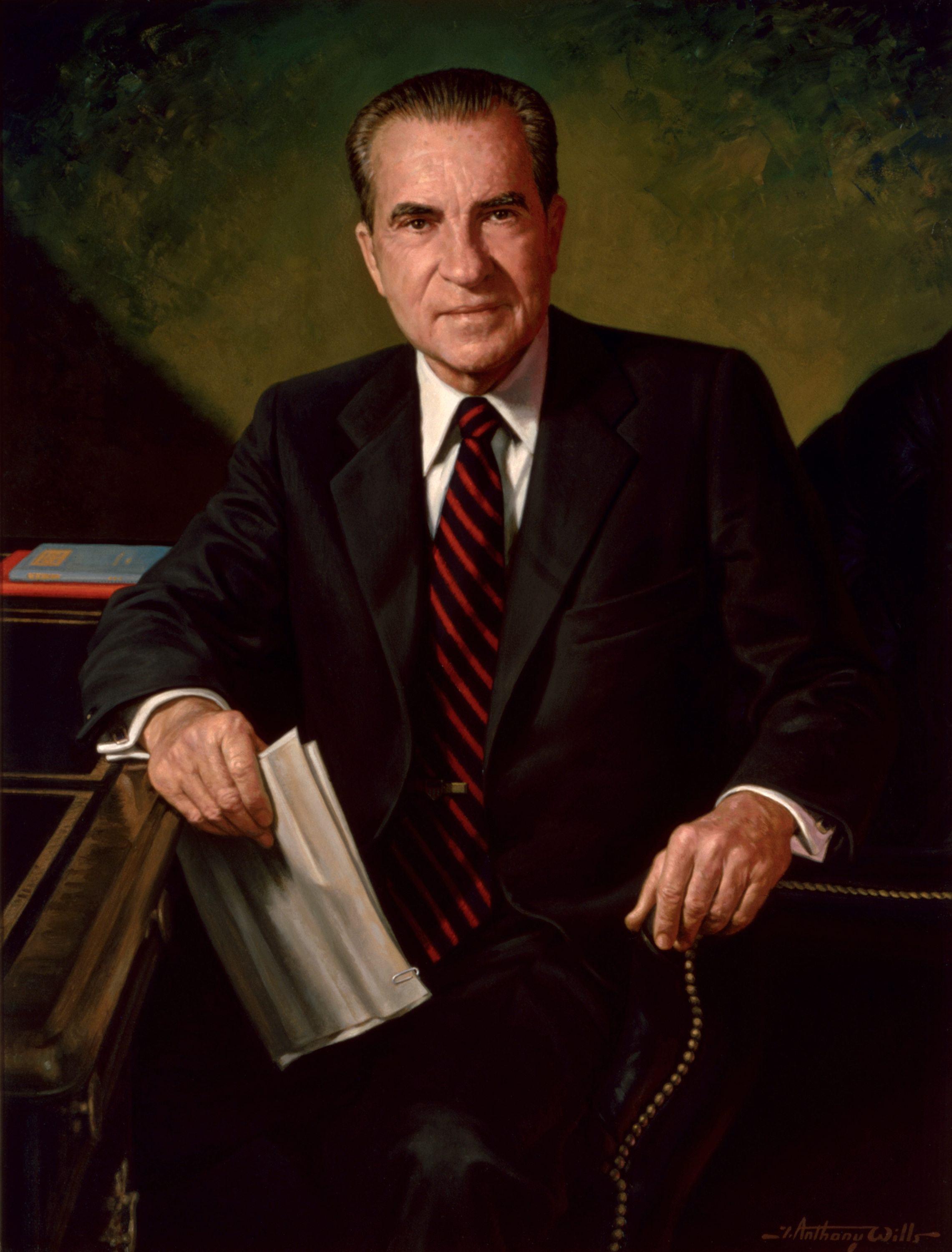
Richard Nixon

- Nota: Theodore Roosevelt e os presidentes que sucederam Coolidge foram excluídos por estarem fora do domínio público. A lista completa pode ser vista neste link: National Portrait Gallery's "America's Presidents" collection. Para o artigo sobre o retrato de Barack Obama da Galeria Nacional de Retratos veja President Barack Obama (pintura).